# Église Saint-André de Moussy
L'église Saint-André est une église catholique paroissiale située à Moussy, en France. C'est l'une des églises romanes les plus archaïques du Vexin français, et l'une des rares qui ne furent pas construites à vaisseau unique, et dont le transept d'origine s'est conservé. Ses deux croisillons sont munis de petites absidioles. Le voûtement fait appel aux trois principales techniques qui ont cours à l'époque romane : la voûte d'arêtes pour la croisée du transept ; la voûte en berceau pour les croisillons et les absidioles ; et la voûte en cul-de-four pour l'abside. L'église est inscrite aux monuments historiques par arrêté du 16 juin 1926. La nef unique, simplement plafonnée, et le clocher-porche de la Renaissance du troisième quart du XVIe siècle sont détruits par les bombardements alliés en 1944, qui visent les V1 allemands dissimulés dans les carrières souterraines de Nucourt. Ne restent que le portail Renaissance et le mur méridional de la base du clocher. L'église reste ensuite à l'abandon pendant une quinzaine d'années. La restauration des parties orientales, restées debout, et la construction d'une nouvelle nef commencent vers la fin des années 1950, et l'église est consacrée pour une nouvelle fois le 7 mai 1964 par Mgr Alexandre Renard, évêque de Versailles. Les vestiges de la tour Renaissance ont été laissés en l'état en tant que témoins du passé. Moussy est aujourd'hui affiliée à la paroisse Avernes et Marines, et l'église Saint-André accueille des messes dominicales anticipées irrégulièrement, environ trois fois par an.

## Localisation
L'église Saint-André se situe en France, en région Île-de-France et dans le département du Val-d'Oise, dans le Parc naturel régional du Vexin français, près de la limite avec le Oise, sur la commune de Moussy, rue de l'Église, au sud du manoir. Elle est précédée du cimetière, et non visible de la rue, car dissimulée par le mur du cimetière et les bâtiments du manoir, classés aux monuments historiques par arrêté du 19 juillet 1927. En pénétrant dans l'enclos du cimetière, on s'approche de l'église par le nord-ouest. Le versant nord de la nef et la façade, avec les vestiges de l'ancien clocher Renaissance, sont les seuls éléments de l'église à être bien exposés à la vue. On peut faire le tour de l'église, mai les parties orientales sont bordées des murs d'enceinte des propriétés privées adjacentes, et il n'est pas possible de les apprécier en prenant du recul.

## Historique

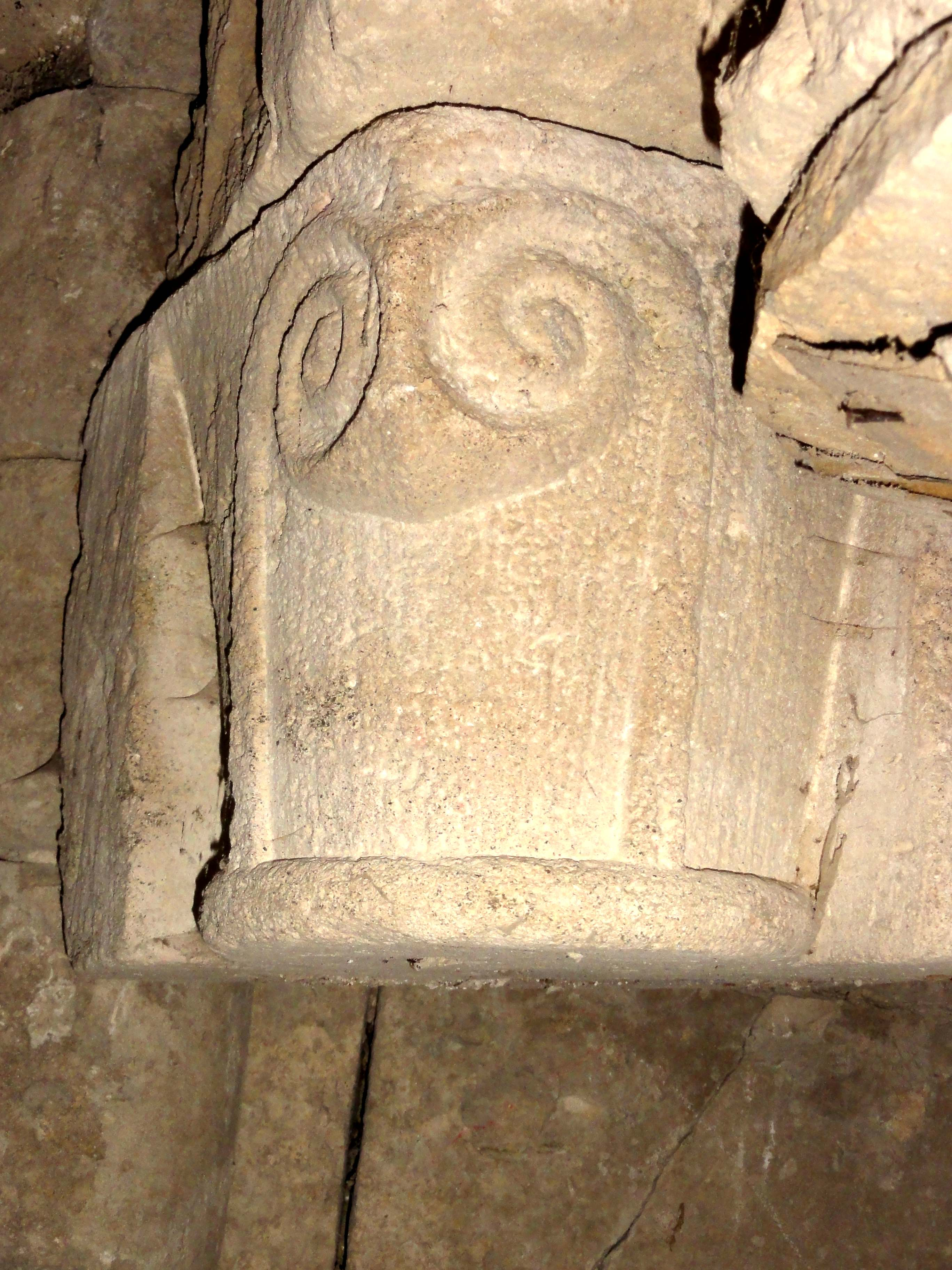
Chapiteau roman déposé.

La date de fondation de la paroisse n'est pas connue. L'église est dédiée à saint André, comme l'église de Boissy-l'Aillerie, et une ancienne église de Pontoise. Sous l'Ancien Régime, Moussy relève du doyenné de Magny-en-Vexin, de l'archidiaconé du Vexin français avec siège à Pontoise, et de l'archidiocèse de Rouen. Au moins depuis 1149, le collateur de la cure est l'abbaye Saint-Martin de Pontoise. Ce droit est apparemment aussi revendiqué par l'abbaye Saint-Père de Chartres, qui, selon le pouillé de Rouen de 1648, présente à la cure. Mais dans les pouillés de 1704 et 1738, figure de nouveau l'abbaye Saint-Martin. L'église a été brièvement étudiée par Roland Vasseur, vers 1978. Bernard Duhamel s'est contenté de résumer l'exposé de Vasseur. Selon les caractéristiques de l'architecture, et en particulier du petit nombre de chapiteaux, qui évoquent les églises d'Arthies et Cormeilles-en-Vexin, du dernier quart du XIe siècle, on peut situer la construction de l'abside et de la croisée du transept à cette époque. Conformément à la tradition dans le Vexin et dans le Beauvaisis, l'on peut supposer l'existence d'un clocher central au-dessus de la croisée du transept : d'ailleurs, les deux chapiteaux romans déposés conservés dans l'église ne peuvent guère prévenir que de cette partie de l'édifice. L'un est sculpté de crossettes formant volutes d'angle ; l'autre de feuilles d'acanthe. Les deux croisillons et leurs absidioles pourraient être plus récents à en juger d'après leurs fenêtres à double ébrasement, à moins que cette particularité résulte seulement de la restauration après-guerre. La fenêtre du croisillon nord est refaite à la période flamboyante, et celle du croisillon sud, vers le milieu ou pendant la seconde moitié du XVIe siècle. Le 13 octobre 1557, Antoine Barjot, seigneur de Moussy, doit verser la somme de 920 livres qui doivent servir « les bâtiments en train de l'église ». Il doit s'agir de l'une des traites pour payer les travaux du clocher, alors en cours. Le portail ressemble à celui de Berville, daté de 1552, et la tour évoque son homologue de Nucourt, tandis que la calotte rappelle Guiry-en-Vexin,.

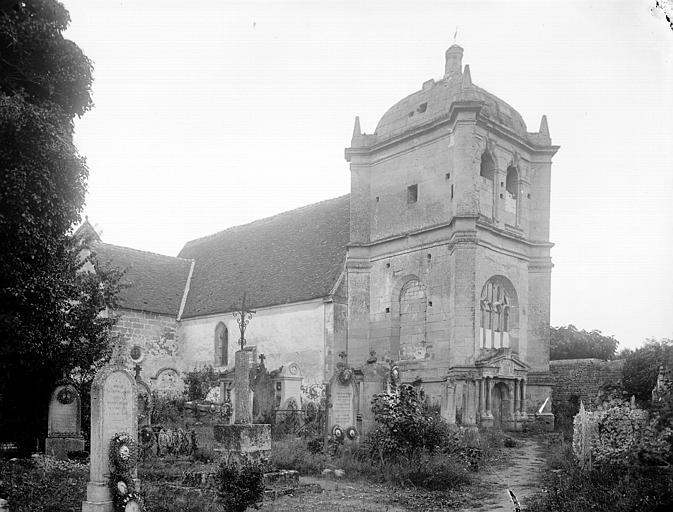
Vue depuis le nord-ouest à la fin du XIXe siècle.

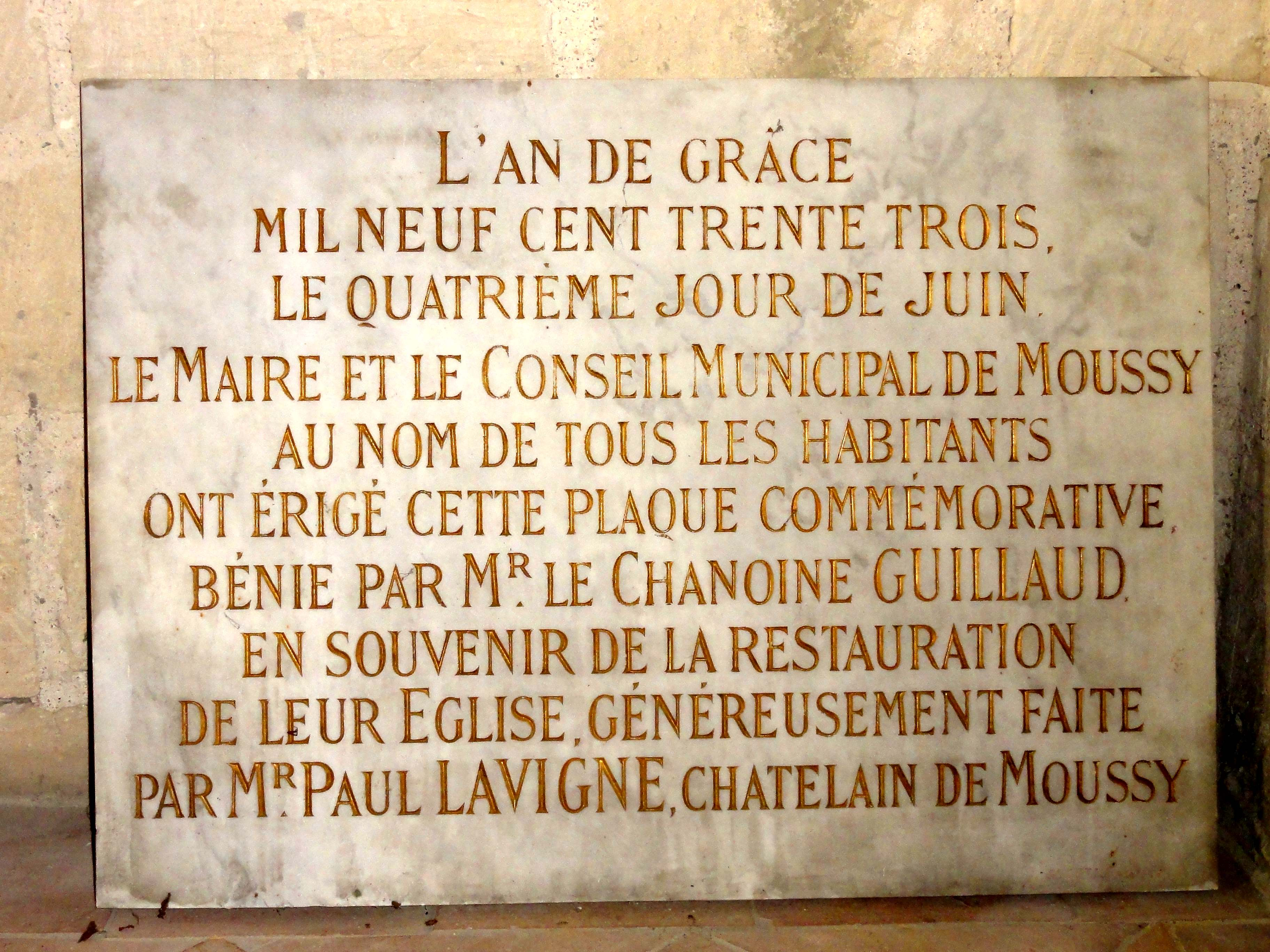
Plaque commémorative de la restauration en 1933.

Des photographies prises par Félix Martin-Sabon à la fin du XIXe siècle montrent le clocher en mauvais état. Les pierres du soubassement sont fortement érodées, et la plupart des blocs sculptés du portail sont dégradés. Le bas-relief du fronton avait apparemment été bûché à la Révolution française, et est tout à fait méconnaissable. Les deux baies latérales du rez-de-chaussée sont murées, et des carreaux de plâtre se substituent aux vitraux manquants en bas de la baie occidentale. Les baies abat-son de l'étage de beffroi sont bouchées jusqu'à mi-hauteur. L'intérieur de la base du clocher est voûté d'ogives, et ouvert sur la nef, qu'il prolonge vers l'ouest. La nef est muni d'un plafond plat en bois, avec des poutres apparentes. C'est une nef unique, sans bas-côtés, avec un seul passage berrichon raccordant la nef au croisillon sud. D'après une plaque commémorative visible dans la nef, l'église est restaurée en 1933 grâce à la générosité de Paul Lavigne, propriétaire du manoir de Moussy. Cette restauration s'avère malheureusement vaine.
En 1944, l'église est partiellement détruite par les bombardements alliés, qui visent les V1 allemands dissimulés dans les carrières souterraines de Nucourt. L'église voisine de Banthelu connaît le même sort. Mais Roland Vasseur manque de précision quand il dit que l'église « fut pratiquement détruite ». En effet, les photographies prises par Emmanuel-Louis Mas, quelques années après la guerre, montrent clairement que le transept et l'abside demeurent intacts. L'arc triomphal est fermé par un mur. La nef a complètement disparu. Du clocher, ne restent que la base de la tourelle d'escalier, le mur septentrional du rez-de-chaussée, et une partie du portail,,. C'est au cours des années 1950, que la municipalité, avec le maire Paul Binet en tête, décide de faire réparer l'église. Les travaux sont dirigés par Lebigre, architecte en chef des monuments historiques, et durent plusieurs années. Lebigre ne touche pas aux vestiges du clocher. Il restaure les parties orientales, en décapant entièrement les murs à l'intérieur, ce qui entraîne la disparition de la polychromie architecturale d'origine, que l'on voit encore si bien à Cormeilles-en-Vexin. La même erreur fut commise, à la même époque, lors de la reconstruction de l'église de Deuil-la-Barre. Enfin, l'architecte conçoit une nouvelle nef, qu'il équipe d'un bas-côté nord abritant la sacristie et un passage vers le croisillon. Contrairement à ce qu'affirme Roland Vasseur, cette nef n'est pas plus courte que l'ancienne, mais a exactement la même longueur, car comme dans l'ancienne nef, la tourelle d'escalier du clocher se trouve dans son intérieur. L'église est consacrée pour une nouvelle fois le 7 mai 1964 par Mgr Alexandre Renard, évêque de Versailles. Deux ans plus tard, le diocèse de Versailles, érigé sous la Révolution française, est démembre du territoire compris dans le nouveau département du Val-d'Oise, qui constitue désormais le diocèse de Pontoise. Moussy est à présent affilié à la paroisse Avernes et Marines, qui est très étendue, et réunit pas moins de trente-cinq clochers. Des messes dominicales anticipées sont célébrées en l'église Saint-André environ trois fois par an.

## Description

### Aperçu général

Plan de l'église.

Orientée à peu près régulièrement, avec une légère déviation de l'axe vers le sud-est du côté du chevet, l'église se compose d'une nef à charpente apparente ; d'un transept, dont les croisillons sont munis d'absidioles rectangulaires ; et d'une abside en hémicycle. Le portail occidental est précédé par les vestiges de l'ancien clocher, et protégé par un toit en appentis parallèle à la façade. À droite en entrant dans la nef, on voit l'amorce de la cage d'escalier du clocher Renaissance. À gauche en entrant, une arcade en plein cintre ouvre sur la chapelle des fonts baptismaux, très sobre et dépourvue de fenêtres. Elle a été imaginée par l'architecte Lebigre, et n'a pas existé avant-guerre. Cette chapelle fait partie du bas-côté nord, qui est en grande partie occupée par la sacristie. On y accède par une travée carrée, tenant lieu de dégagement, munie d'une entrée depuis l'extérieur, et communiquant à la fois avec la nef et le croisillon nord. Un passage berrichon relie directement la nef au croisillon sud. Il est relié à un second dégagement, qui dispose d'une porte donnant sur l'extérieur, côté ouest. Le clocher en charpente édifié au début des années 1960 s'élève au-dessus de la croisée du transept, qui est voûtée d'arêtes. Les croisillons et les absidioles sont voûtés en berceau plein cintre, et l'abside est voûtée en cul-de-four.

### Intérieur

#### Nef et annexes

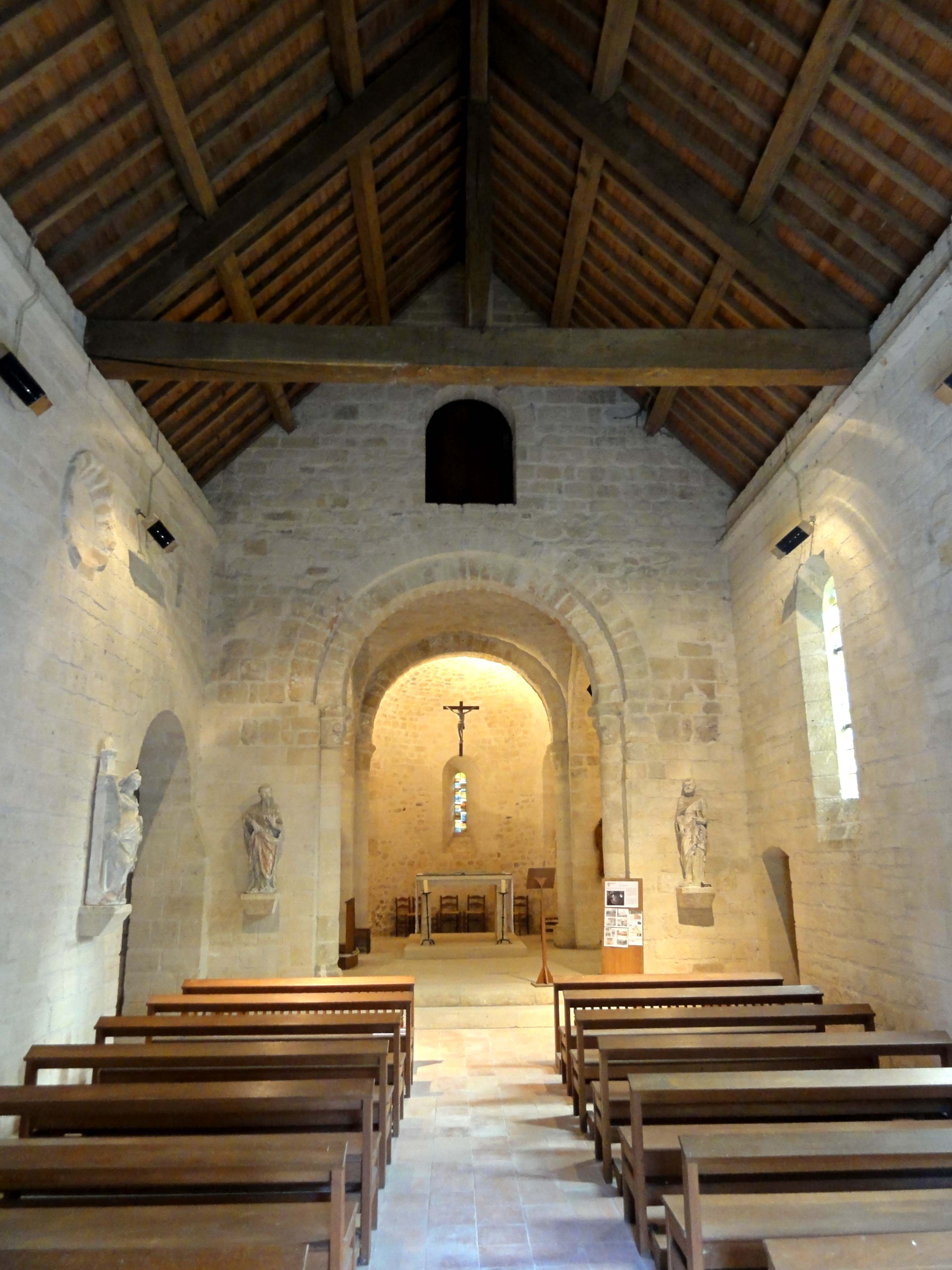
Vue vers l'est.

La nef est entièrement neuve. Ne sont anciens que l'amorce de la cage d'escalier du clocher, et le mur oriental avec l'arc triomphal ouvrant sur le transept, qui appartiennent aux campagnes de construction respectives de ces deux parties, et pas à celle de la nef. La restauration par Lebigre a effacé les dernières traces de deux peintures murales jadis visibles en haut du mur oriental, à gauche et à droite de l'arc triomphal. Au moins l'une a encore été photographiquement documentée après la disparition de la vieille nef. Les peintures représentaient, en grandeur nature, Dieu le Père envoyant le Saint-Esprit à la Vierge Marie, ainsi que la Vierge Marie à genoux, recevant le Saint-Esprit,. — Si l'architecte n'a pas reconstitué l'ancienne nef, ni conçu une construction de style contemporain, il a retenu les dimensions et les proportions de la nef romane. Ceci est démontré par la tourelle d'escalier interne, disposition rare que l'on trouve aussi à Armancourt. Par le portail en plein cintre, l'étroite fenêtre en plein cintre largement ébrasée en haut du pignon occidental, les arcades en plein cintre ouvrant sur la chapelle baptismale et le dégagement, et la corniche sous la forme d'une tablette chanfreinée, il suggère même une construction romane. Les trois fenêtres en plein cintre, elles aussi largement ébrasées, qui font entrer le jour par le sud, sont de dimensions trop généreuses pour l'époque de construction de l'ancienne nef, au début du XIIe siècle. Elles peuvent toutefois passer pour romanes, et si l'architecte n'avait pas renoncé à toute décoration architecturée, en se conformant ainsi à la facture habituelle des nefs-granges non voûtées de la région, on pourrait qualifier la nef de néo-roman.
On peut donc se demander pourquoi Lebigre ne prit pas carrément le parti de reconstituer la nef primitive. Pour ceci, il aurait dû prévoir une fenêtre supplémentaire au nord, en arc brisé et vraisemblablement gothique, et renoncer à son bas-côté, non perceptible comme tel depuis l'intérieur de l'église, mais dont le toit en appentis ne permet pas d'éclairer la nef par des fenêtres depuis le nord. La charpente ordinaire apparente ne semble pas non plus correspondre à la configuration d'origine. Dans les églises du XIIe siècle de Fosses et Rhuis, de telles charpentes apparentes existent depuis la suppression de fausses voûtes de l'époque moderne. Avant sa destruction, la nef avait un plafond plat à poutres apparentes. Fréquentes sont les charpentes apparentes à carène renversé, ou lambrissées. Pas plus authentique est l'accès au passage vers le croisillon sud par une porte en anse de panier à la fin du mur méridional : des photos anciennes montrent une étroite arcade en plein cintre à droite de l'arc triomphal, dans le mur oriental. Plusieurs églises de la région possèdent des passages berrichons, qui sont souvent postérieurs à la construction. On peut citer, à titre d'exemple, Arthies, Belle-Église, Brignancourt, Delincourt, Heilles, Marquemont, Nogent-sur-Oise, Villers-sous-Saint-Leu et Saint-Martin-des-Champs. À Catenoy et Puiseux-Pontoise, les passages berrichons ont disparu à la suite de remaniements. La baie en plein cintre au-dessus de l'arc triomphal était déportée vers la gauche avant la restauration et se trouve maintenant axée au-dessus de l'arcade, ce qui dit long sur la déontologie de l'architecte. Selon Roland Vasseur, la baie aurait permis d'accéder au clocher primitif moyennant une échelle. L'auteur oublie ici que le plafond plat de la nef s'oppose à cette option. Restent à mentionner deux autres particularités : il s'agit de deux pilastres plaqués contre le mur occidental, qui souhaitent évoquer le clocher Renaissance, mais paraissent plutôt néo-classiques et ne sont pas attestés par les photographies anciennes, et de l'oculus bouché, entouré d'un bandeau chanfreiné, dans le mur du nord. Sur les photographies anciennes, on aperçoit cet oculus dans le mur occidental du croisillon nord, où il aurait été caché par le nouveau bas-côté.

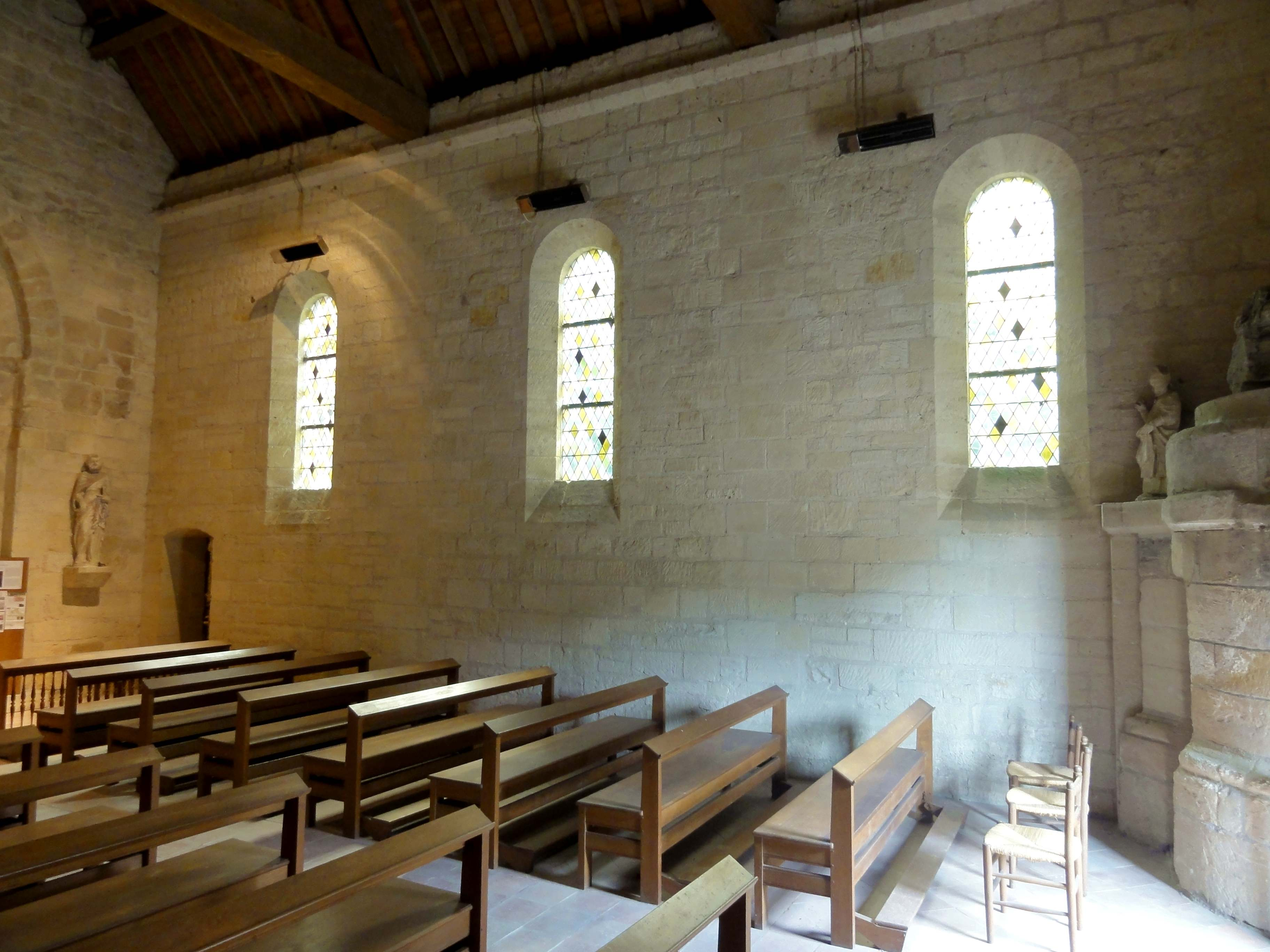
Élévation sud.
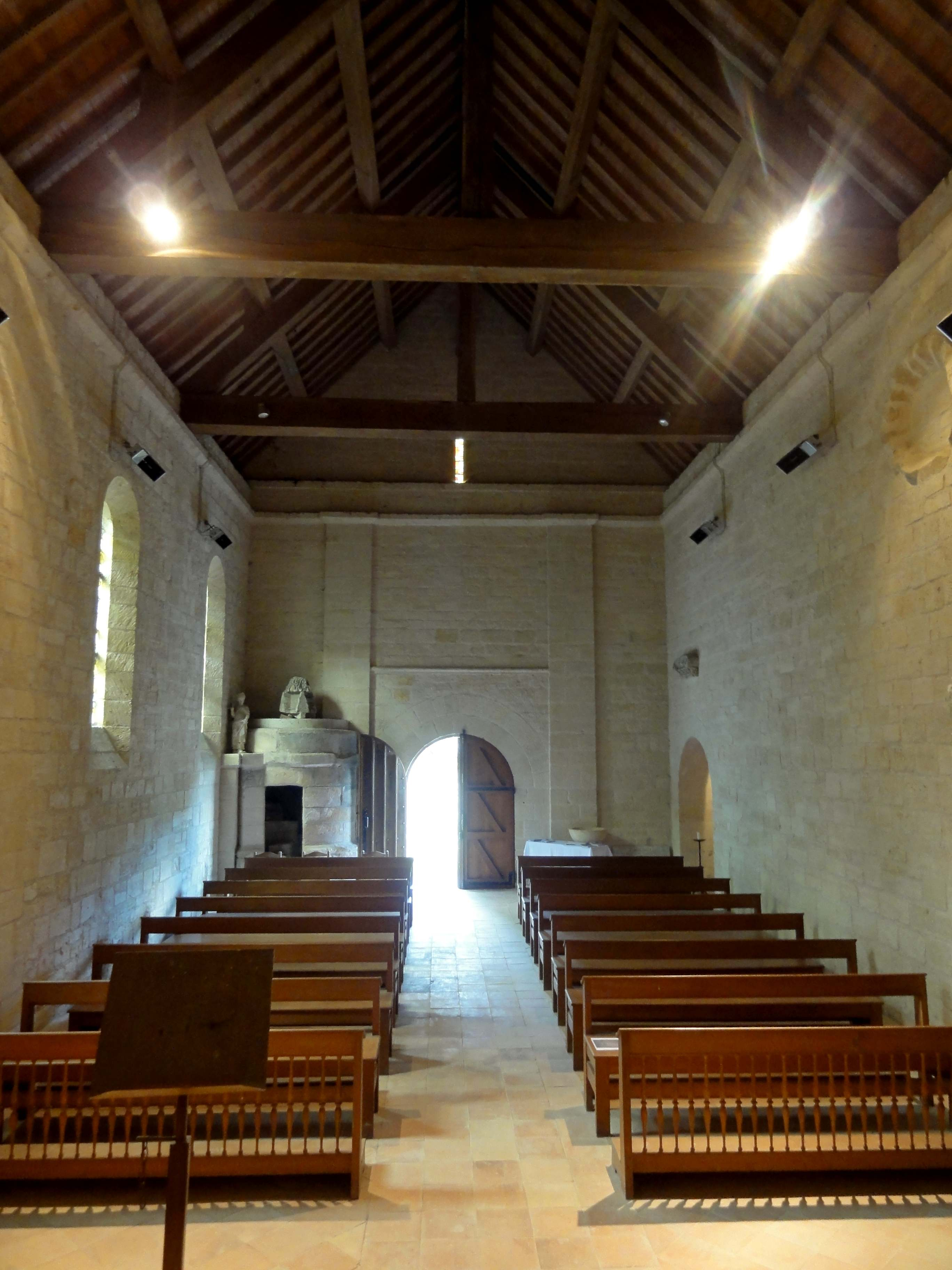
Vue générale vers l'ouest.
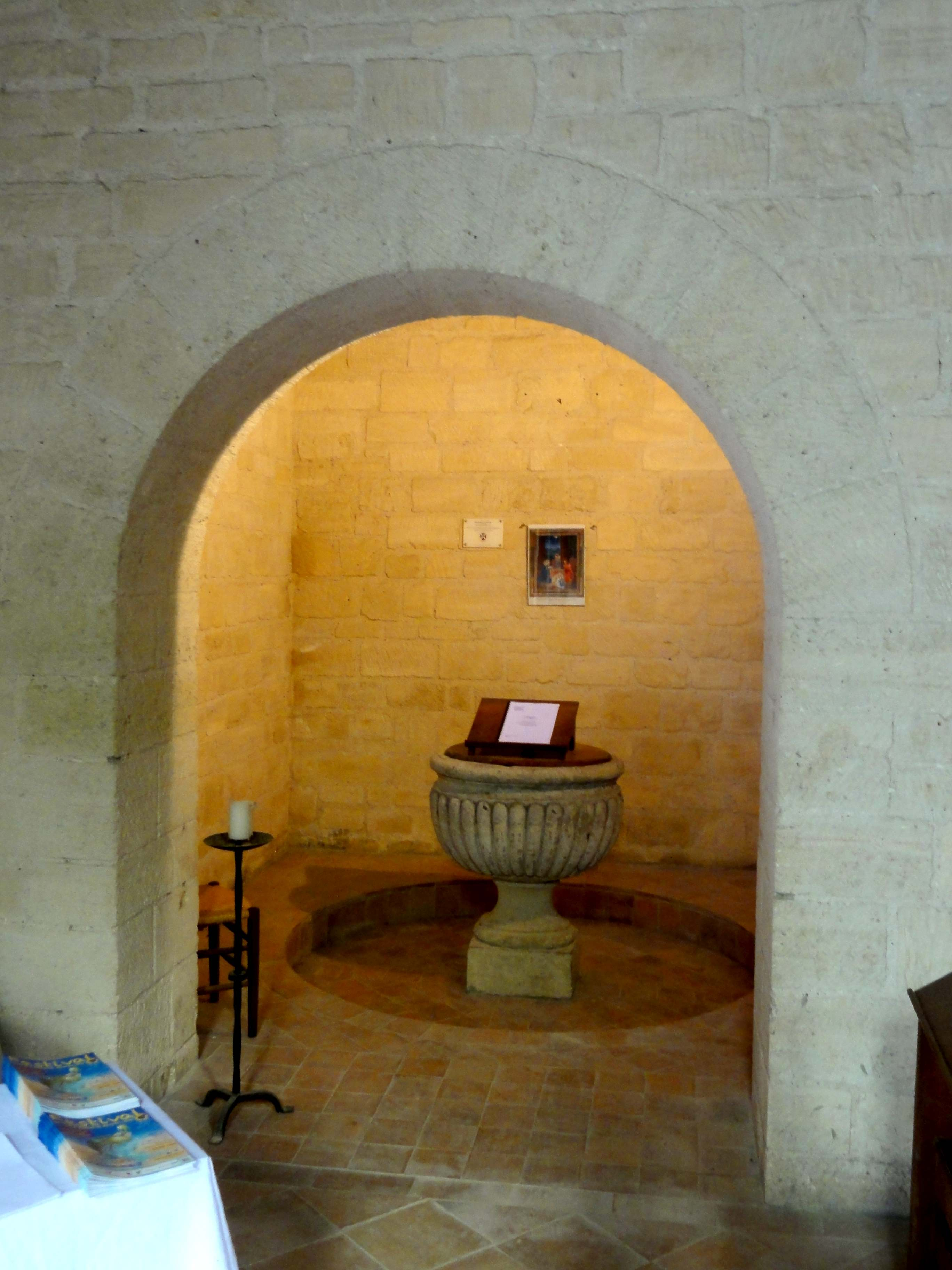
Nef, vue vers le nord dans la chapelle baptismale.
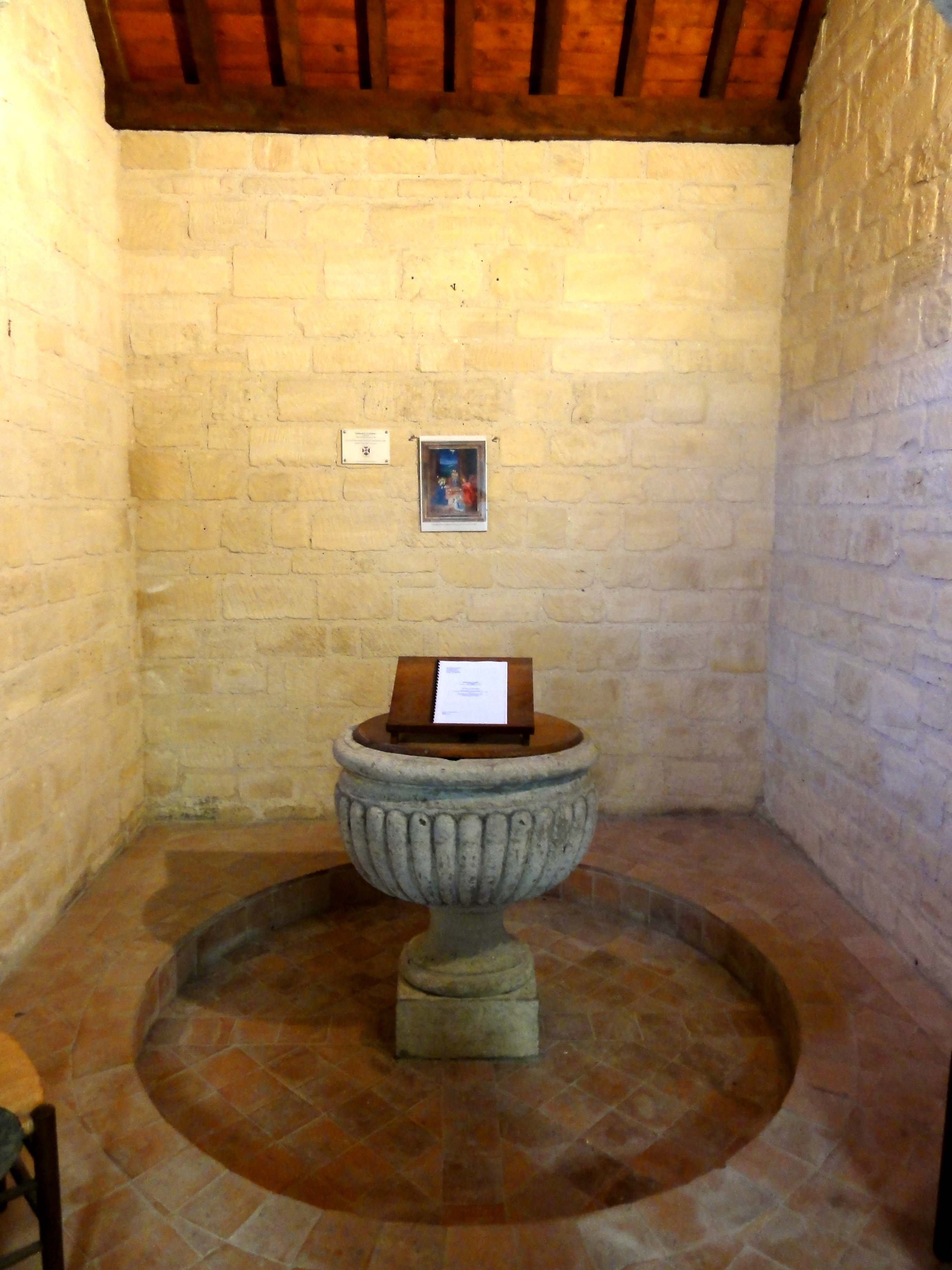
Chapelle des fonts baptismaux.
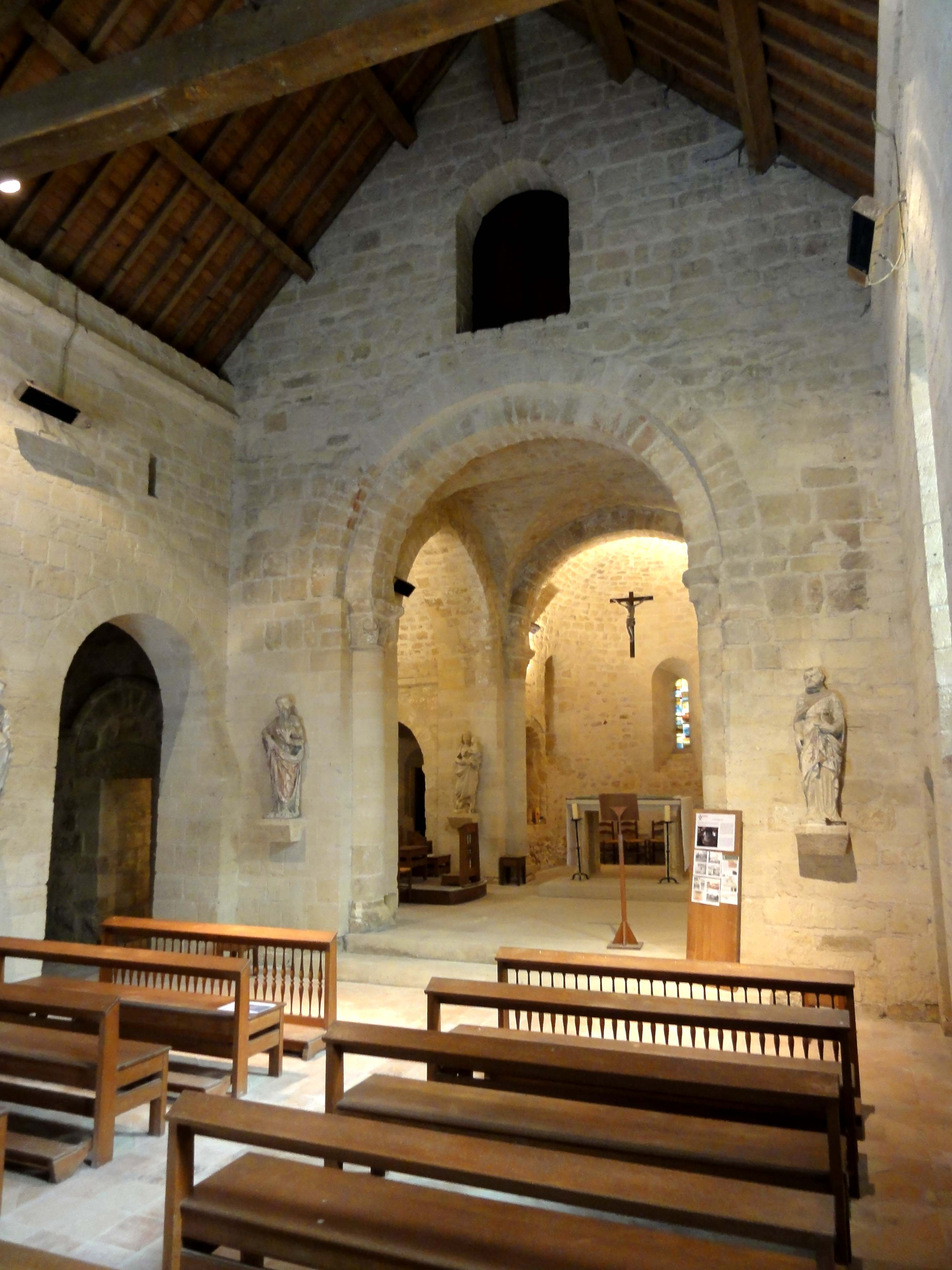
Vue vers le nord-est ; à gauche, le dégagement.
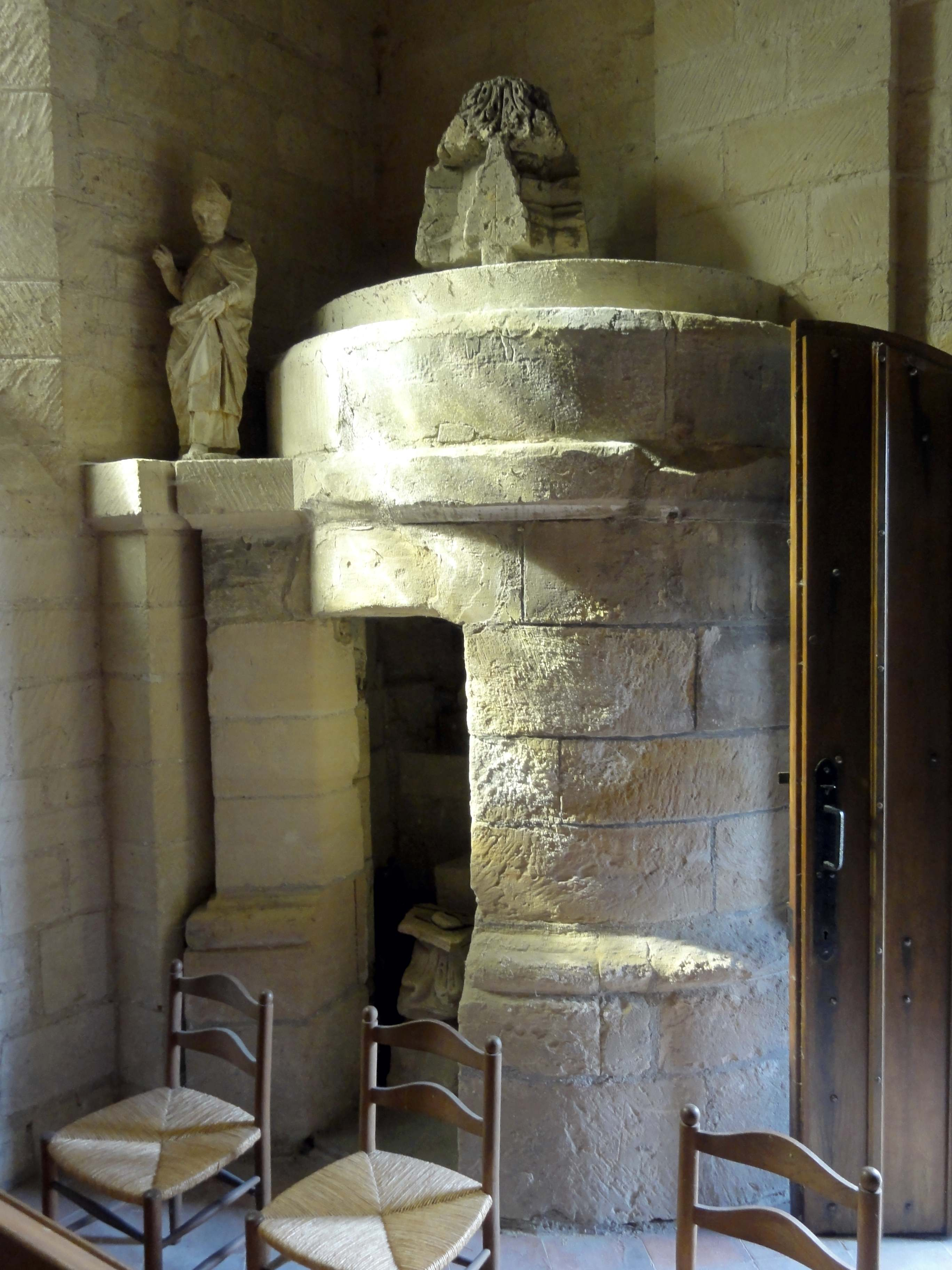
Vestige de la cage d'escalier Renaissance.

#### Croisée du transept et abside

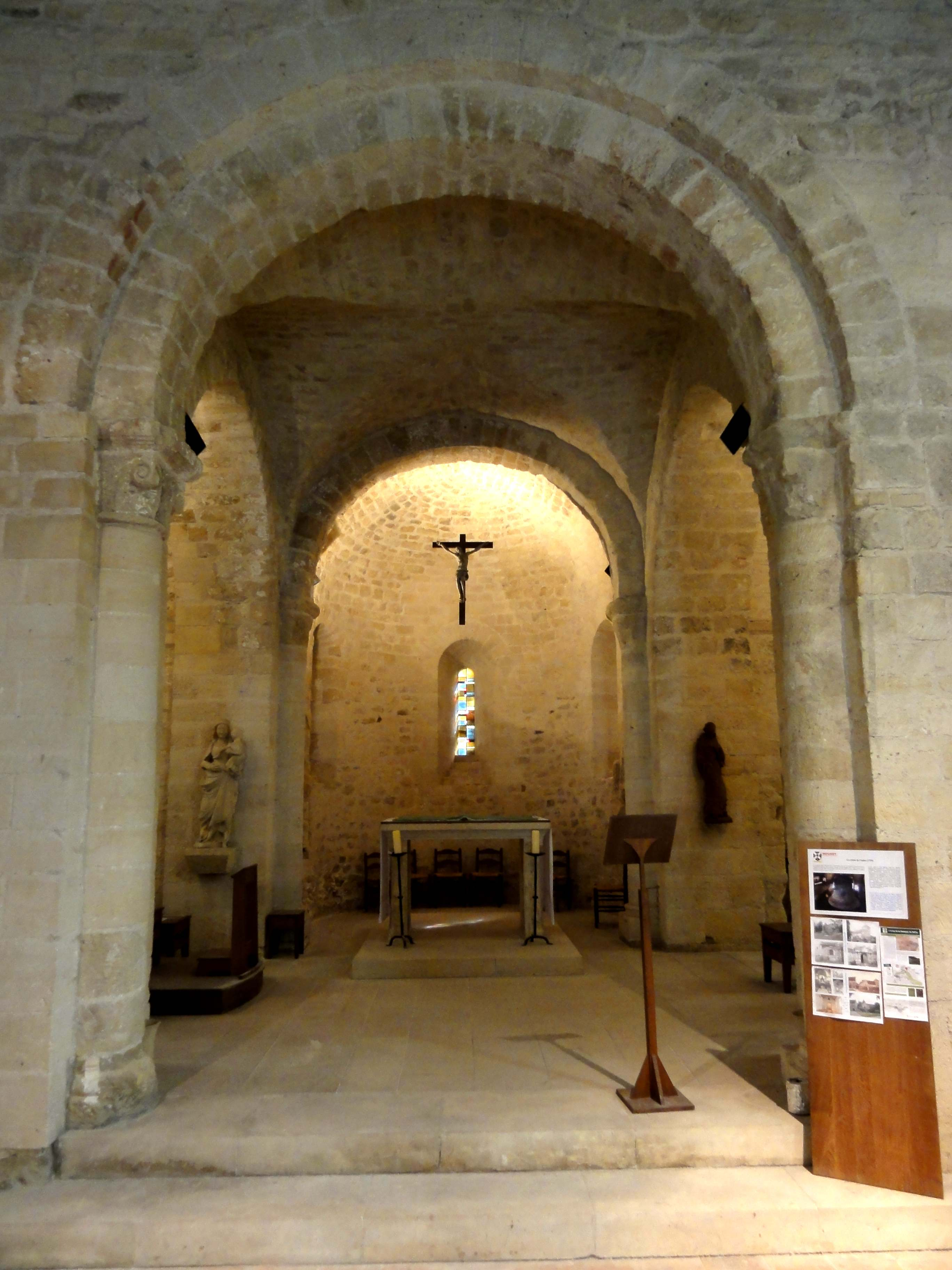
Vue depuis la nef.

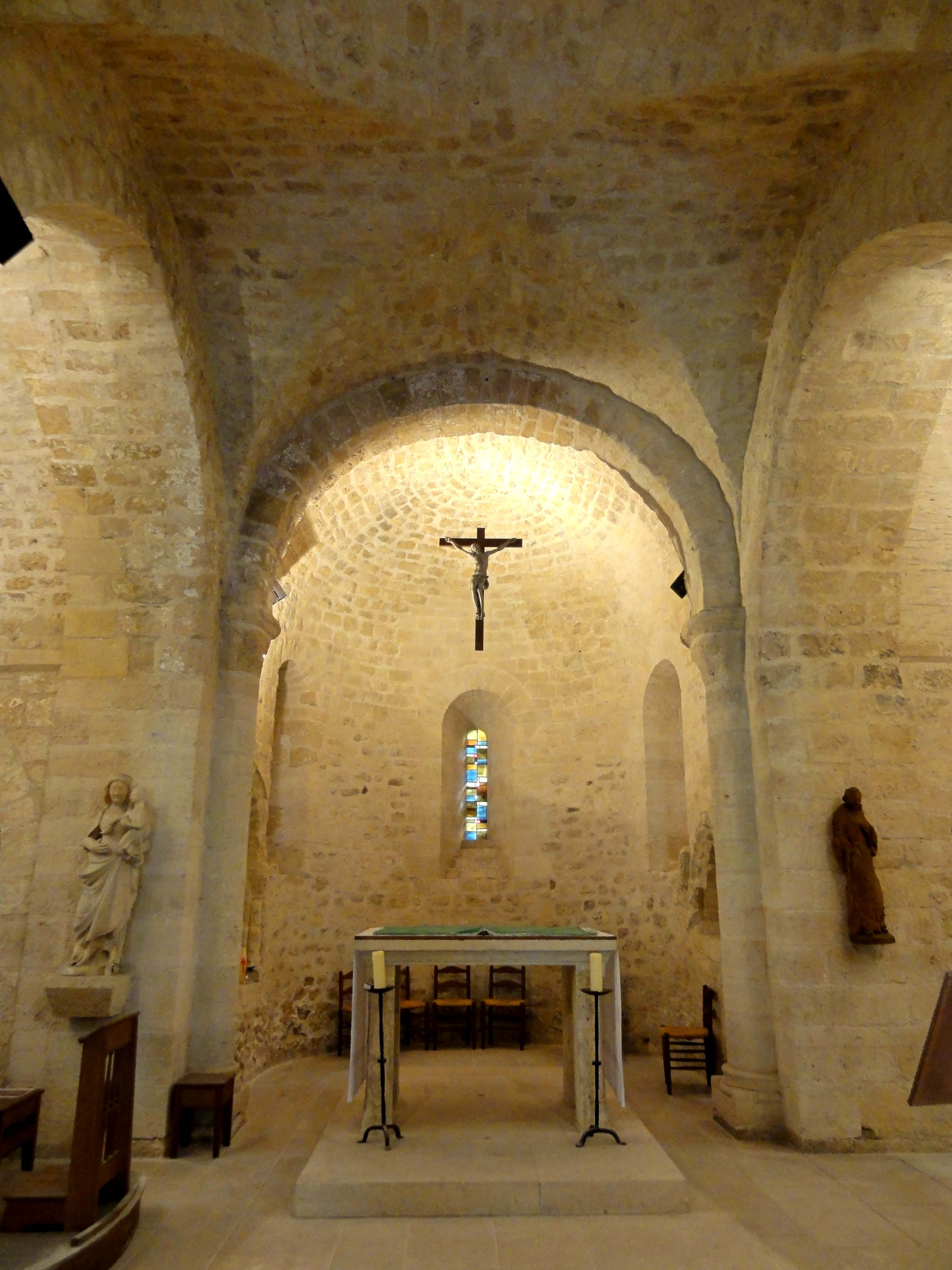
Vue vers l'est.

La croisée du transept s'ouvre par un arc triomphal à deux rangs de claveaux non moulurés et à angles vifs. Le rouleau supérieur n'est visible que depuis la nef, et ne possède pas de supports. Le rang de claveaux inférieur retombe sur des tailloirs carrés profilés d'une plate-bande, gravée d'une ligne brisée, et de plusieurs ressauts, comme on peut en voir dans la nef de Cormeilles-en-Vexin et la base du clocher d'Arthies. Ces tailloirs appartiennent à de gros chapiteaux, qui sont de plan carré sous le tailloir, et transitent vers un plan rond par l'épannelage des deux angles. Les corbeilles sont sculptées de crossettes, qui forment des boudins aux intersections des cinq pans de la corbeille, et des volutes d'angle. Le pan frontal et les deux pans obliques sont décorés d'étoiles à quatre branches s'inscrivant dans des carrés, obtenues grâce à l'excavation des intervalles. L'on trouve ce motif sur les tailloirs de l'étage supérieur du clocher d'Auvillers. C'est l'une des variations de la ligne brisée aux intervalles excavées, qui est l'un des principaux motifs d'ornementation sur les tailloirs et impostes avant l'introduction des chapiteaux, comme on peut en voir dans l'avant-nef Morienval, dans les nefs de la Basse-Œuvre, de Cinqueux et Rhuis, dans les bases des clochers de Condécourt et de Saint-Maximin, etc. Ce motif apparaît encore sur certains tailloirs des chapiteaux d'Arthies, Laigneville (premier étage du clocher), Saint-Gervais et Seraincourt, ou sans intervalles excavés, à Cormeilles. Dans leur ensemble, les chapiteaux évoquent surtout leurs homologues d'Arthies, Cormeilles-en-Vexin, Labruyère et Morienval. Ils se rattachent à la sculpture normande de la seconde moitié du XIe siècle. Les corbeilles reposent sur des demi-colonnes engagées, qui ont été entièrement refaites lors de la reprise en sous-œuvre des quatre piles du clocher, dans le contexte de la restauration de l'église après-guerre. Seuls les derniers tambours en bas et les bases sont encore authentiques. Les bases affichent deux boudins, non aplatis, séparés nettement d'une scotie peu profonde. Sur l'une des bases, le boudin inférieur est flanqué de griffes d'angle sommairement équarris. Les socles sont de simples dalles carrées.
La voûte d'arêtes de la croisée du transept ne dispose pas de supports dédiés. Elle repose sur l'arc triomphal, l'arc-doubleau à l'entrée de l'abside, et les deux très larges arcades latérales ouvrant sur les croisillons. D'autres exemples de bases de clochers romanes voûtées d'arêtes sont Arthies, Boubiers, Condécourt, Cormeilles-en-Vexin, Feucherolles, Follainville, Limetz, Orgeval, Reilly, Seraincourt et Tessancourt. Les deux arcades latérales sont dépourvues de colonnettes à chapiteaux, mais l'on devine les vestiges d'impostes ou tailloirs. Le  tracé en arc brisé des arcades latérales n'est pas cohérent avec l'architecture romane antérieure au second quart du XIIe siècle, et l'on pourrait conclure à une erreur de datation, s'il n'y avait la facture archaïque des croisillons et absidioles. Pour venir au doubleau oriental, il est identique à l'arc triomphal, sauf qu'il est à simple rouleau des deux côtés. Ses chapiteaux ont perdu les derniers restes de sculpture lors du débadigeonnage par un grattage excessif pratiqué par Lebigre, et ses bases ont été refaites. L'hémicycle de l'abside commence immédiatement après le doubleau. Il est éclairé par trois étroites baies en plein cintre profondément évasées, qui s'ouvrent au-dessus d'un glacis à gradins, comme on peut en voir à Bailleval, Champlieu, Saint-Félix, ou dans la chapelle de la Vierge de Condécourt. Les voûtes en cul-de-four sont rares dans une région qui a joué un rôle éminent dans la propagation du voûtement d'ogives. L'on en trouve encore à Béthisy-Saint-Pierre, Luzarches, Choisy-au-Bac (absidioles, authenticité douteuse), Merlemont, Us (absidiole), Saint-Vaast-de-Longmont (chapelle de la Vierge), et Vaumoise (absidioles). Des culs-de-four nervés existent à Morienval, Parnes et Saint-Clair-sur-Epte. Rarement l'austérité est aussi prononcée qu'à Moussy. Restent à signaler les  piscines liturgiques, qui sont coincées entre les colonnes engagées du doubleau et les fenêtres latérales. Celle du nord semble être la plus ancienne. Sa niche était primitivement entourée d'un tore. Au sud, la mouluration s'est mieux conservée. L'archivolte moulurée d'un tore dégagé est surmonté d'un bandeau, qui se superpose à l'ébrasement de la fenêtre tout à gauche. Cette piscine semble occuper l'emplacement d'une ancienne porte, dont l'ébrasement est en tout cas clairement visible dans l'absidiole sud.

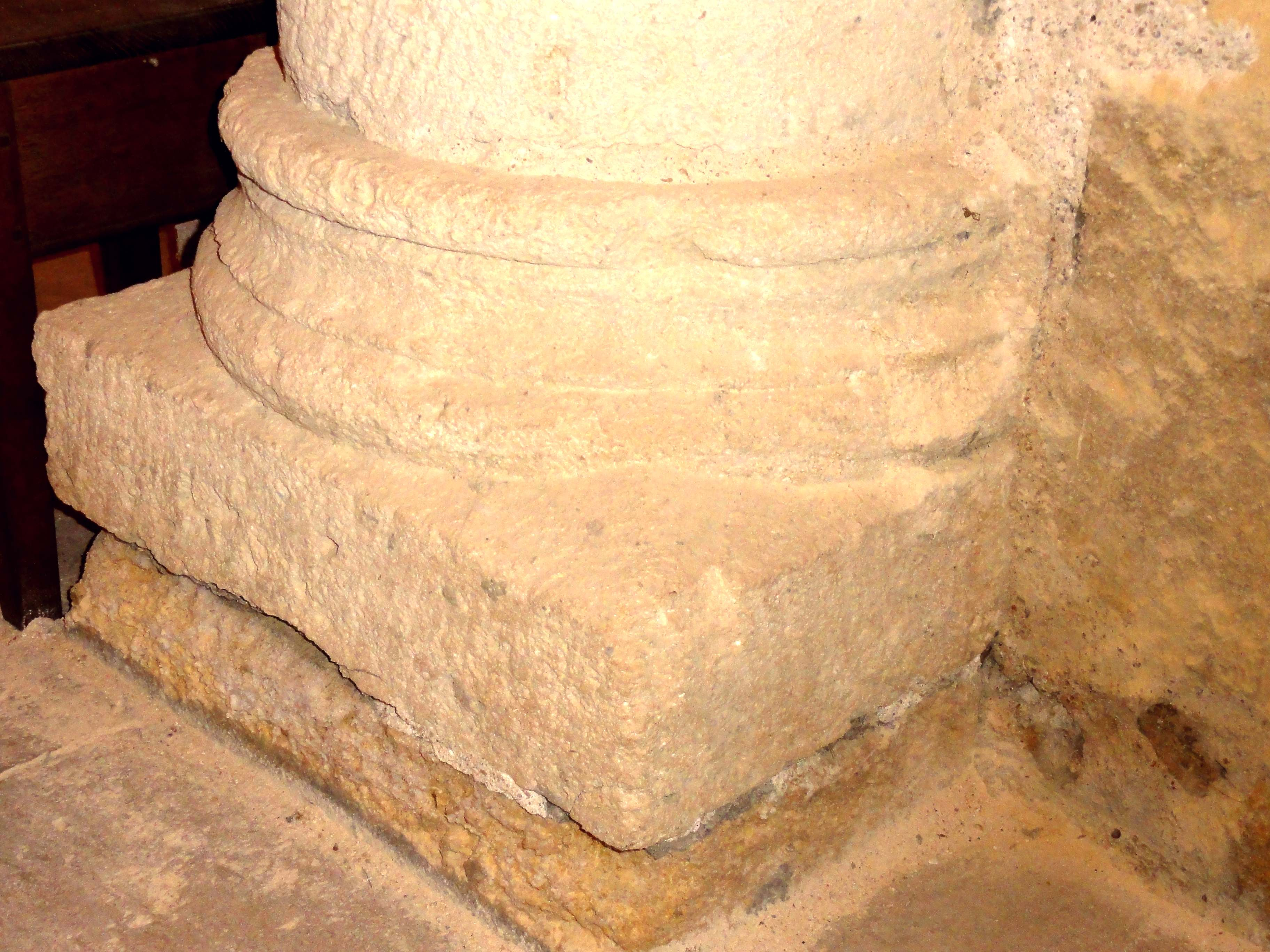
Arc-doubleau, base.
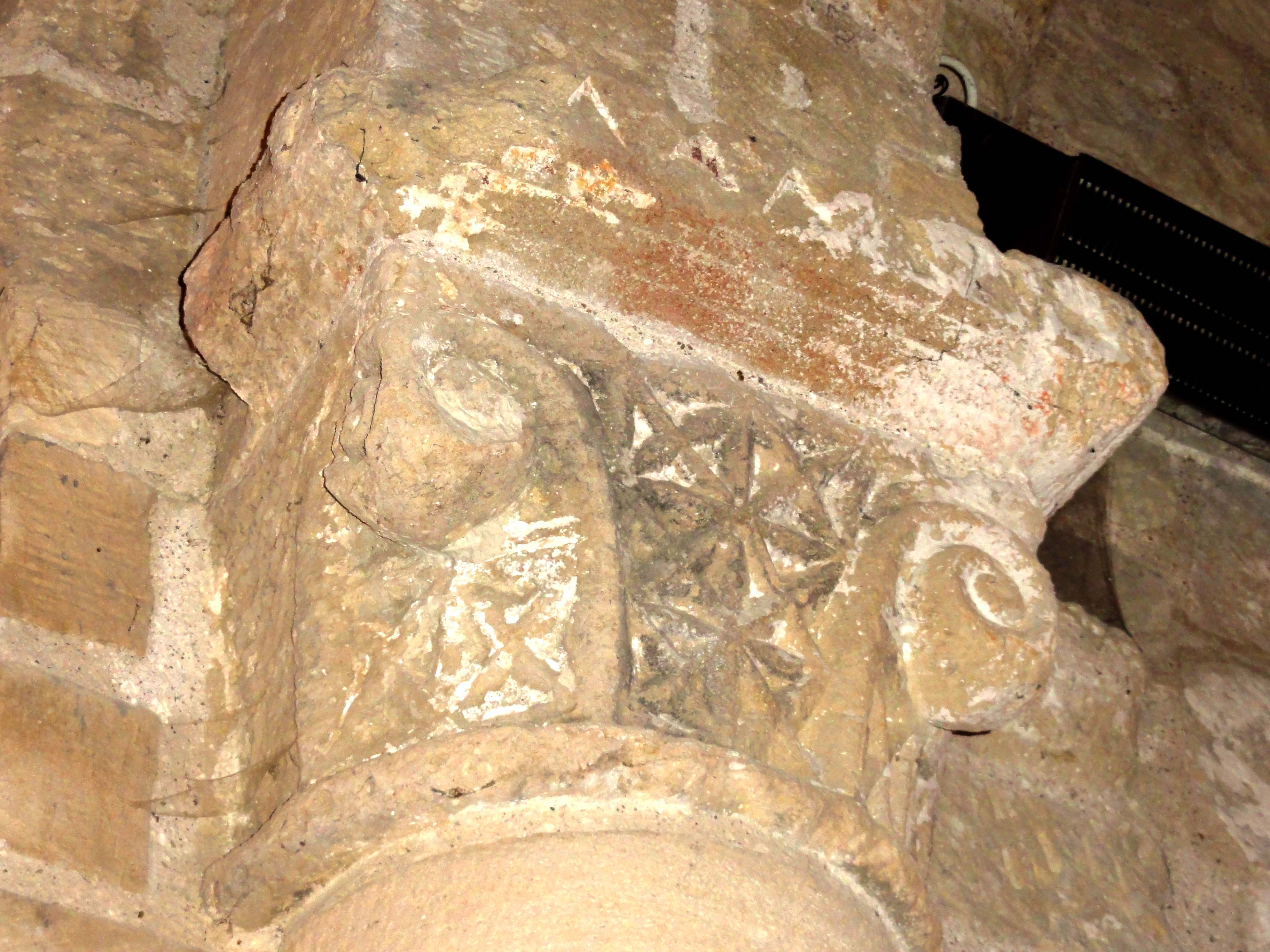
Arc triomphal, chapiteau.
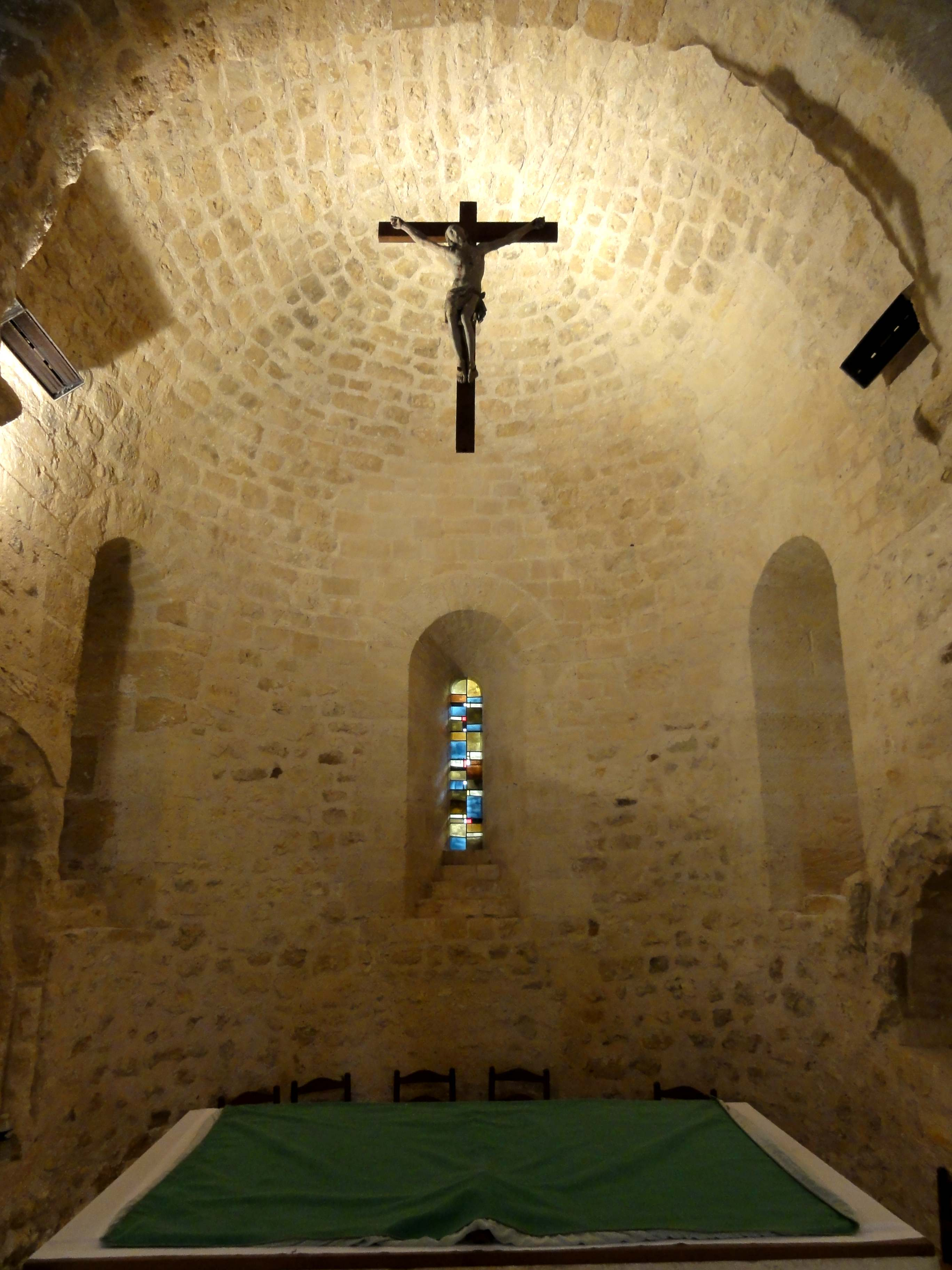
Abside.
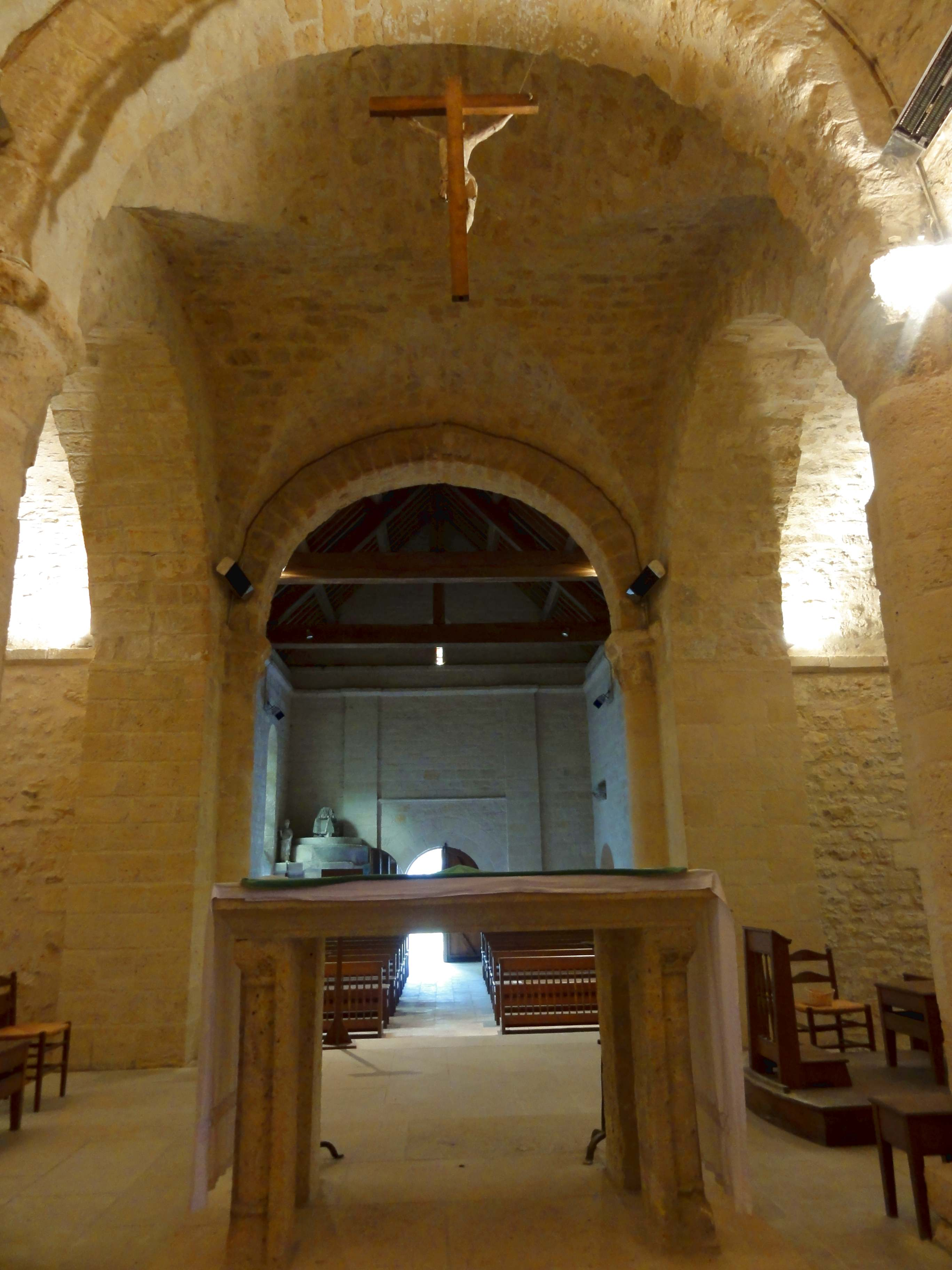
Vue vers l'ouest.
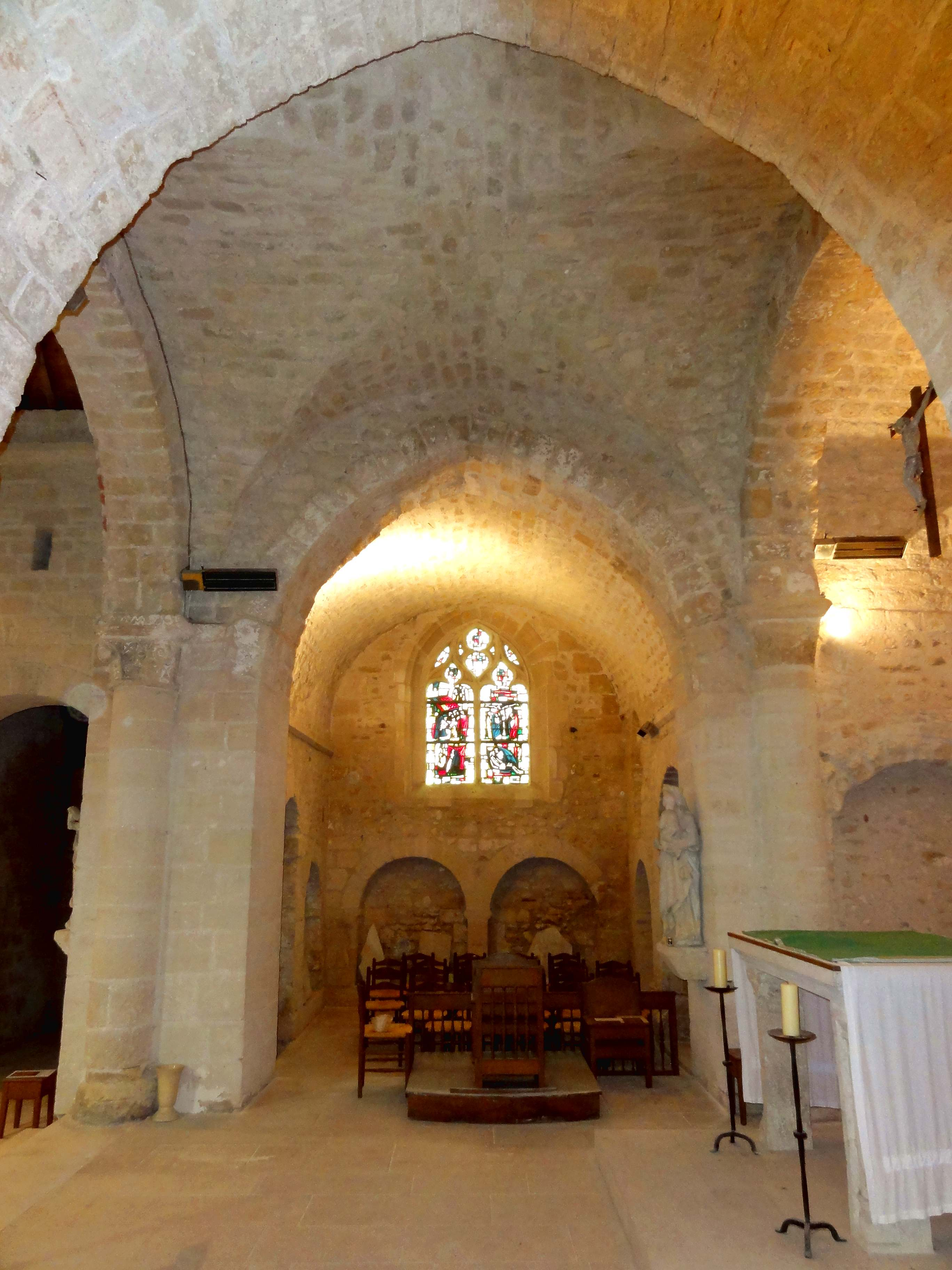
Croisée, vue vers le nord.
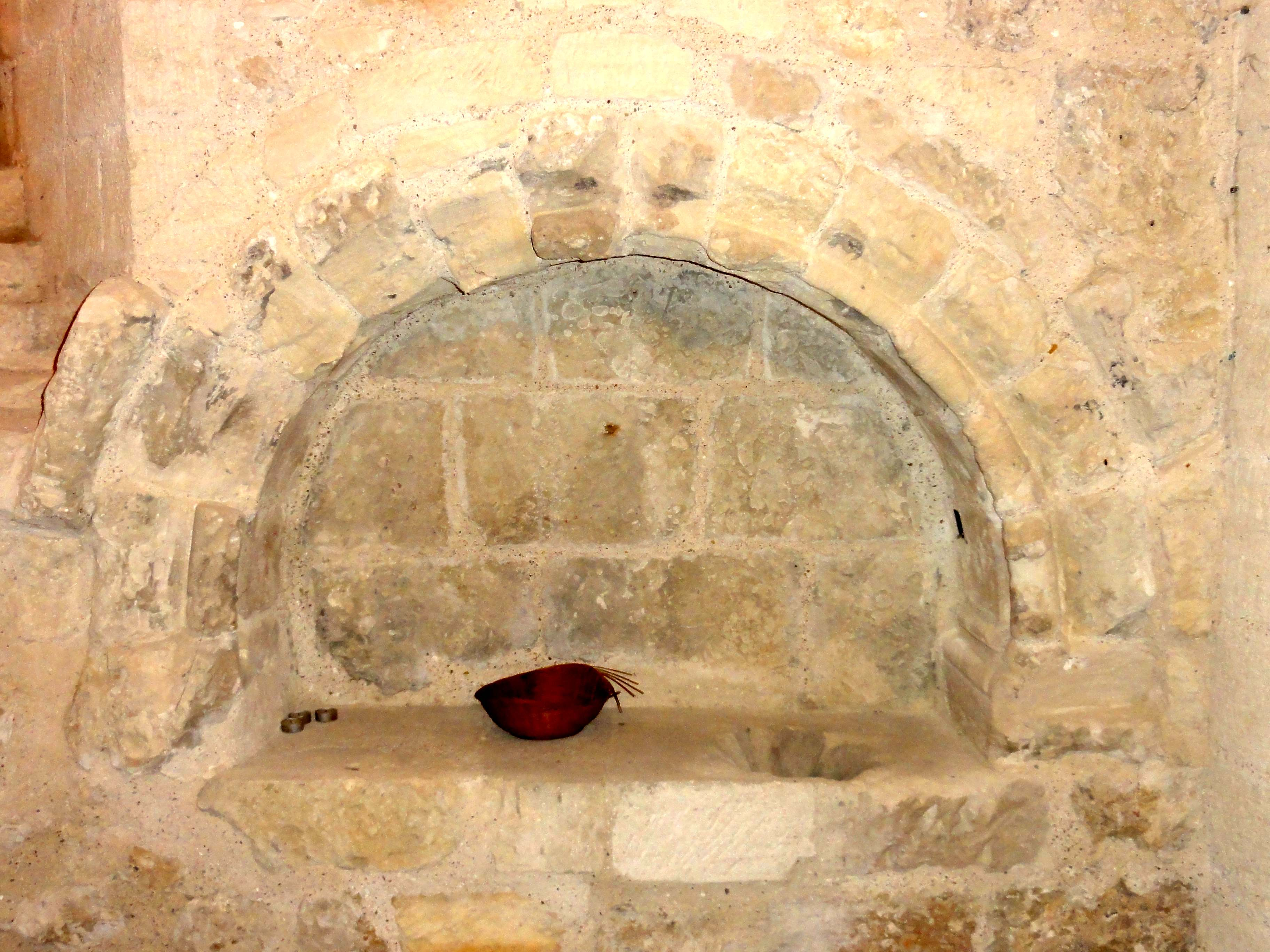
Piscine côté sud.

#### Croisillons et absidioles

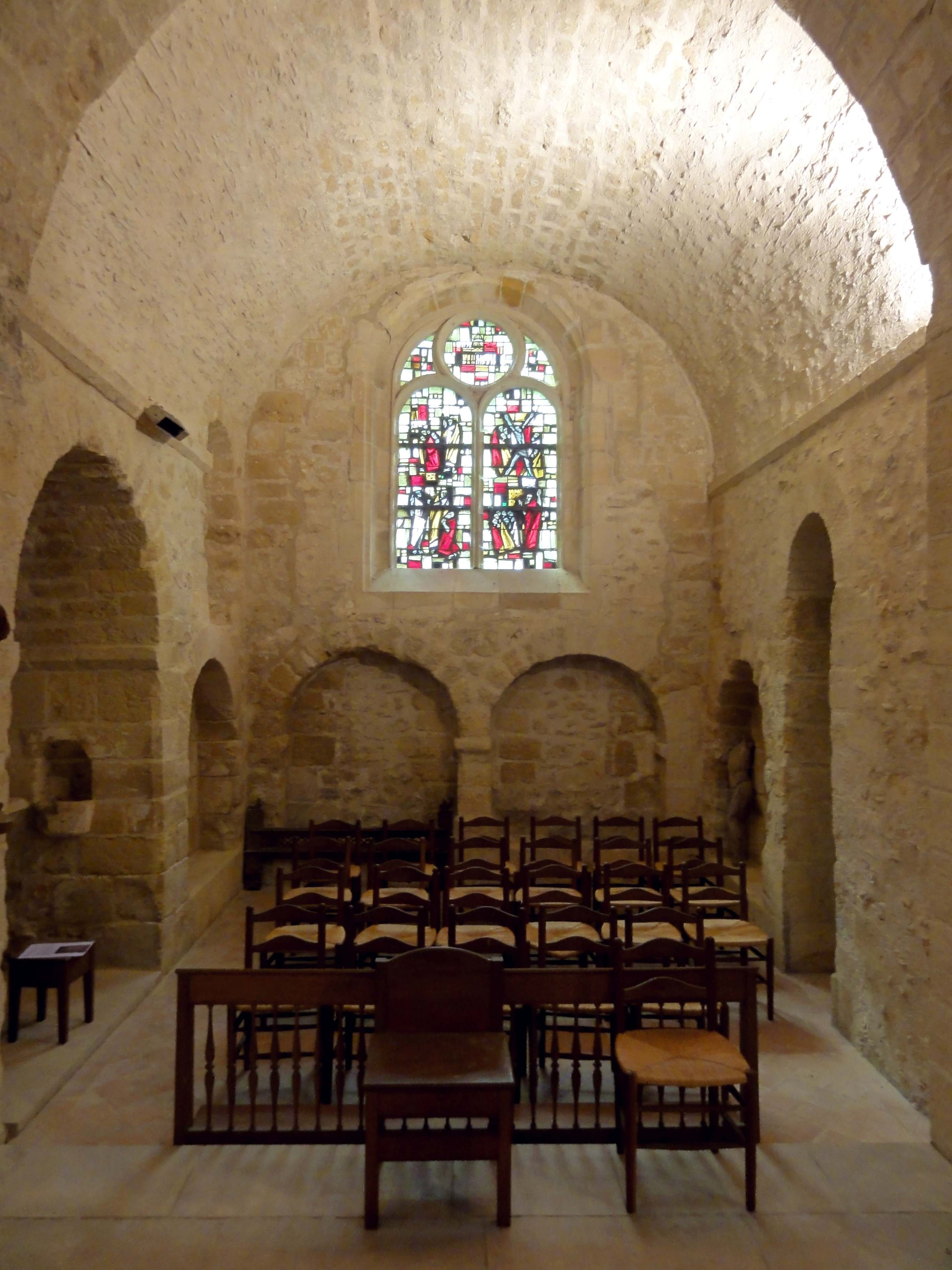
Croisillon sud.

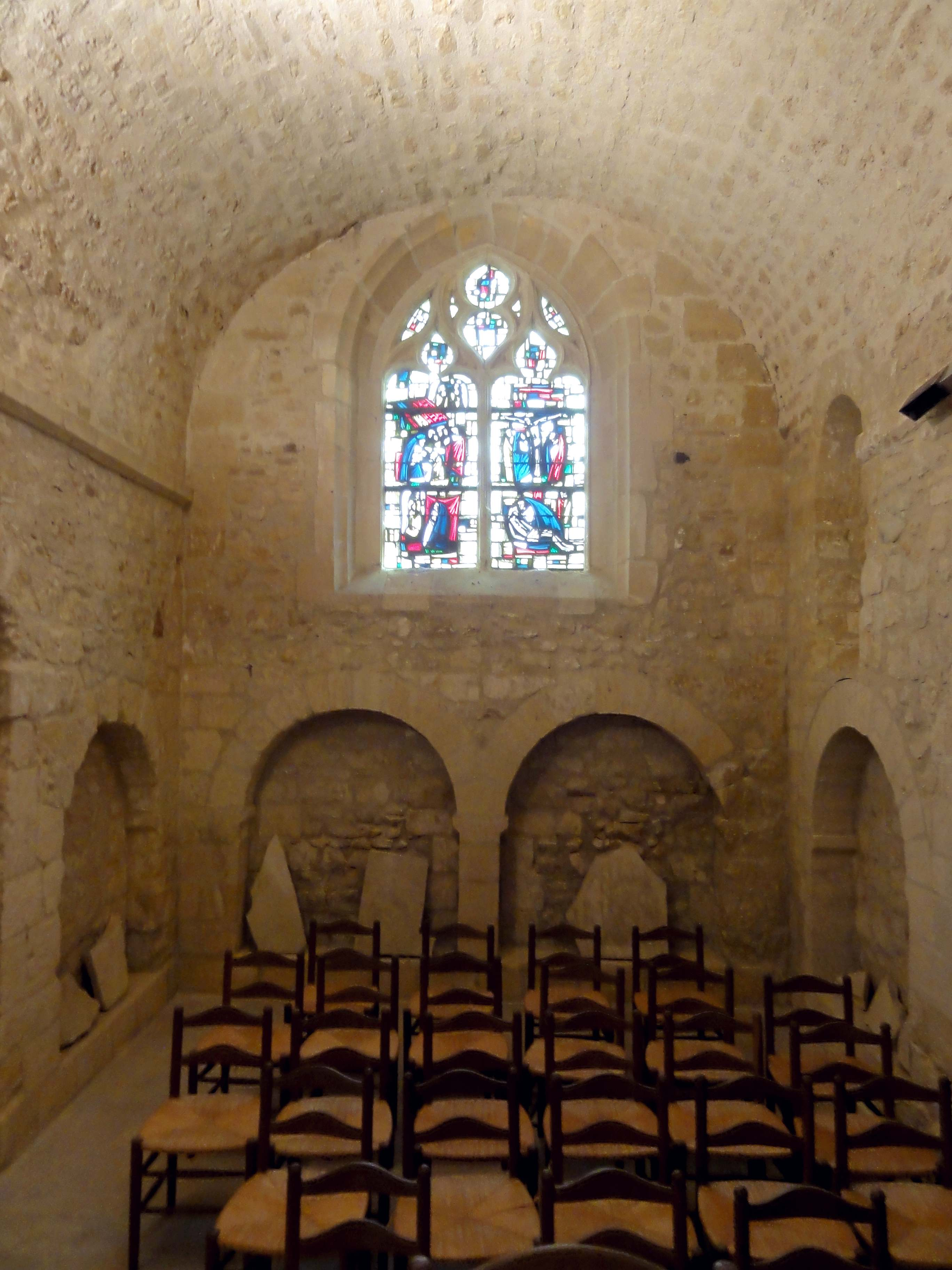
Croisillon nord.

Les deux croisillons sont voûtés à la même hauteur que le carré du transept. Ils sont de largeur identique, mais le croisillon nord est légèrement plus profond. L'on note en outre quelques légères différences, qui concernent l'élévation occidentale et les fenêtres d'extrémité, refaites à deux époques différentes. L'église Saint-André présente l'un des rares exemples de croisillons voûtés en berceau plein cintre accompagnés d'absidioles voûtées de même. Roland Vasseur dit les voûtes en arc légèrement brisé, et les doubleaux en plein cintre ; c'est le contraire qui est vrai. Dans le Vexin, les croisillons de Santeuil sont également voûtées en berceau, mais ce sont des voûtes en berceau brisé de la fin de la période romane. Les voûtes des croisillons de Rieux sont proches de l'arc brisé. Les voûtes en berceau plein cintre se rencontrent sous les clochers de Bouconvillers, Deuil-la-Barre, Fay-les-Étangs, Fleury, Omerville, Serans, Senots, et Villers-Saint-Frambourg ; dans les chœurs d'Asnières-sur-Oise, Luzarches, Saint-Clair-sur-Epte et Seraincourt ; dans la première travée de la chapelle de la Vierge de Saint-Vaast-de-Longmont ; et dans deux travées de la nef de Ducy (commune de Fresnoy-le-Luat). La retombée s'effectue sur des impostes profilés d'une plate-bande et d'un chanfrein. C'est également le cas des voûtes des absidioles, et des arcatures plaquées qui animent les soubassements des murs au fond des croisillons, à raison d'une arcature à gauche, deux à l'extrémité, et une à droite. À certains endroits, plusieurs petits ressauts se substituent au chanfrein, comme sur les tailloirs des chapiteaux. Les arcatures plaquées sont fréquentes à l'époque romane. D'autres exemples sont Cambronne-lès-Clermont, Cormeilles-en-Vexin, Catenoy, Parnes, Rocquemont, Saint-Clair-sur-Epte, Saint-Vaast-de-Longmont, Trumilly, Us, Villers-Saint-Paul, etc. Si les archivoltes sont rarement moulurées, la retombée s'effectue, le plus souvent, sur des colonnettes à chapiteaux, qui peuvent atteindre une grande élégance, comme à Saint-Clair-sur-Epte.
Au-dessus des arcatures de l'extrémité septentrionale du transept, la grande fenêtre flamboyante en arc brisé, de la fin du XVe ou du premier tiers du XVIe siècle, est entourée d'une moulure concave, et présente un délicat réseau composé de deux lancettes trilobées, surmontées d'un soufflet entre deux mouchettes. Du côté opposé, au sud, la fenêtre en plein cintre, du milieu ou de la seconde moitié du XVIe siècle, possède un remplage de deux formes en plein cintre surmontées d'un oculus entre deux écoinçons ajourés, et annonce la Renaissance. Les élévations latérales s'organisent comme suit. À l'est, il y a d'abord l'arcade ouvrant sur l'absidiole, qui a la même largeur et le même tracé que les arcatures plaquées, puis une arcature plaquée surmontée d'une petite fenêtre en plein cintre, qui ressemble à celles de l'abside. Elle est désaxée vers l'extrémité du croisillon par rapport au sommet de l'arcature plaquée. Si ces baies paraissent identiques à celles de l'abside, elles diffèrent néanmoins par leur double ébrasement, c'est-à-dire, elles sont aussi évasées vers l'extérieur. À l'ouest, une arcature plaquée fait face à celle à l'est. Il n'y a pas de fenêtre. Une étroite porte en plein cintre est percée dans le mur en son milieu. Celle du croisillon nord donnait sur l'extérieur avant la construction du bas-côté au début des années 1960. Elle présente, au revers, un linteau en bâtière surmonté d'un arc de décharge en plein cintre, et d'un bandeau mouluré. Cette porte paraît donc comme rectangulaire en regardant depuis le dégagement à l'est du bas-côté. La porte du croisillon sud correspond au passage berrichon, qui n'est plus celui qui existait avant-guerre. En se basant sur des constats archéologiques ou par simple souci de symétrie, la porte et le passage ont été déplacés vers le sud, de sorte que cette porte s'ouvre elle aussi au milieu du mur du croisillon. Quant aux absidioles, elles n'appellent que peu de remarques. L'éclairage est assuré par une baie romane semblable aux autres, qui ne s'ouvre toutefois pas au-dessus d'un glacis à gradins, mais d'une dalle plate. Une petite piscine, évoquant davantage un bénitier, est ménagée dans le mur latéral tourné vers l'extrémité du transept. Dans l'absidiole nord, qui sert de confessionnal, il y a en outre le vestige d'une seconde piscine en face, au sud. Dans l'absidiole sud, il y a une table d'autel en pierre, et une étroite porte rectangulaire bouchée du côté nord. Elle pouvait assurer l'intercommunication avec l'abside avant l'aménagement de la piscine qui se trouve derrière cette porte, à la première période gothique.

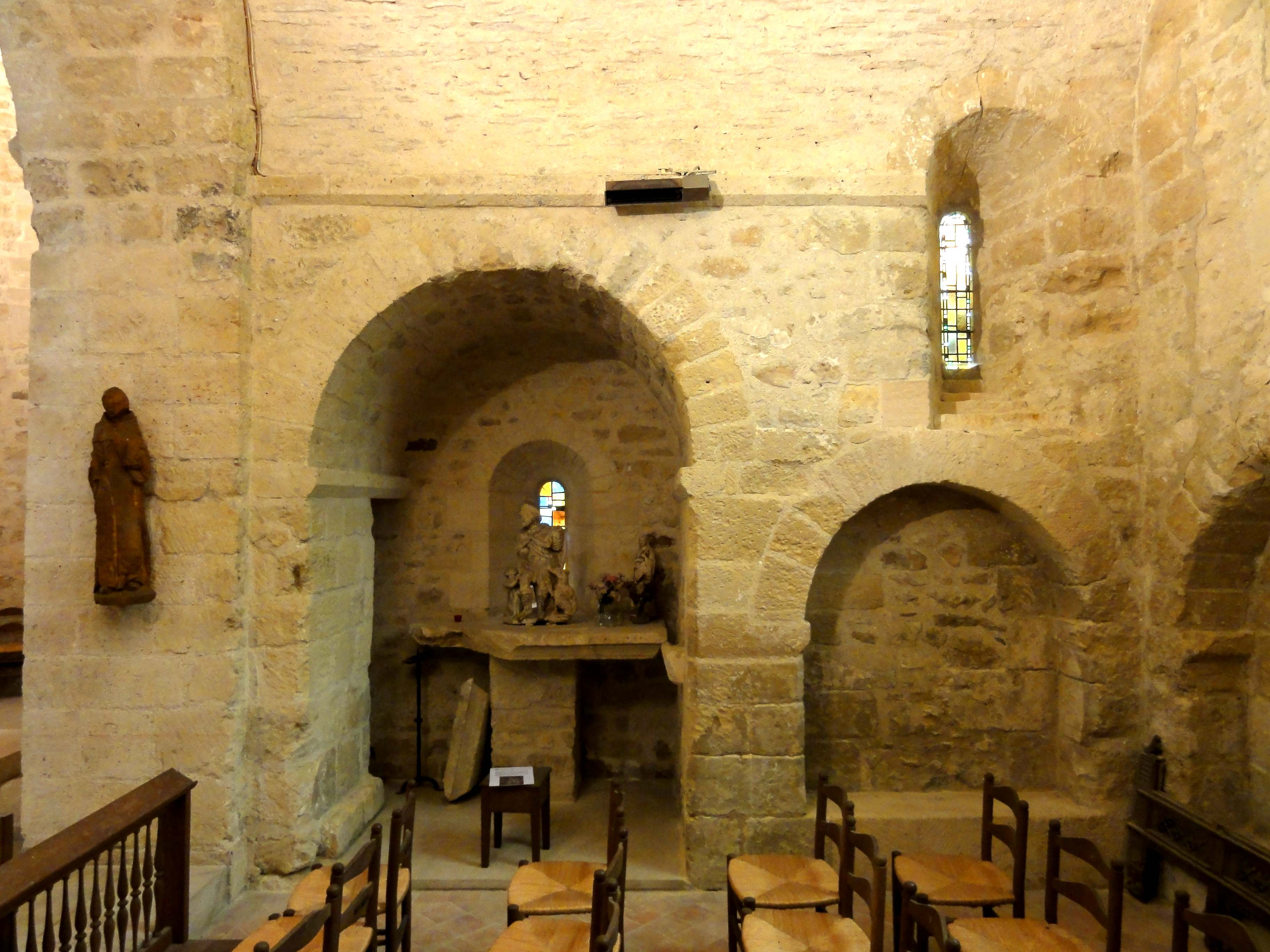
Croisillon sud, élévation est.
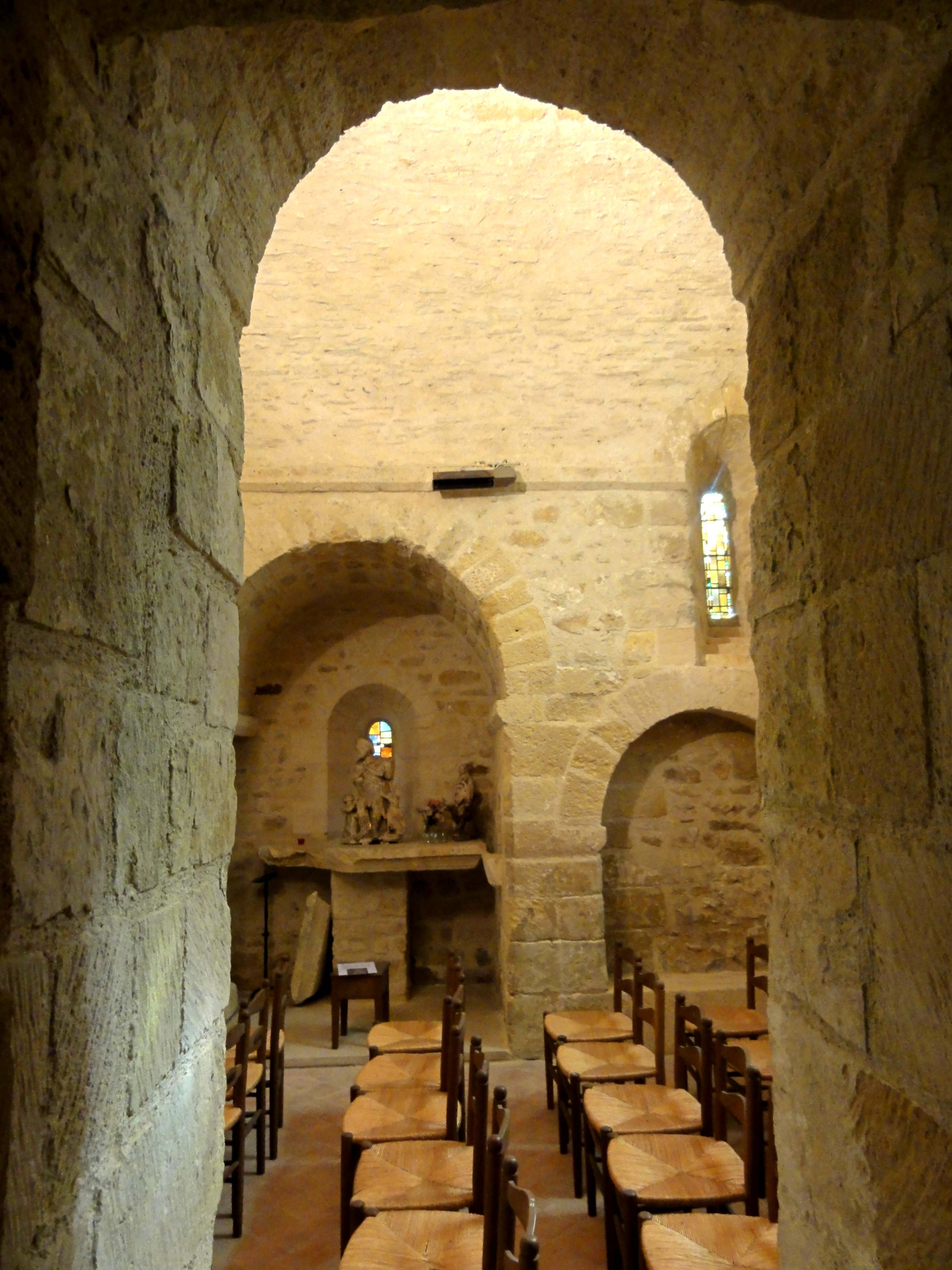
Vue par le passage berrichon du sud.
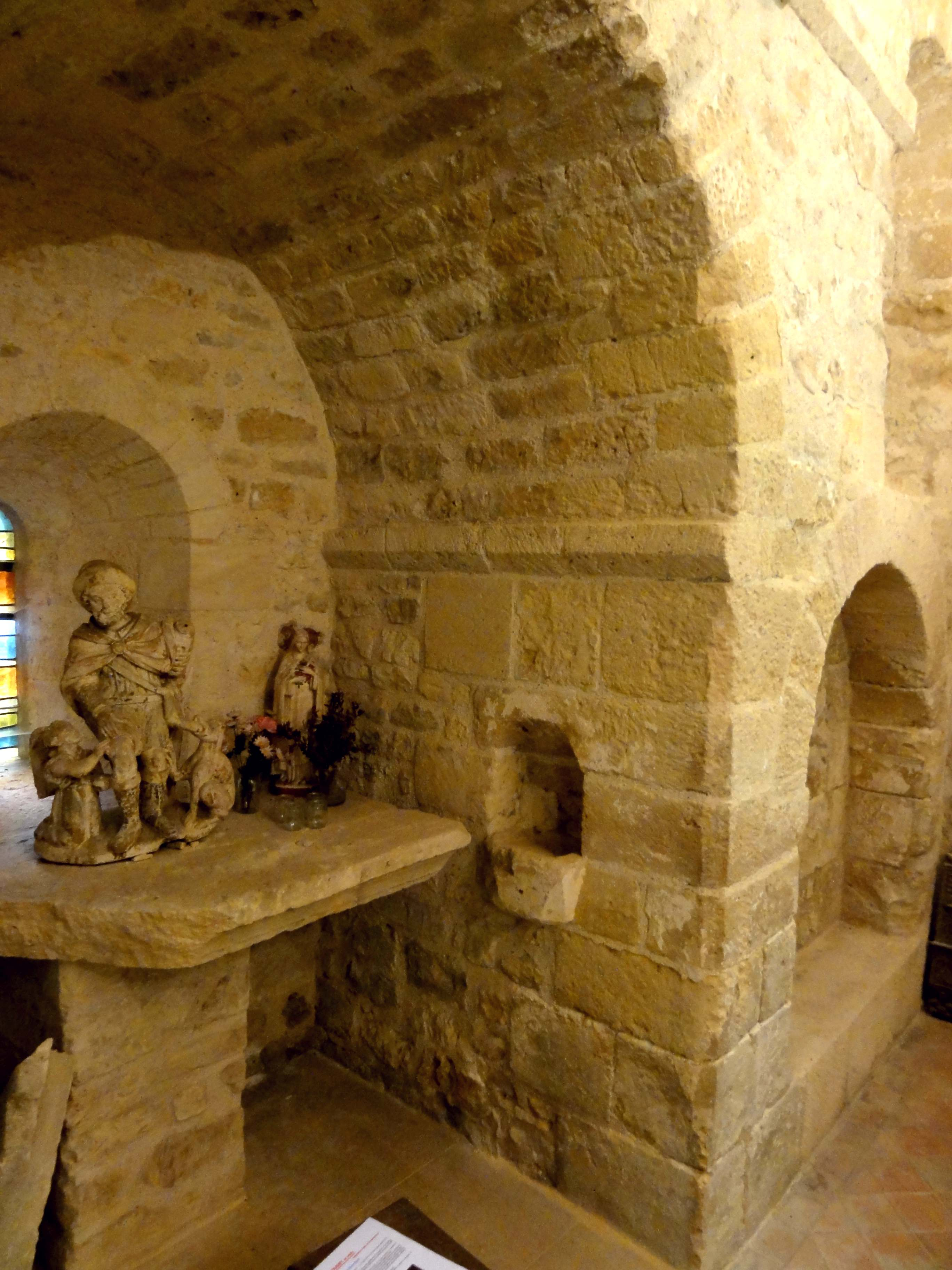
Absidiole sud, côté sud.
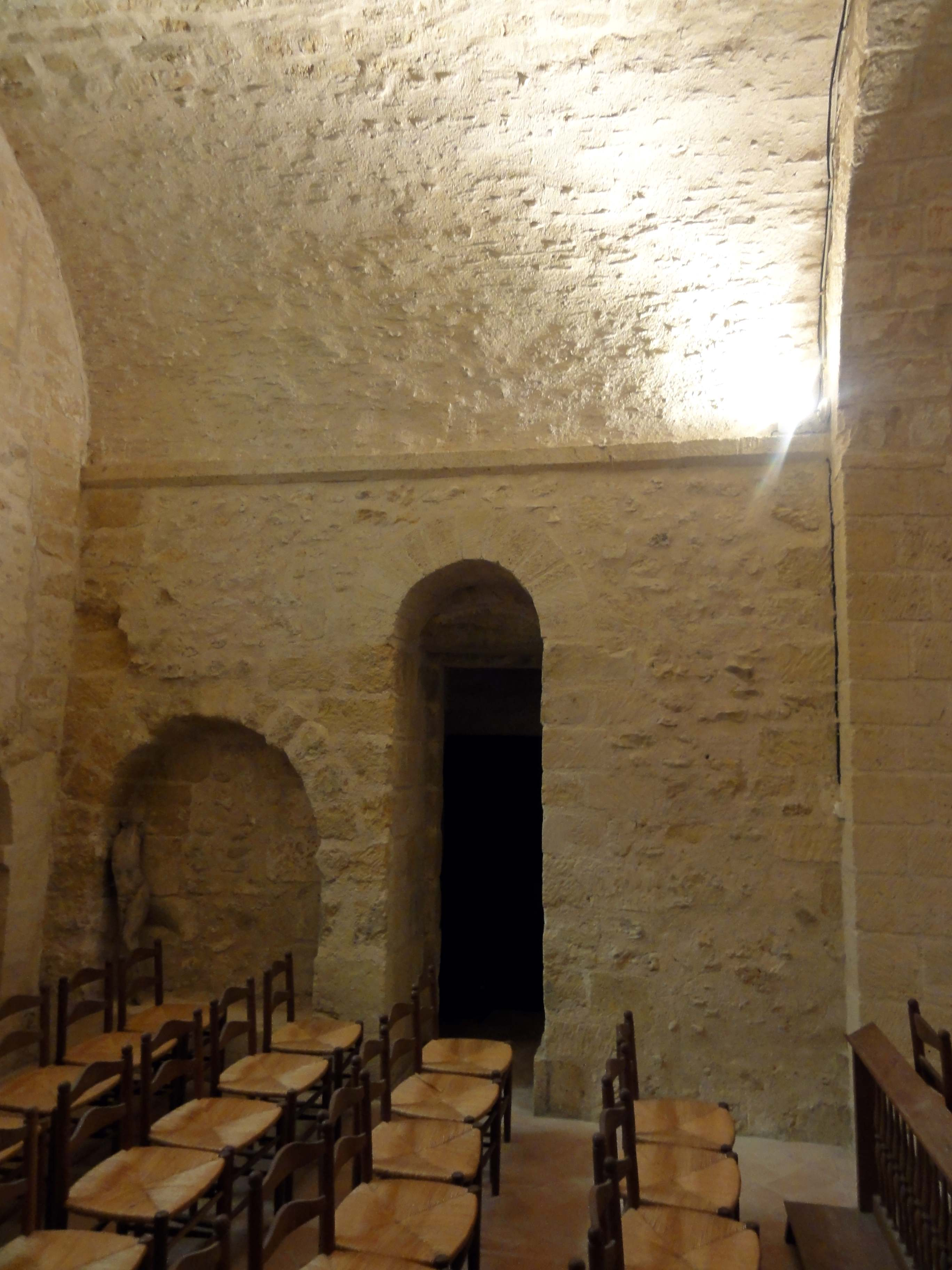
Croisillon sud, élévation ouest.
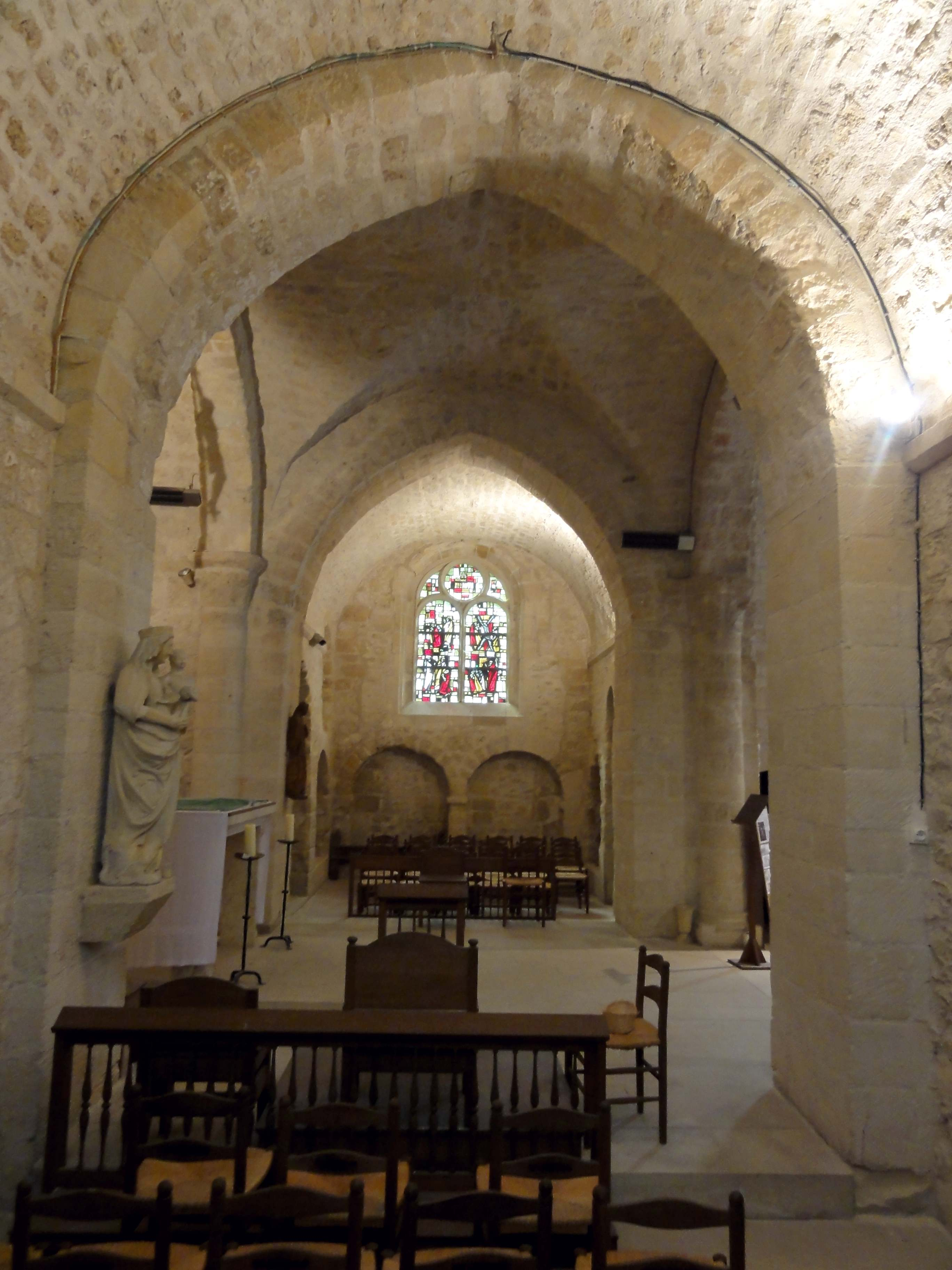
Croisillon nord, vue vers le sud.
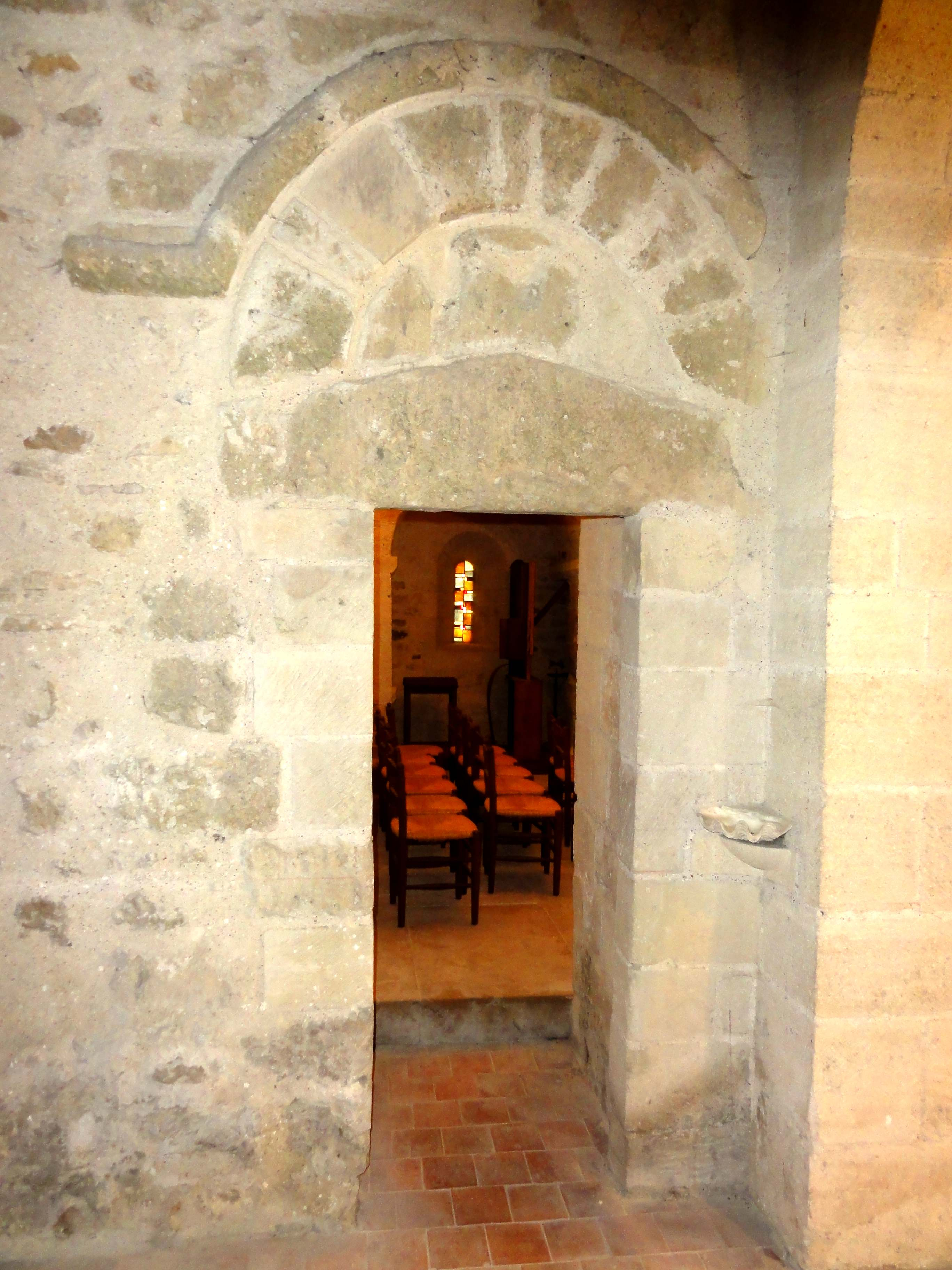
Croisillon nord, ancienne porte extérieure.

### Extérieur

#### Ancien clocher et portail

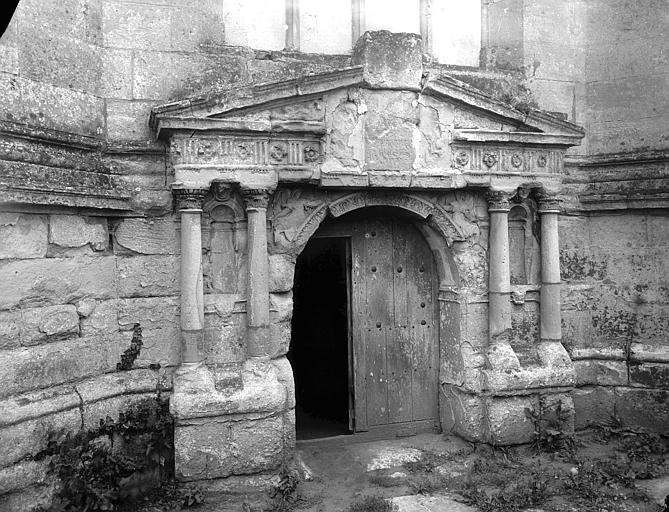
Le portail à la fin du XIXe siècle.

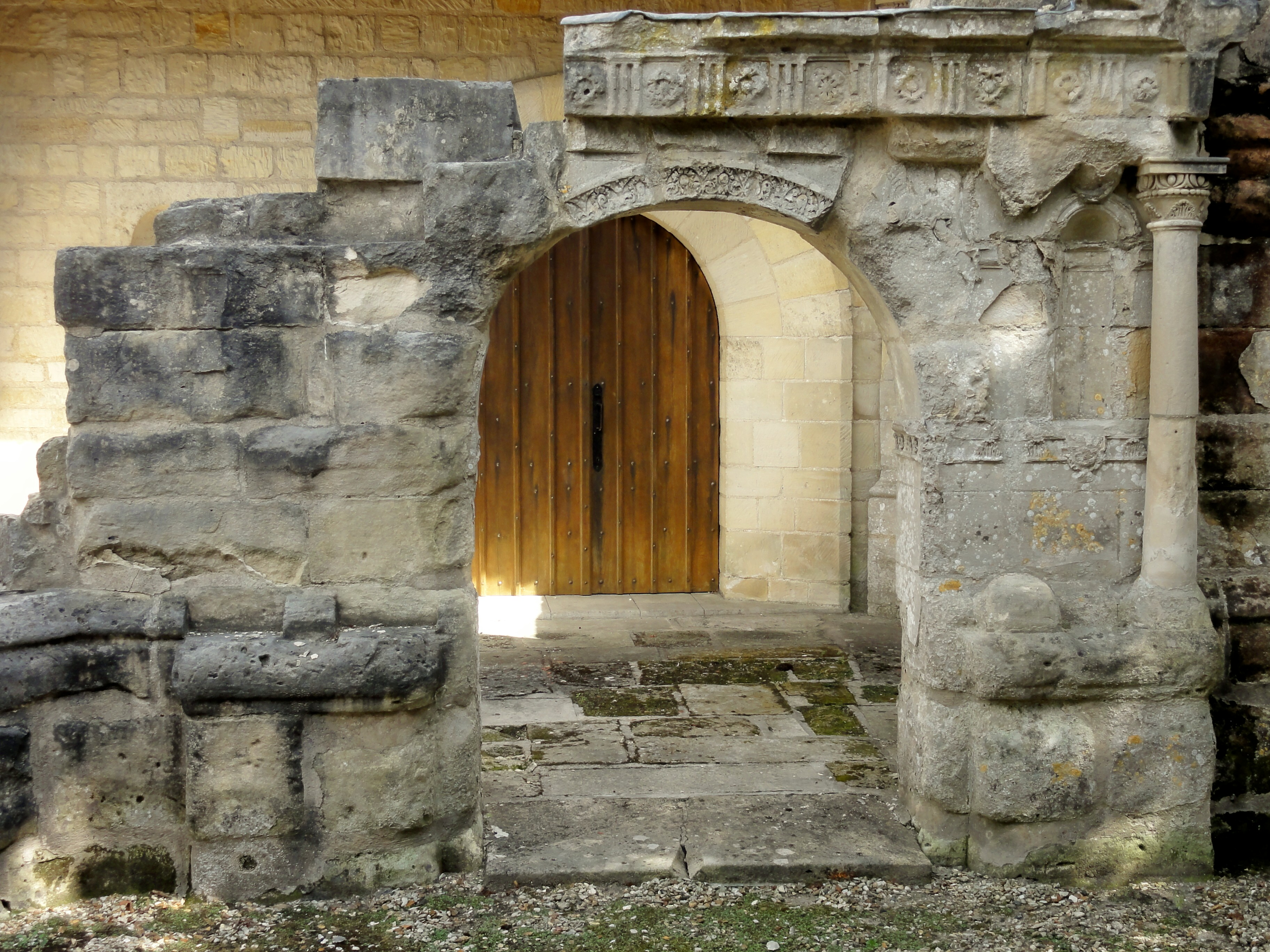
Vue actuelle du portail.

Avant les bombardements de 1944, l'élément le plus marquant de l'église était son puissant clocher-tour carré, qui précédait la façade occidentale romane. Il se composait de seulement deux niveaux, et était coiffé d'une calotte ou d'un dôme à arêtes, comme à Guiry-en-Vexin, mais plus plate. Le rez-de-chaussée, plus élevé que l'étage de beffroi, possédait un soubassement de près de deux mètres de hauteur, délimité par un très large bandeau mouluré, ce qui donnait l'impression que les deux niveaux étaient de hauteur comparable. La porte ne dépassait pas en hauteur ce bandeau. Chacun des deux niveaux était terminé par un entablement ébauché. Un seul contrefort biais, couronné d'un pyramidon, flanquait chacun des quatre angles. Les murs étaient bâtis en grosses pierres d'appareil. Le rez-de-chaussée, entièrement rattaché à l'espace intérieur de la nef, comportait trois très grandes fenêtres avec ébrasement extérieur. Les deux fenêtres latérales étaient murées, et ne conservaient plus de trace de leur remplage. La fenêtre occidentale, la plus grande, possédait un remplage de quatre formes en plein cintre qui allaient jusqu'au niveau des impostes, et étaient surmontées de quatre autres formes en plein cintre inversées. L'étage de beffroi était percé de deux baies abat-son géminées du côté ouest seulement. Contrairement aux baies du rez-de-chaussée, elles n'étaient pas ébrasées, mais entourées de moulures, et leur clé d'arc ainsi que les impostes étaient décorées.
Le rez-de-chaussée était voûté d'ogives, et la clé de voûte, sculptée de feuillages, est d'ailleurs conservée en l'intérieur de l'église. Les nervures étaient reçues sur quatre pilastres doriques coupant les angles. Leur architrave était sculptée d'un rang d'oves alternant avec des feuillages, d'un cordon de perles, et d'un rang de feuilles d'acanthe. Sur la métope, un biglyphe était flanqué de deux feuilles d'acanthe. Le pilastre sud-ouest est encore en place. L'architrave d'un autre pilastre est englobée dans le mur septentrional de la nef, à l'intérieur ; assez curieusement, le rang d'oves y commence par des volutes ou coussinets ioniques. — « Loin de constituer une œuvre d'art importante », la tour était surdimensionnée par rapport à l'église, mais paraissait néanmoins trapue. Son architecture était lourde et froide. Le portail proprement dit formait toutefois exception. Bien que nettement trop petit par rapport à la masse du clocher, il reflétait l'art de la Renaissance à son apogée. Louis Régnier y voit « les résultats d'une étude sérieuse et la preuve d'un talent véritable », et n'exclut pas que le dessin ait été fourni par Nicolas Le Mercier, quand il travaillait sur le clocher de Chars. La porte, en plein cintre, est entourée d'une frise de feuillages, qui subsiste encore en partie. Elle était flanquée, de chaque côté, d'une paire de colonnes doriques montées sur un stylobate, qui encadraient deux petites niches à statues déjà vides avant-guerre. Les chapiteaux étaient sculptés de feuilles d'acanthe. Un rang d'oves et un cordon de perles se profilaient dans l'échine du tailloir. Une seule de ces colonnettes subsiste, mais sa moitié supérieure et le chapiteau sont neufs. Les écoinçons du portail arboraient un ange en bas-relief. L'on devine encore celui de droite. Sur l'entablement, porté par les quatre colonnettes, des biglyphes à gouttes alternaient avec des rosaces ou patères à ombilic. Cet entablement, qui dépassait le soubassement, était surmonté d'un fronton triangulaire surbaissé, qui affichait un bas-relief bûché sous la Révolution. L'entablement subsiste en partie ; pas le fronton. Un fragment de la partie cassée de l'entablement a été englobée dans la façade de la nef actuelle,.

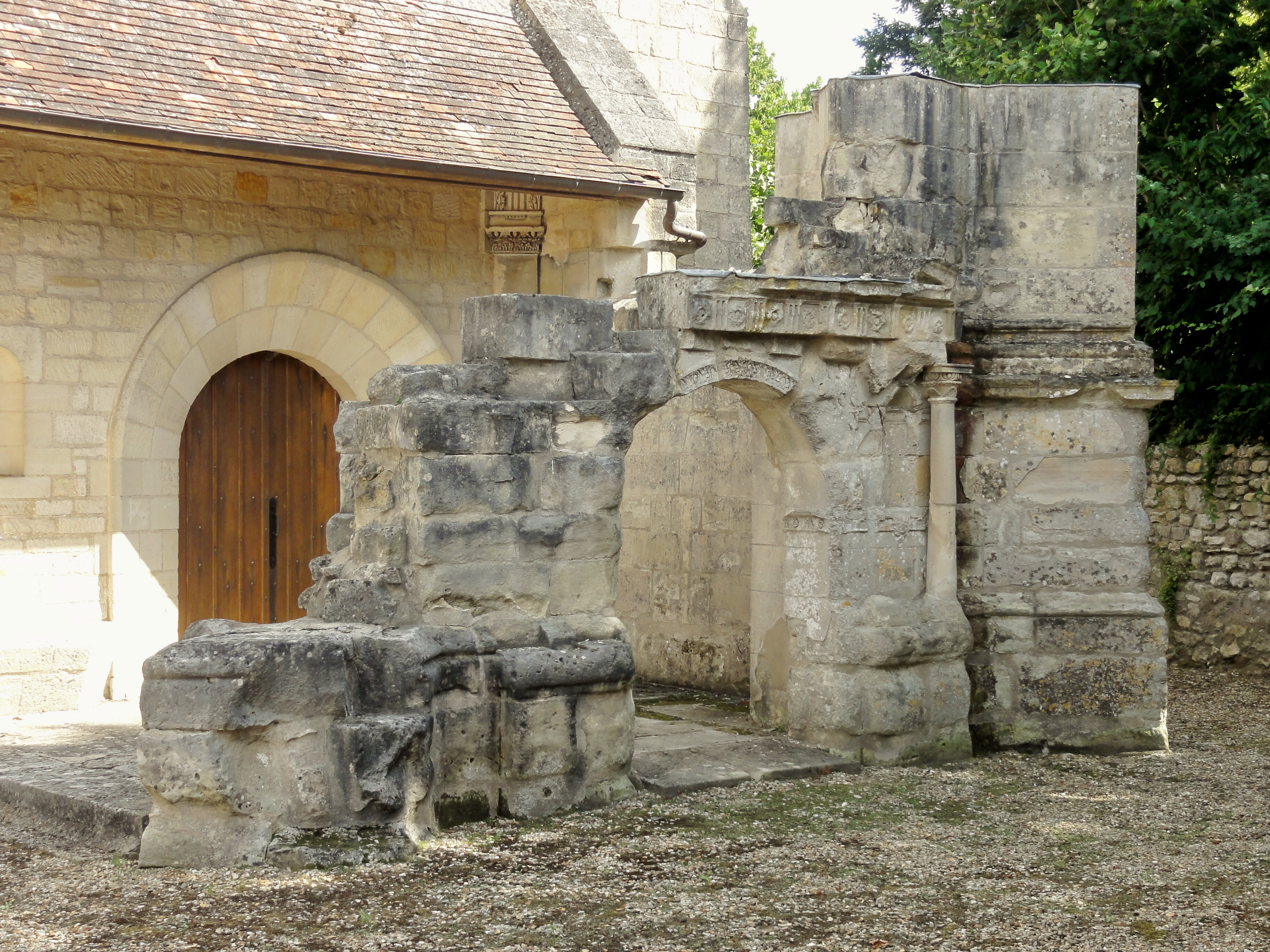
Vue actuelle des vestiges du clocher et du portail.
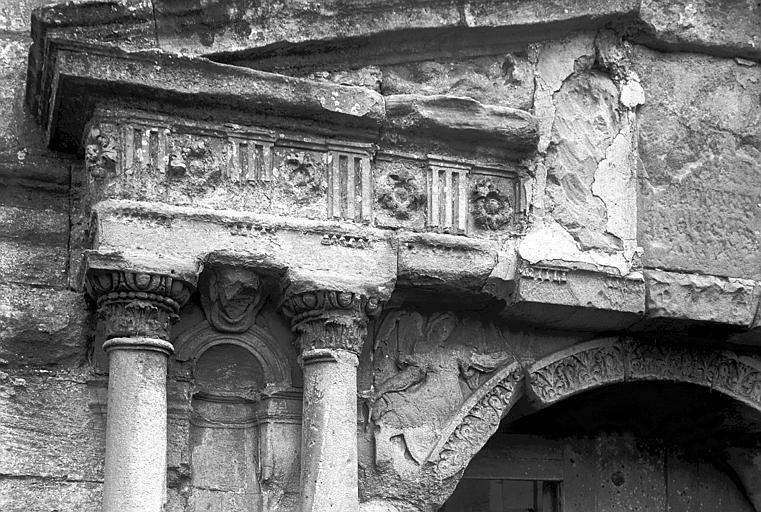
Décor du portail avant le bombardement.
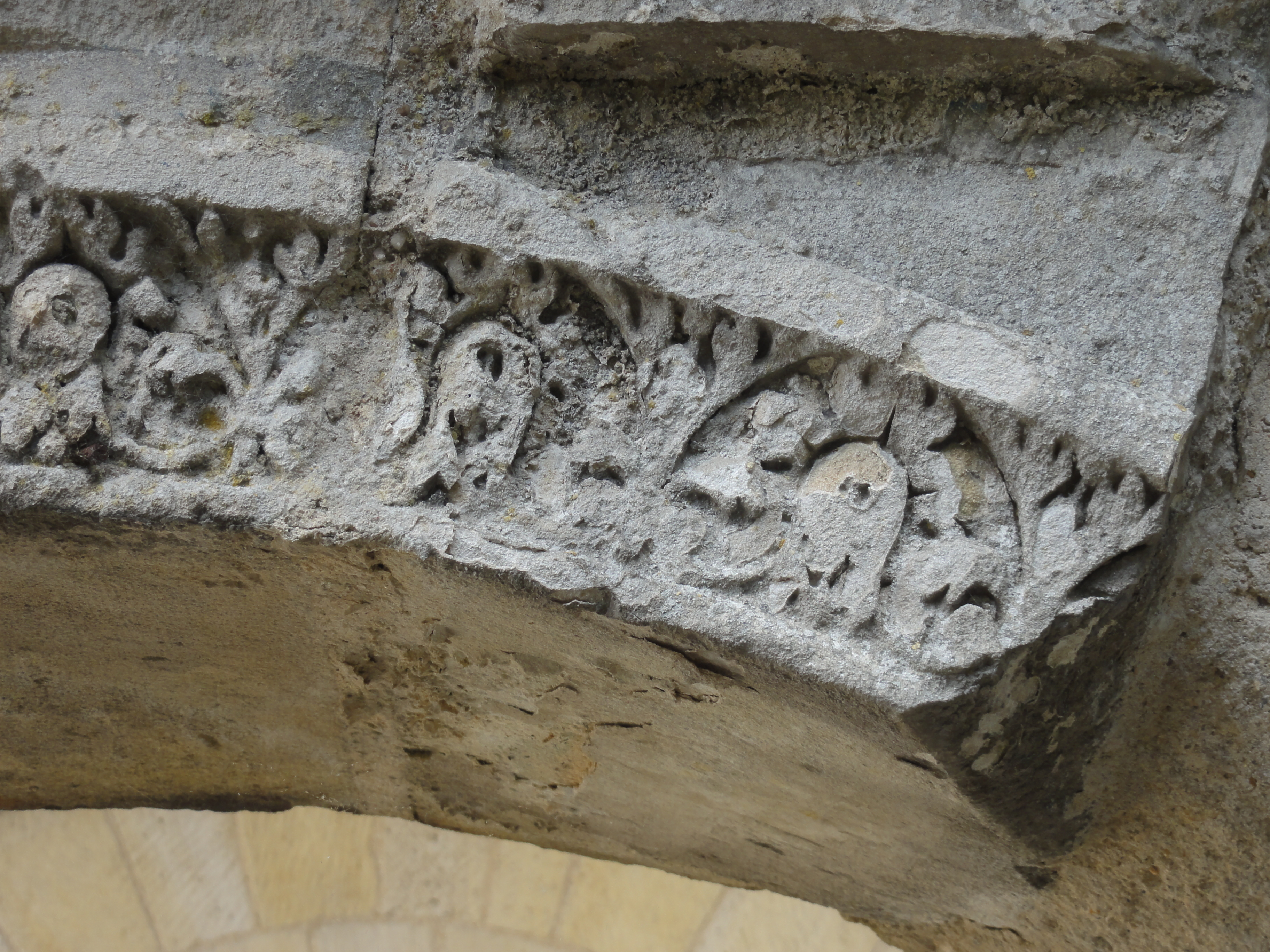
Frise entourant le portail, conservée in situ.
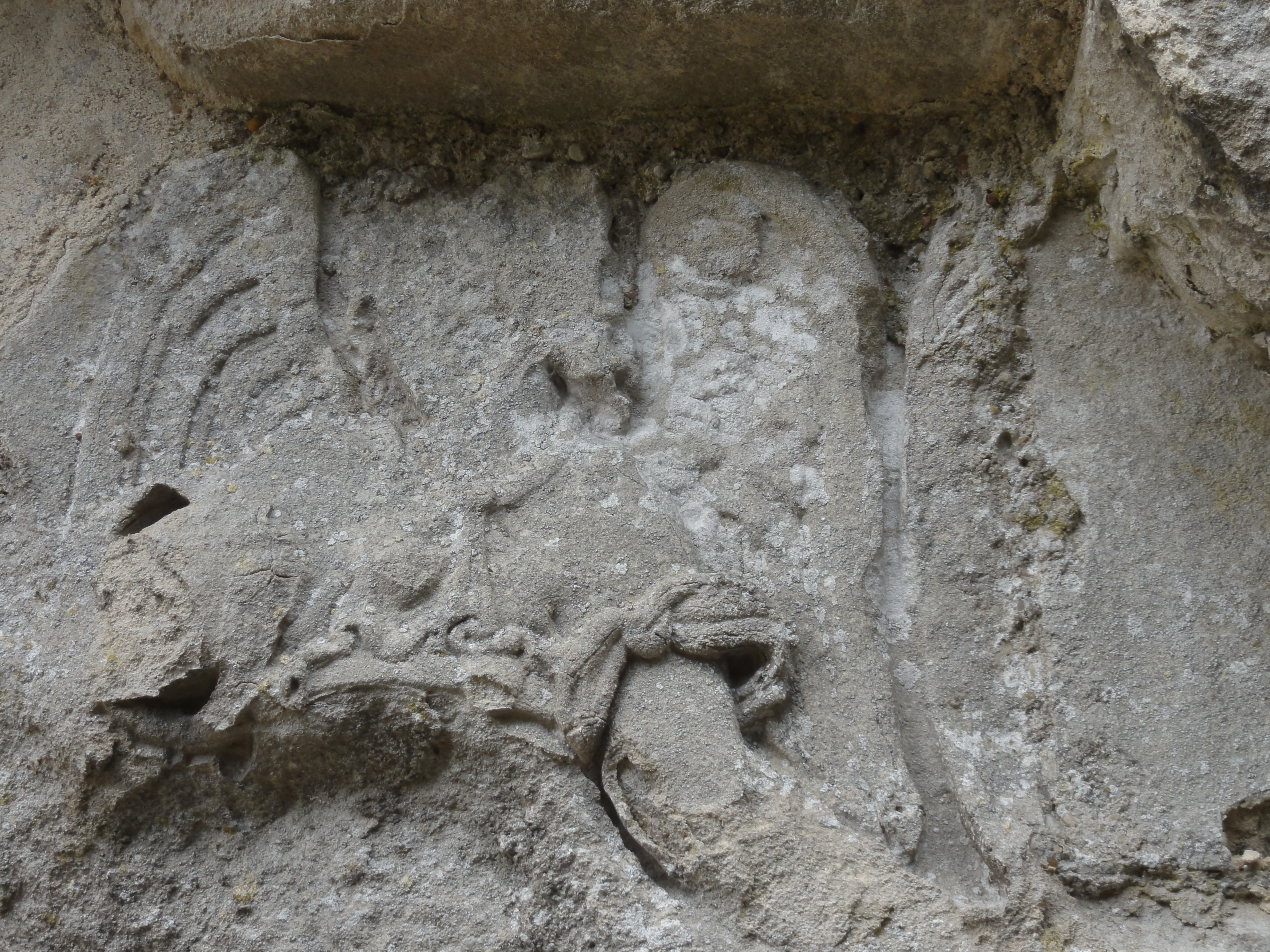
Vestiges de l'ange de l'écoinçon de droite.
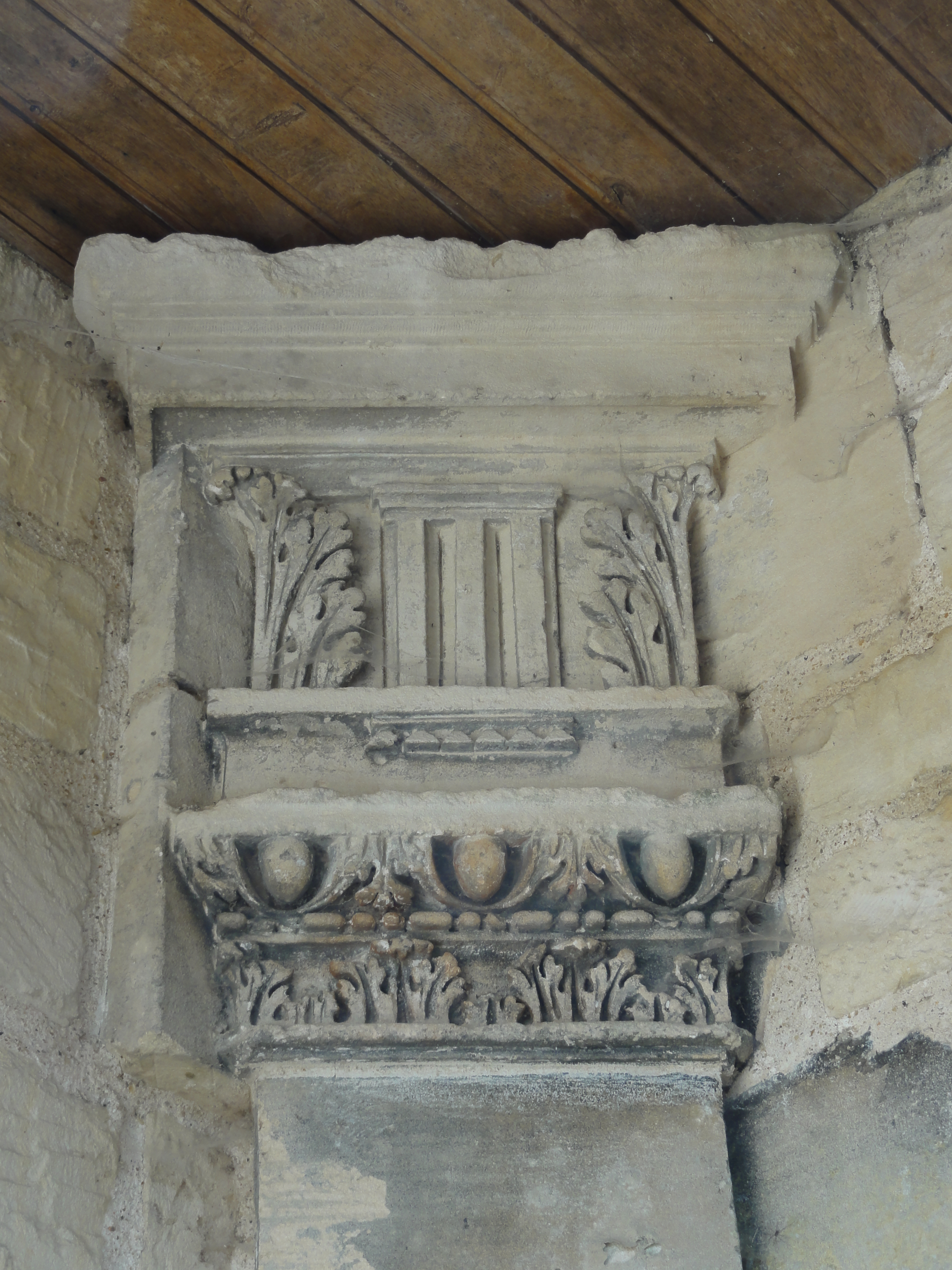
Pilastre à l'intérieur du rez-de-chaussée.
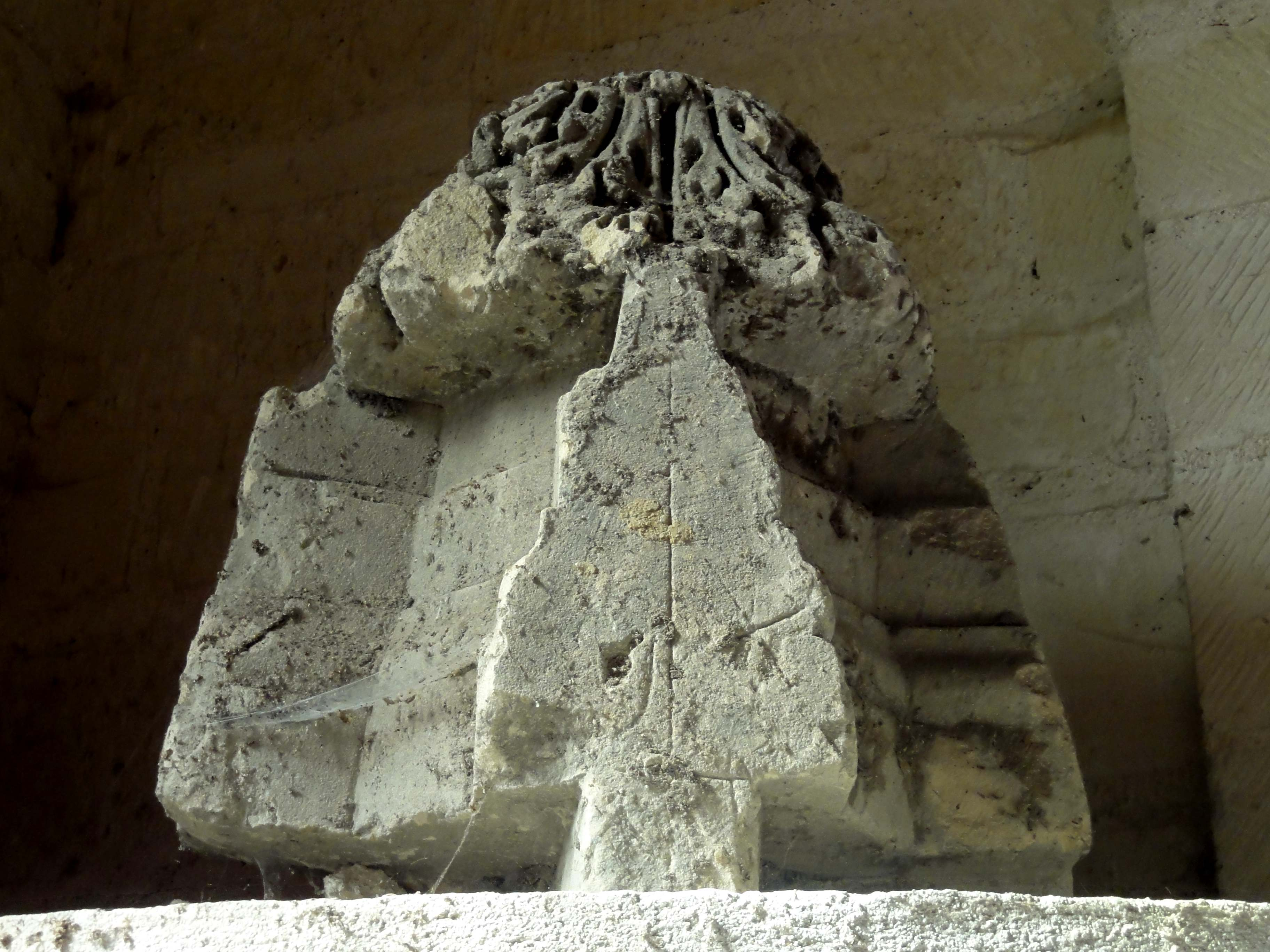
Clé de voûte du rez-de-chaussée.

#### Parties orientales

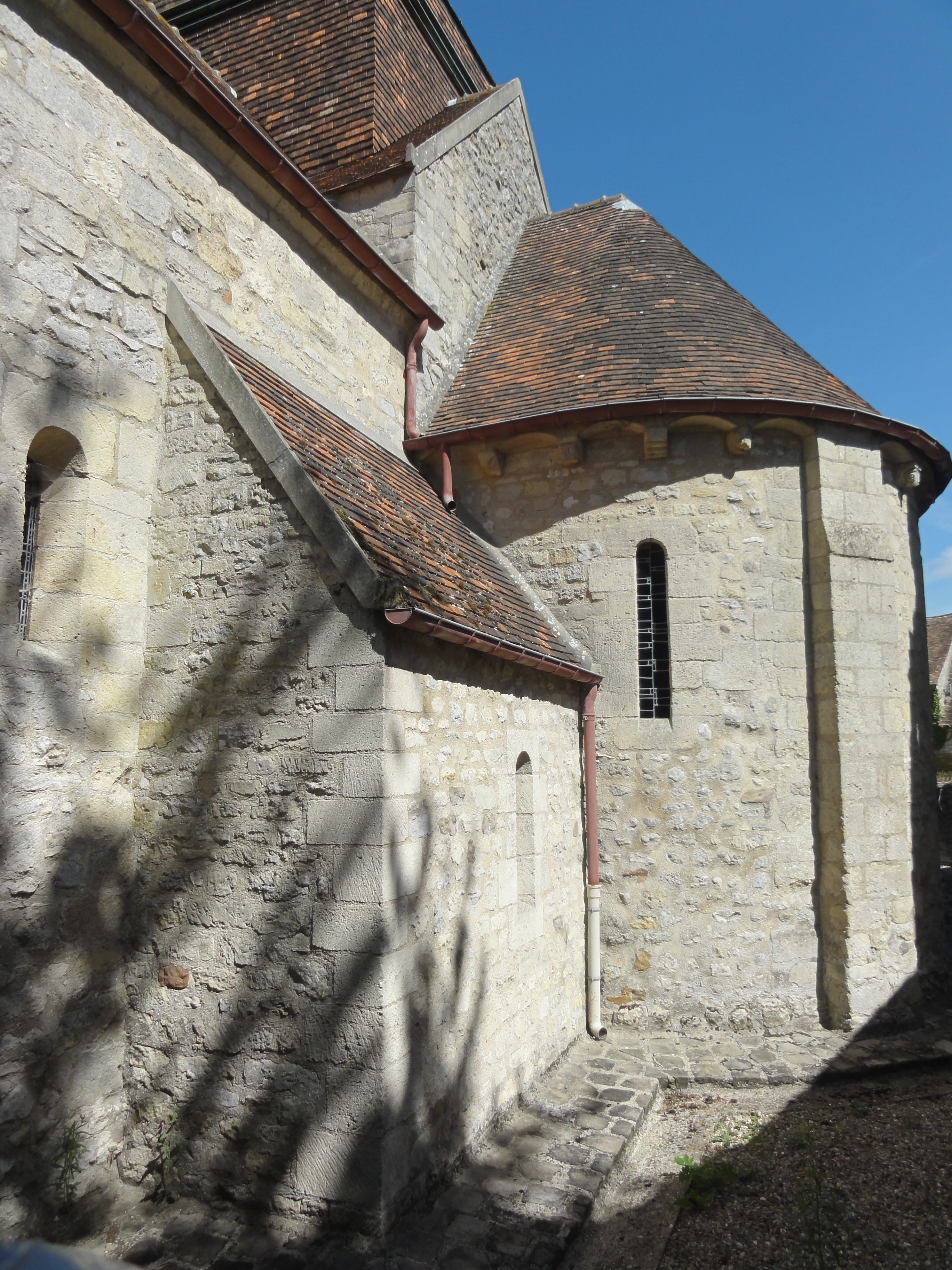
Absidiole sud et abside.

Les parties orientale sont, pour l'essentiel, bâties en moellons noyés dans un mortier, mais les pourtours des baies, les contreforts et les chaînages d'angle des absidioles sont systématiquement appareillés en pierre de taille. Tout l'intérêt des parties orientales réside en la juxtaposition des divers volumes et la mise en exergue de certains partis architecturaux aux débuts de l'architecture romane dans la région. La croisée du transept, dont le toit supporte le petit clocher en charpente, domine l'ensemble. Elle possède un pignon côté est. Bien que sa voûte d'arêtes et le cul-de-four de l'abside atteignent la même hauteur, les murs gouttereaux du carré du transept dépassent d'un tiers la hauteur des murs de l'abside, ce qui est sans doute une réminiscence de l'étage intermédiaire de l'ancien clocher central. Les murs gouttereaux des croisillons, dont les toitures sont disposés perpendiculairement à l'axe de l'édifice, sont moins élevés que ceux de la croisée du transept, mais plus élevés que l'abside. Il y a des pignons au nord et au sud. Plus basses que les autres parties de l'église sont les absidioles. Le sommet de leurs toits en appentis atteint presque le niveau de la corniche de l'abside. Les angles des croisillons sont épaulés par deux contreforts plats orthogonaux, qui se retraitent une fois grâce à un fruit, et diminuent en largeur peu avant leur court glacis sommital. L'abside est munie de deux contreforts plats, qui se retraitent une fois par un court glacis, et butent en haut contre la corniche. Celle-ci est composée de segments en anse de panier, qui repose sur une douzaine de modillons moulurés ou sculptés d'animaux fantastiques, de motifs géométriques en bas-relief. Certains modillons sont abîmés. Selon Roland Vasseur, les modillons auraient été « réemployés », ce qui sous-entend que la corniche n'existait plus avant la restauration. Concernant les fenêtres romanes, l'on remarque leur étroitesse, et leurs linteaux monolithiques sans claveaux simulés. Les baies de l'abside sont sans ébrasement extérieur, comme on peut en voir à Brignancourt. Les autres baies romanes sont évasées, mais sinon analogues.

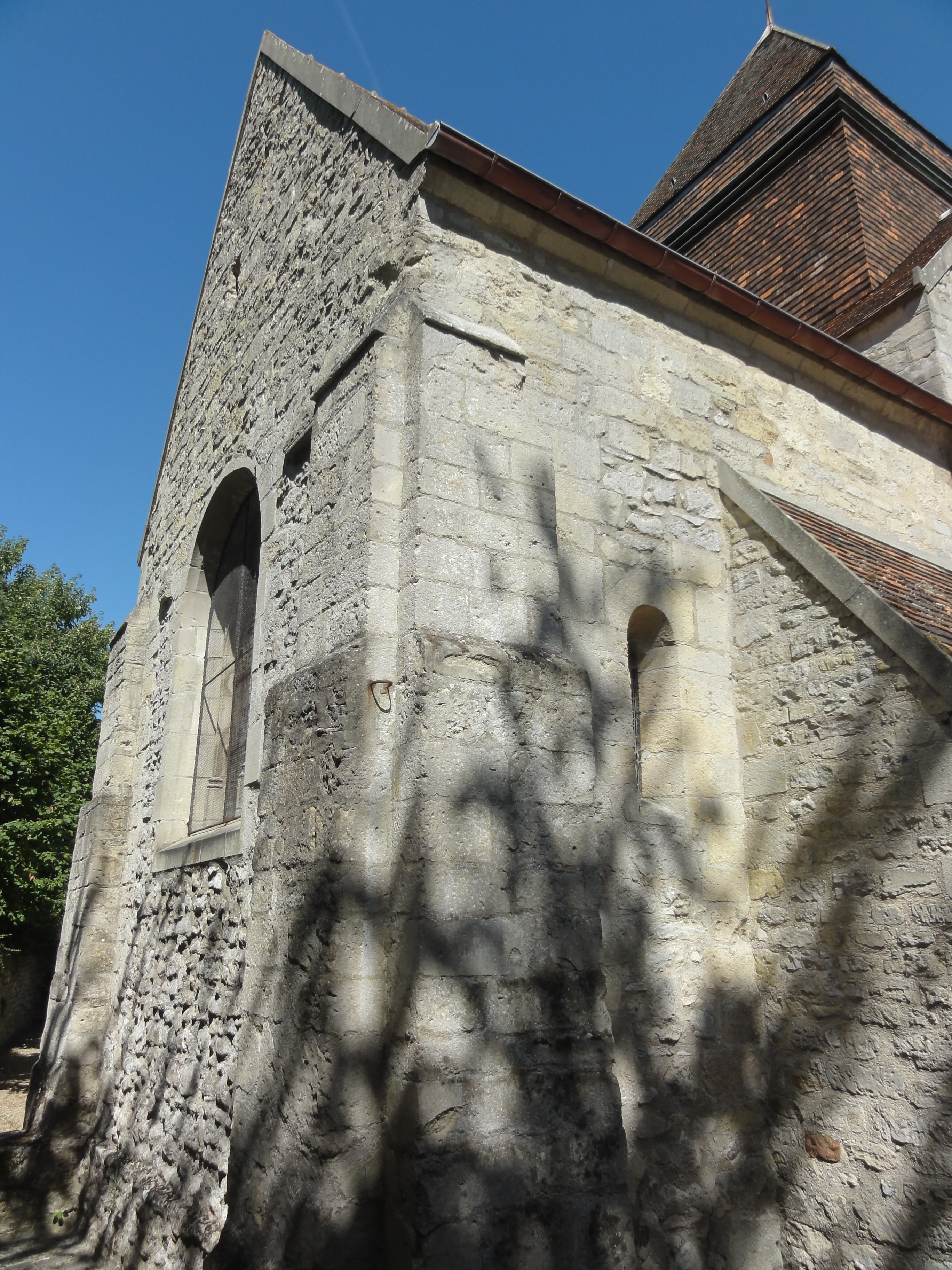
Croisillon sud, angle sud-est.
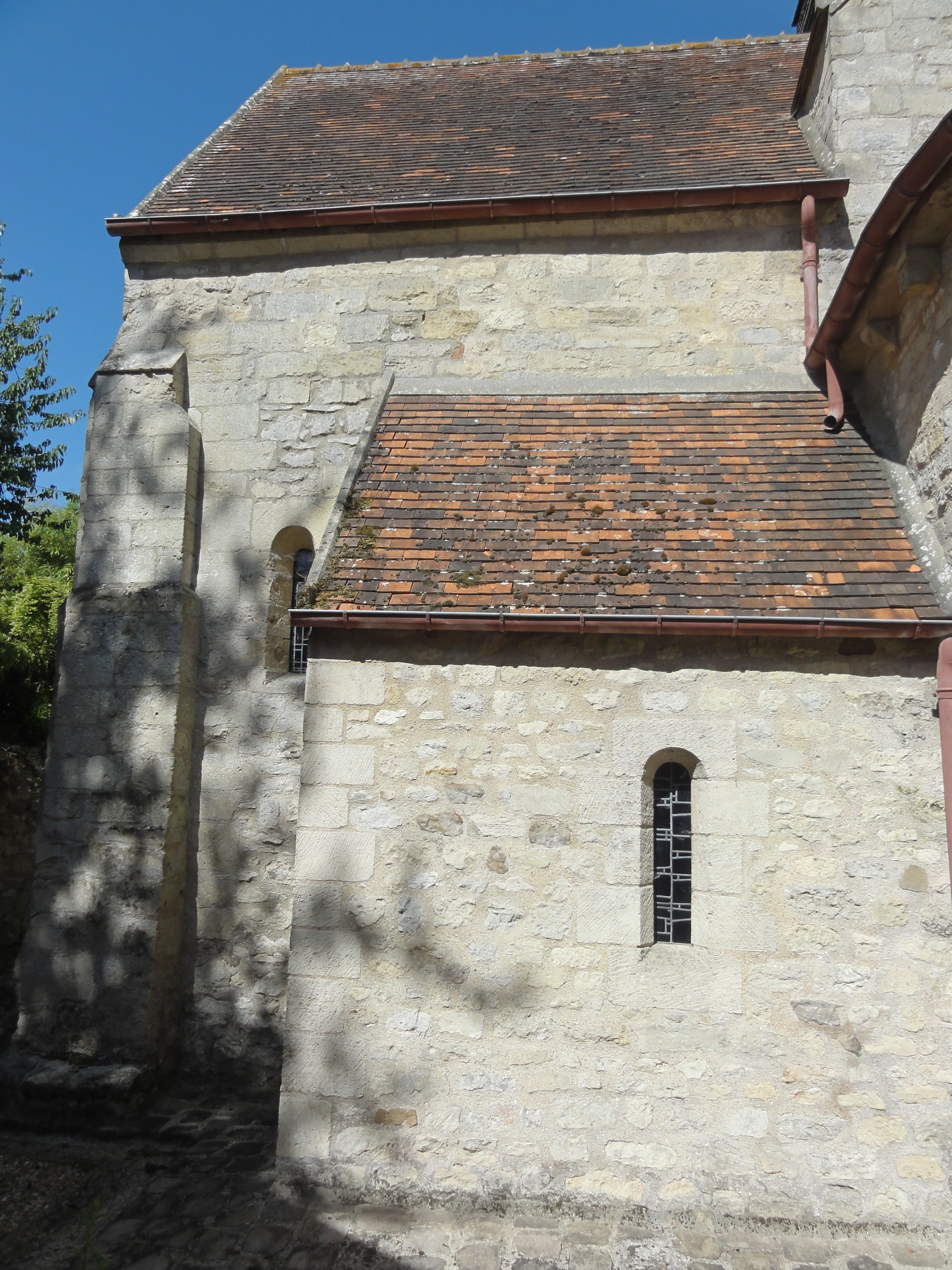
Croisillon sud et absidiole, côté est.
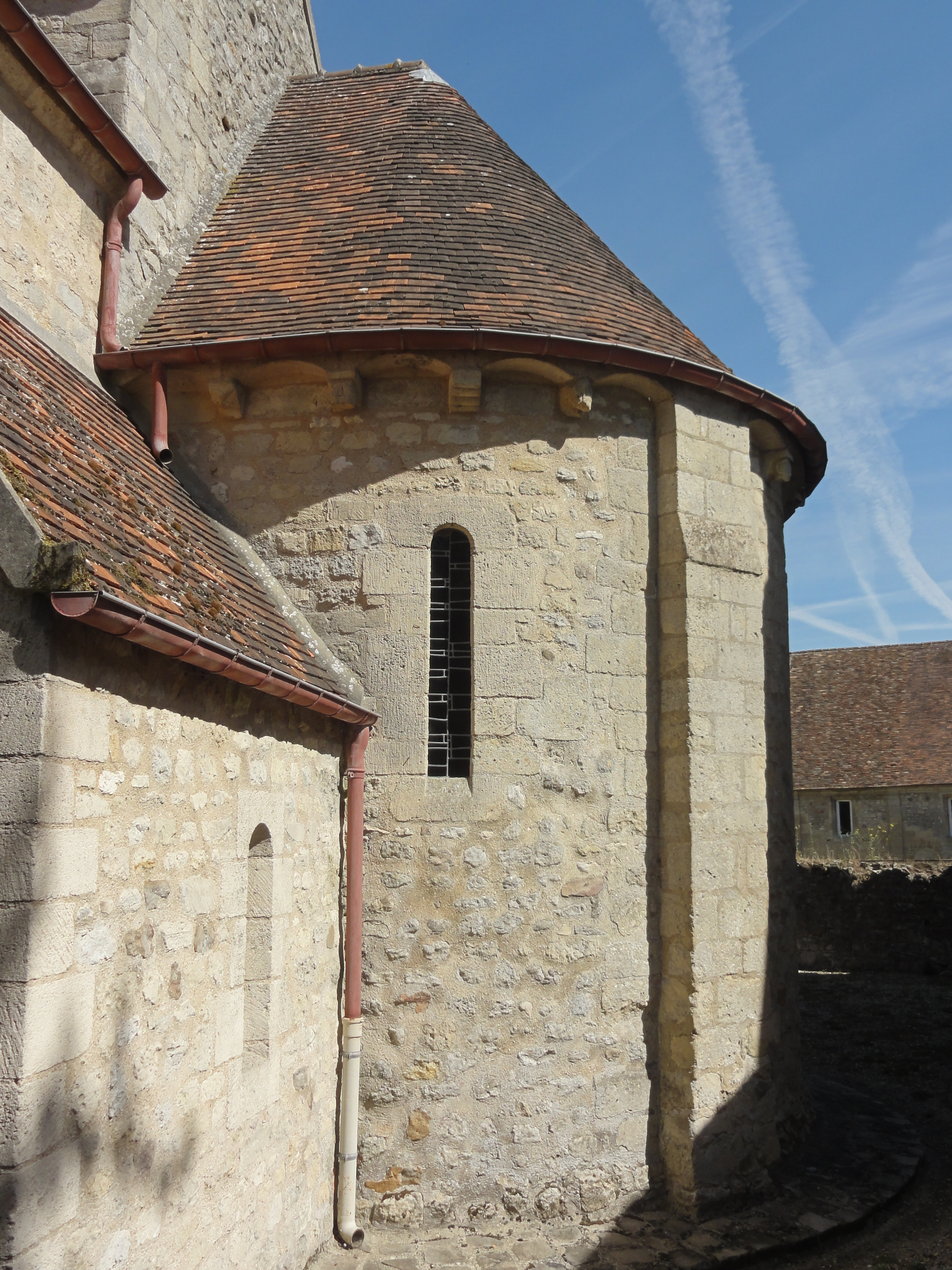
Abside, côté sud.
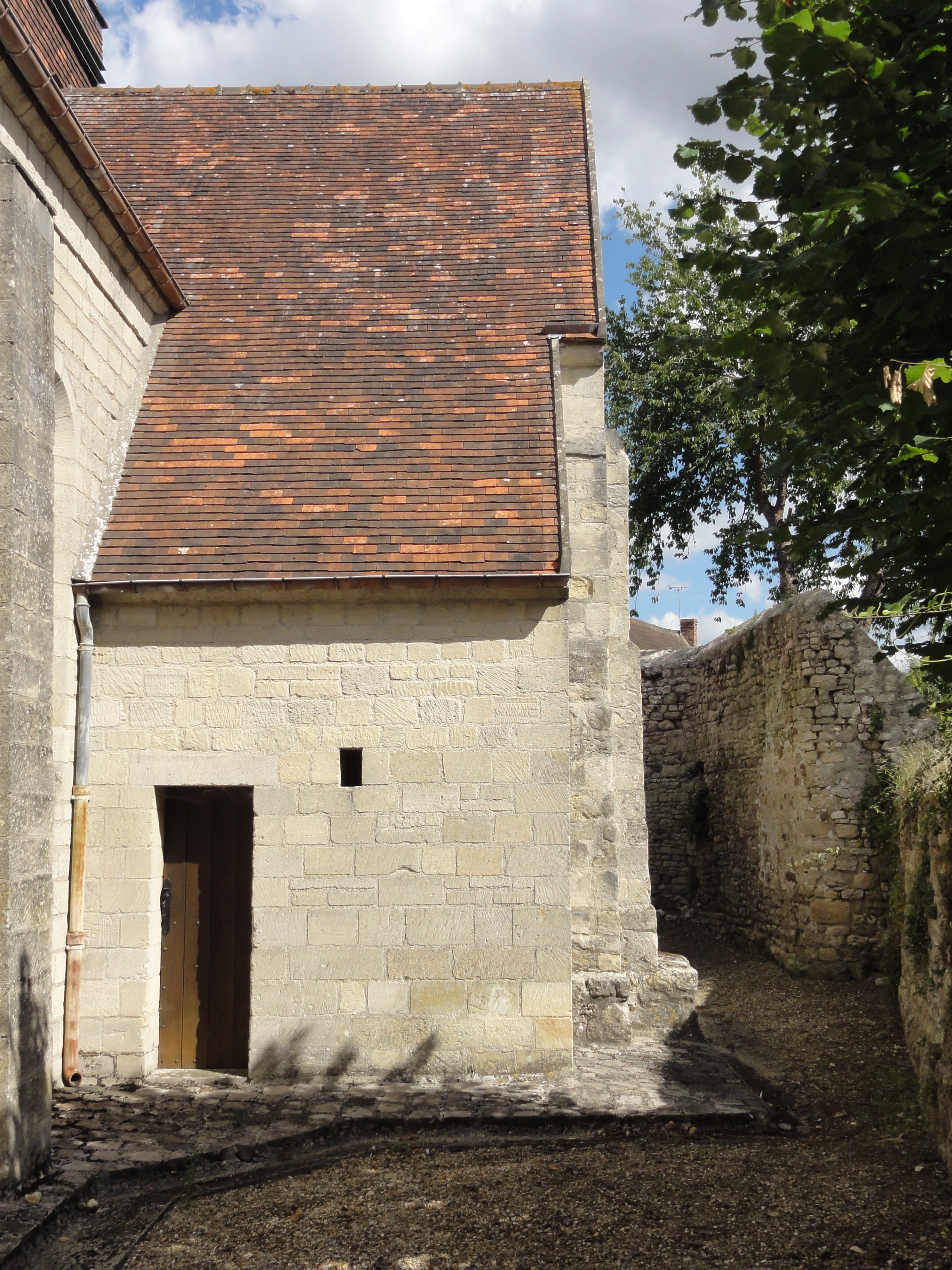
Dégagement entre nef et croisillon sud (1964).

## Mobilier

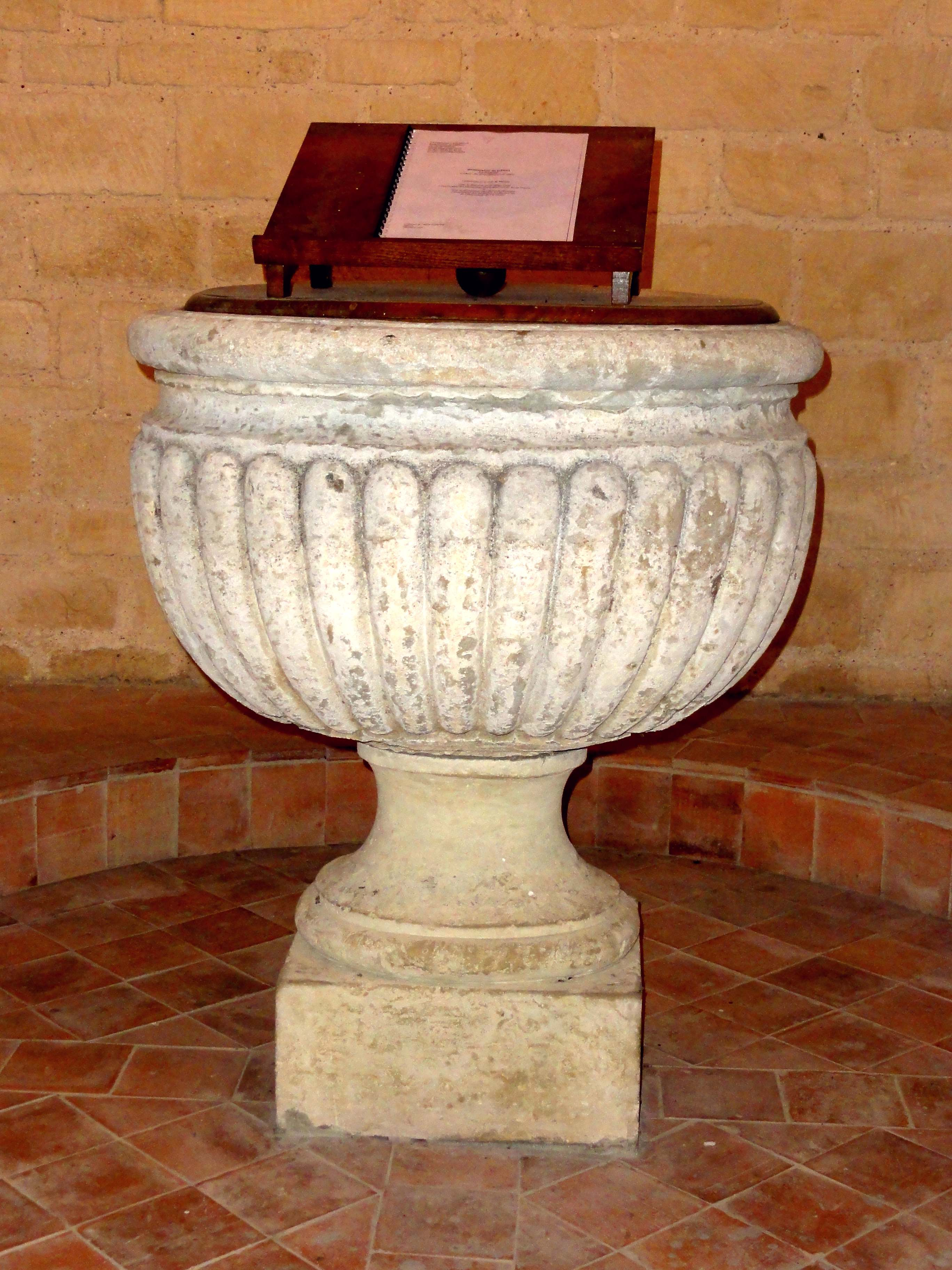
Fonts baptismaux.

Parmi le mobilier de l'église, six éléments sont classés monument historique au titre objet. Il s'agit d'un retable, quatre statues, et d'un tableau. Quelques autres éléments du mobilier anciens méritent également l'attention.

### Mobilier liturgique
- Les fonts baptismaux du XVIe siècle se présentent sous la forme d'une cuve baptismale à infusion ronde, placée sur un pied galbé muni d'une base torique, qui repose sur un socle cubique. La cuve est moulurée d'un tore et d'une scotie, et sculptée de godrons allongés[16].
- La table d'autel daterait du XIIe siècle selon Roland Vasseur. Elle a été rétablie lors de la restauration de l'église. L'une des quatre colonnettes sur laquelle elle repose est romane, et conserve des traces de la polychromie architecturale d'origine[18]. Par ses dimensions, cette colonnette peut uniquement provenir des arcatures plaquées ou de l'encadrement des fenêtres, mais l'on n'y observe aucun manque (sans illustration).
- Le retable en bois se composait d'un dorsal, assemblé de deux registres de quatre panneaux sculptés de plis de serviette, et d'un dais sous la forme d'un plafond lambrissé et recourbé à trois compartiments. Le dais était entouré d'un décor en bois sculpté partiellement ajouré, dont seule la partie frontale subsiste à ce jour. Contrairement à ce qu'indique le dossier de protection, l'œuvre n'a donc pas été entièrement détruite lors des bombardements de 1944, et le vestige déposé dans le croisillon sud représente sans doute sa partie la plus intéressante. Il s'agit d'une sorte d'entablement, avec trois panneaux ajourés séparés par des montants, qui se terminent inférieurement par des culs-de-lampe représentant une tête humaine et trois personnages en buste sculptés en bas-relief. Le premier et le dernier montant sont en outre surmontés d'un oiseau et d'une chimère. Les montants sont sculptés d'écailles, de cuirs découpés et de chevrons garnis de perles, ce qui évoque la Renaissance, tandis que les losanges inscrivant des quatre-feuilles des panneaux et la chimère sont influencés par l'art flamboyant. L'œuvre est classée depuis juin 1908, et était à cette époque placée contre le mur oriental du croisillon nord, dont l'absidiole était bouchée. Elle évoque le retable de Commeny et les deux retables de Berville. Selon Roland Vasseur, l'église de Moussy aurait possédé un deuxième retable de ce type[18],[22]. Il devrait s'agir de celui caractérisé ainsi par Camille Tavet : « autel surmonté d'un dais en bois, peint en blanc, quatre figures fantastiques, en haut une tête d'ange, deux végétations, une tête d'ange »[23]. Les panneaux du dorsal ne sont pas mentionnées, ce qui donne à penser que ce retable était de moindre intérêt.

Dais de retable du XVIe siècle
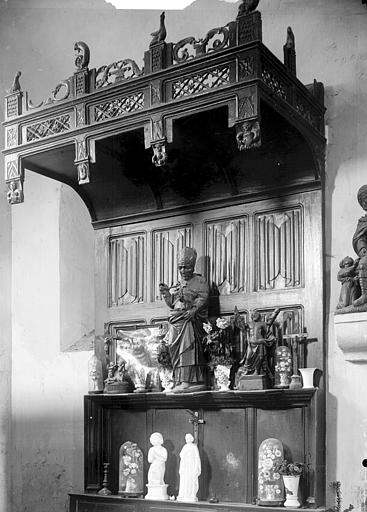
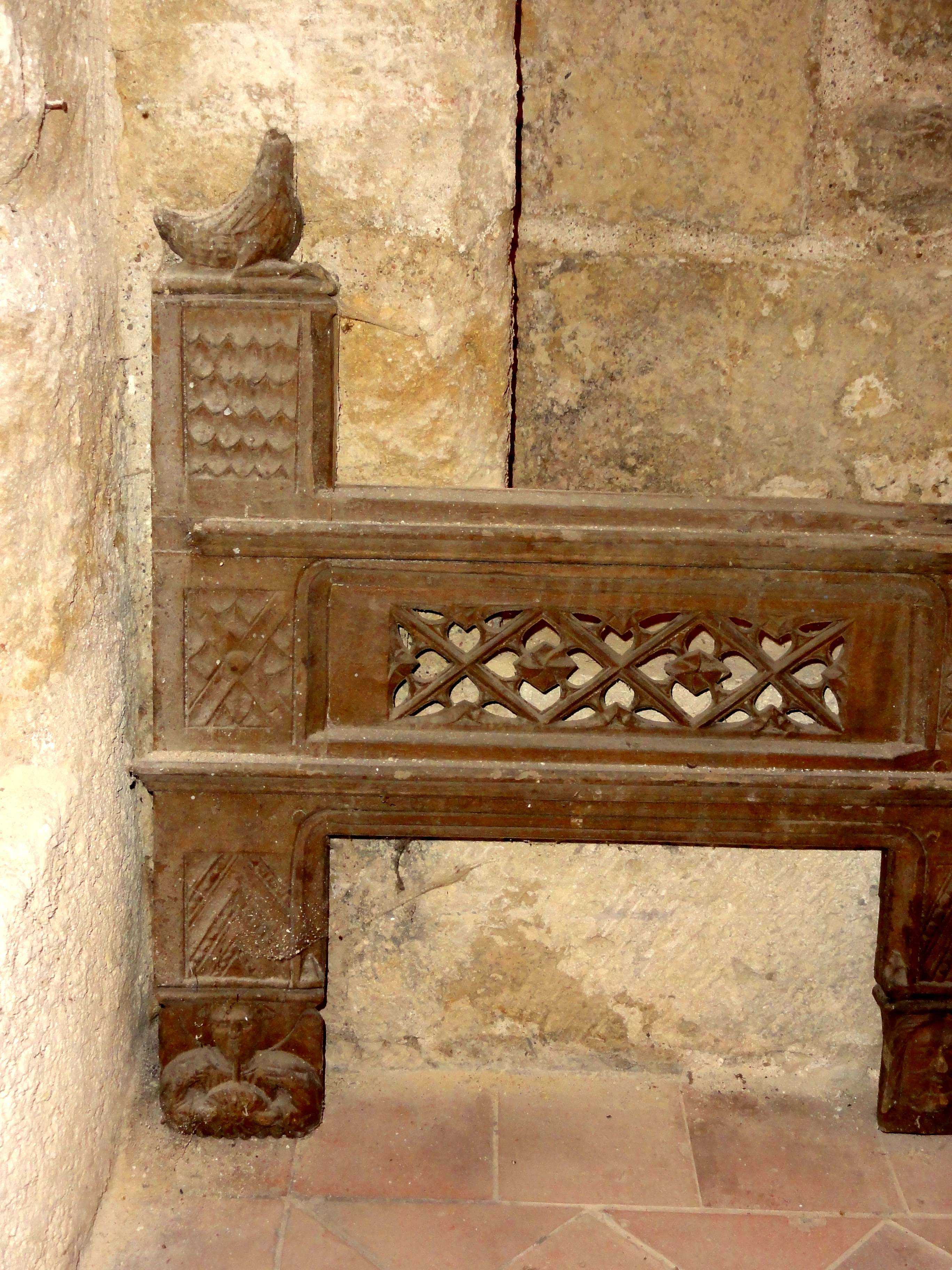
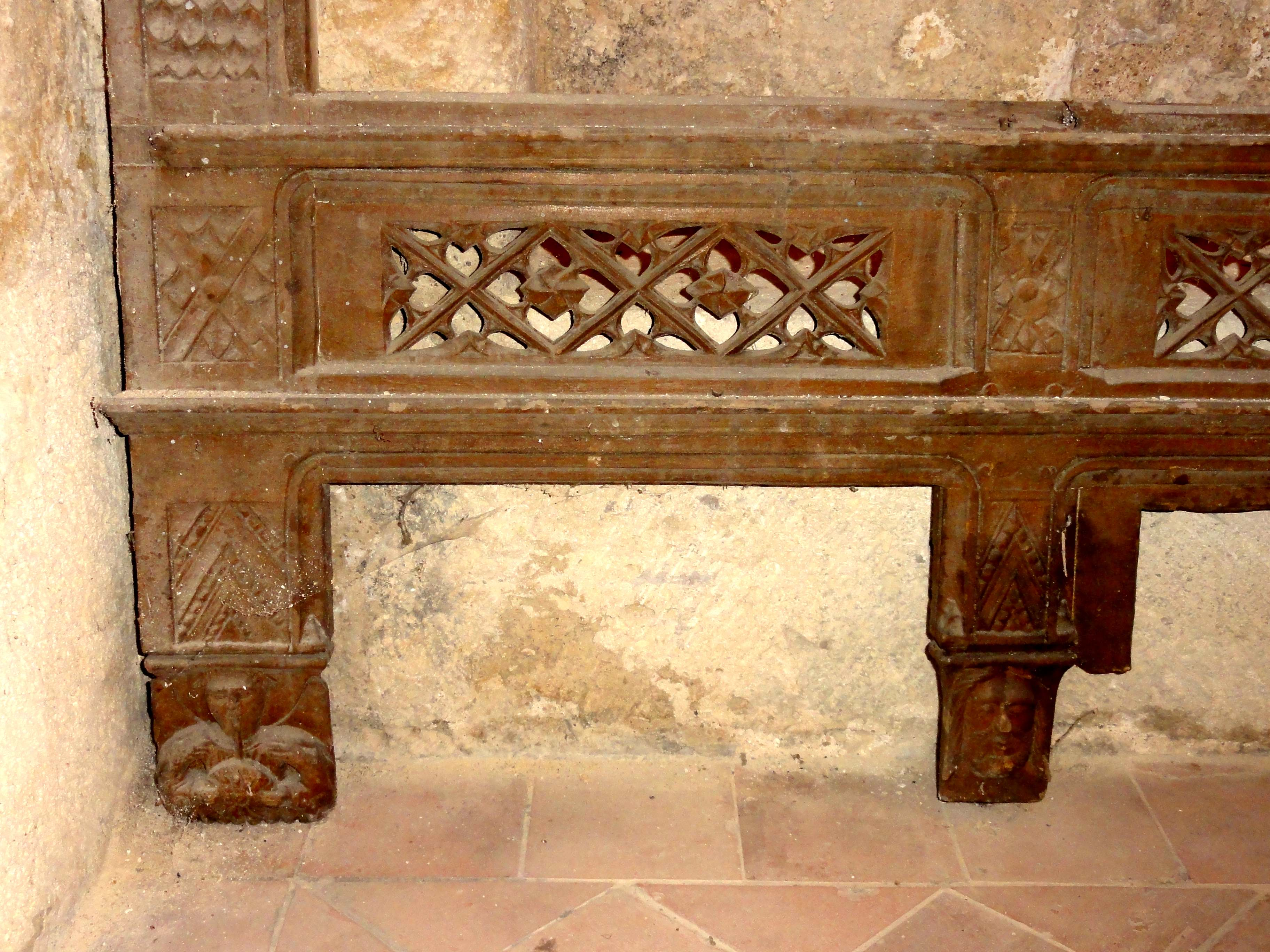
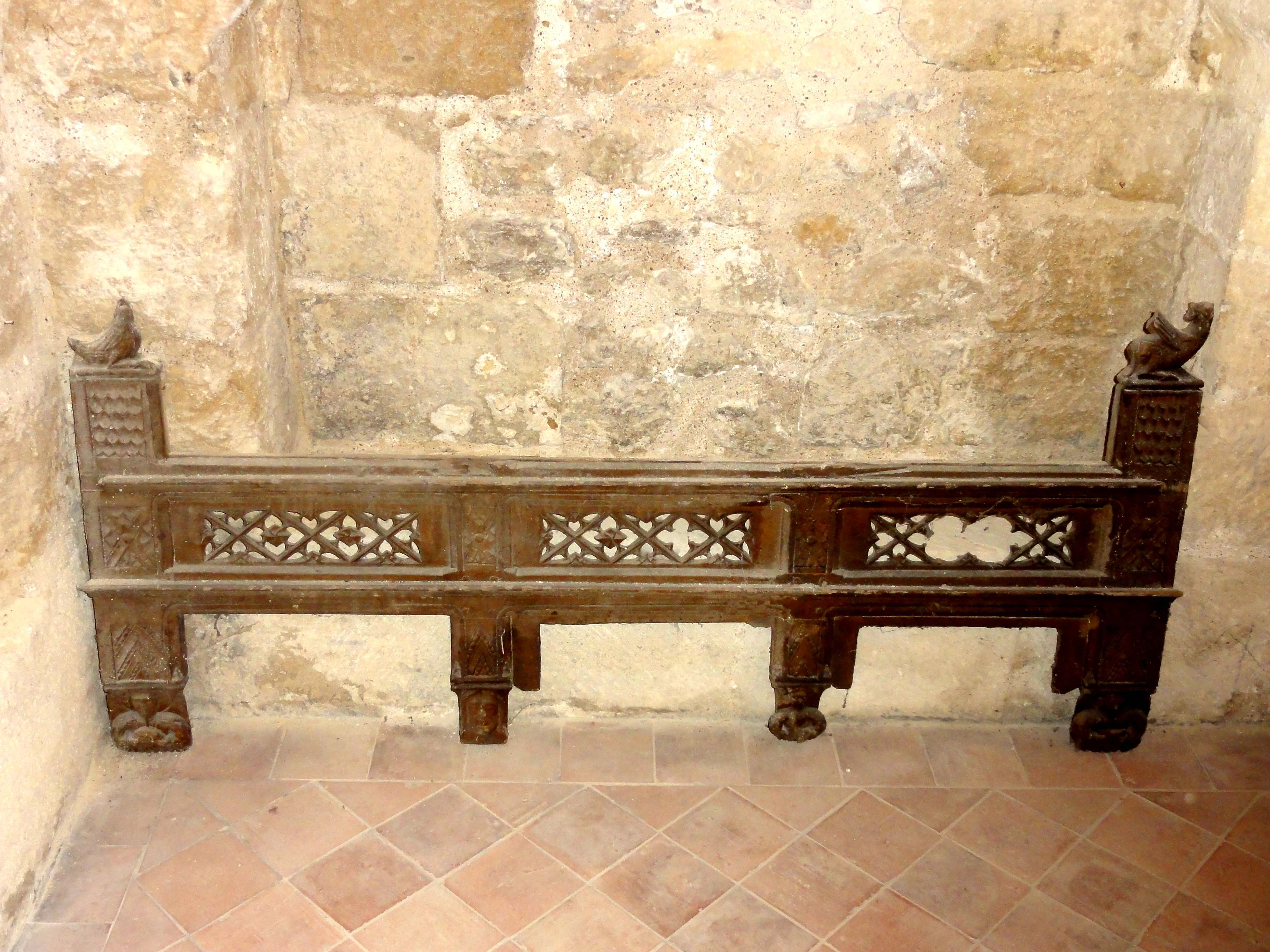
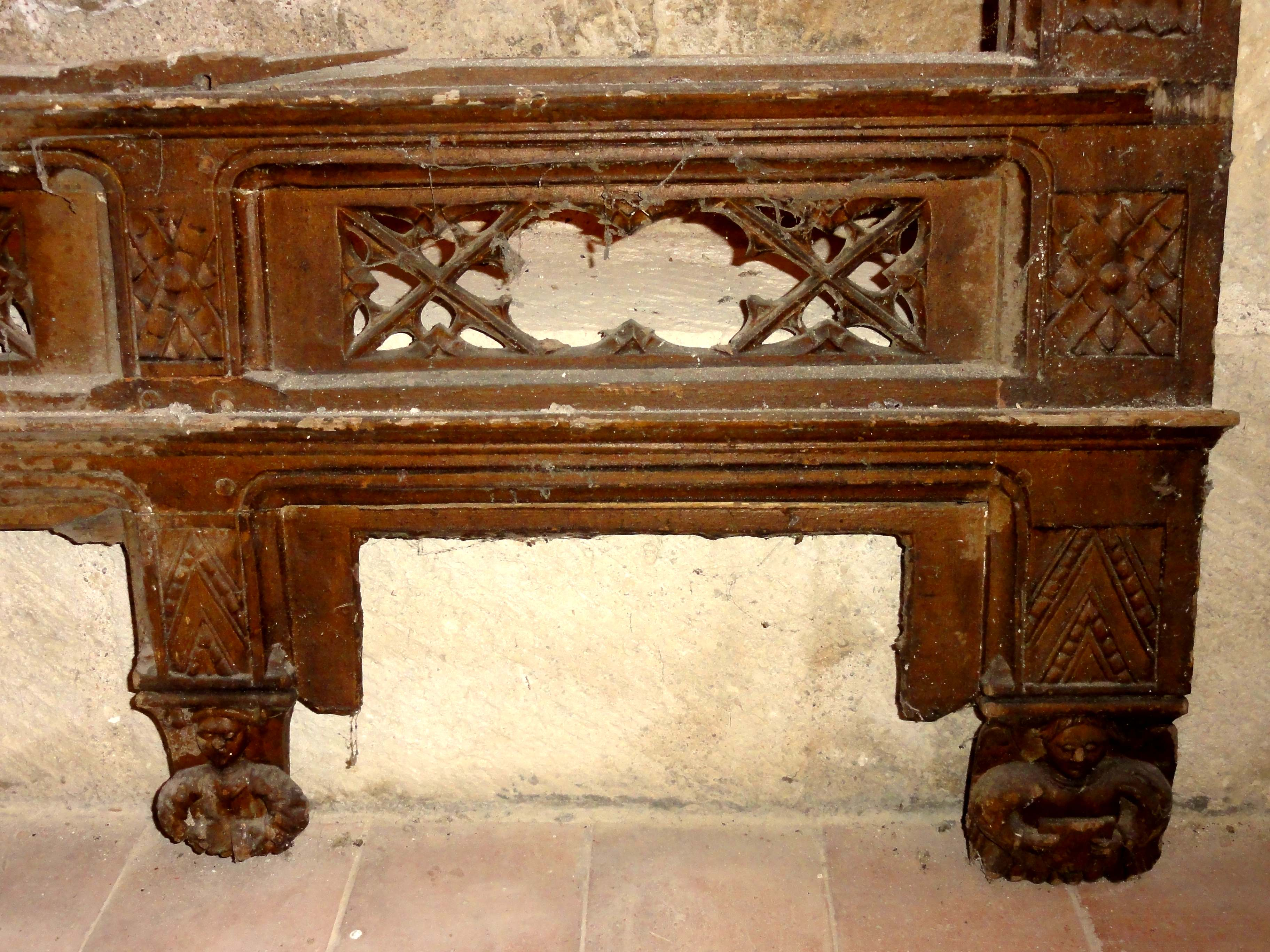
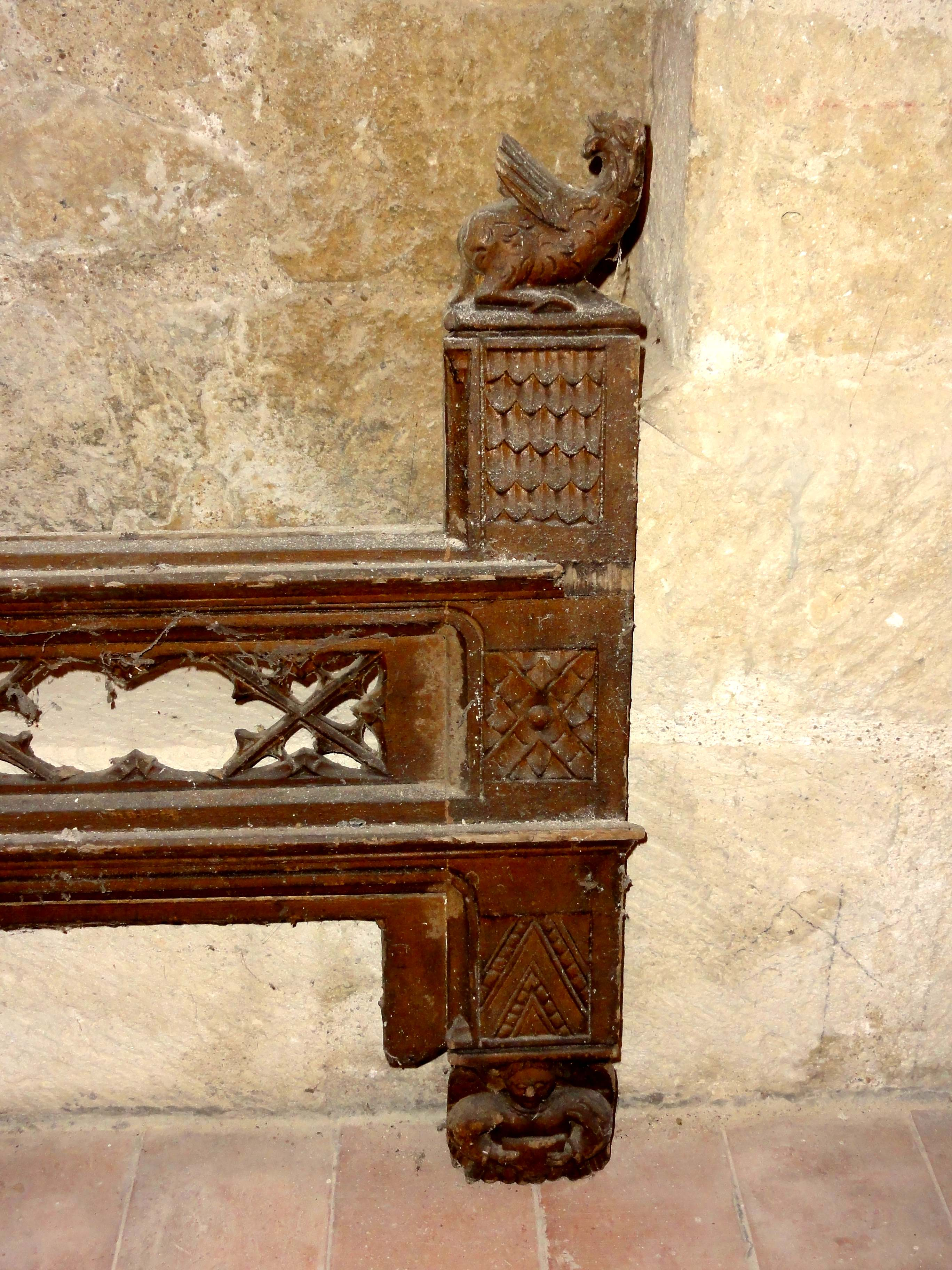

### Statues

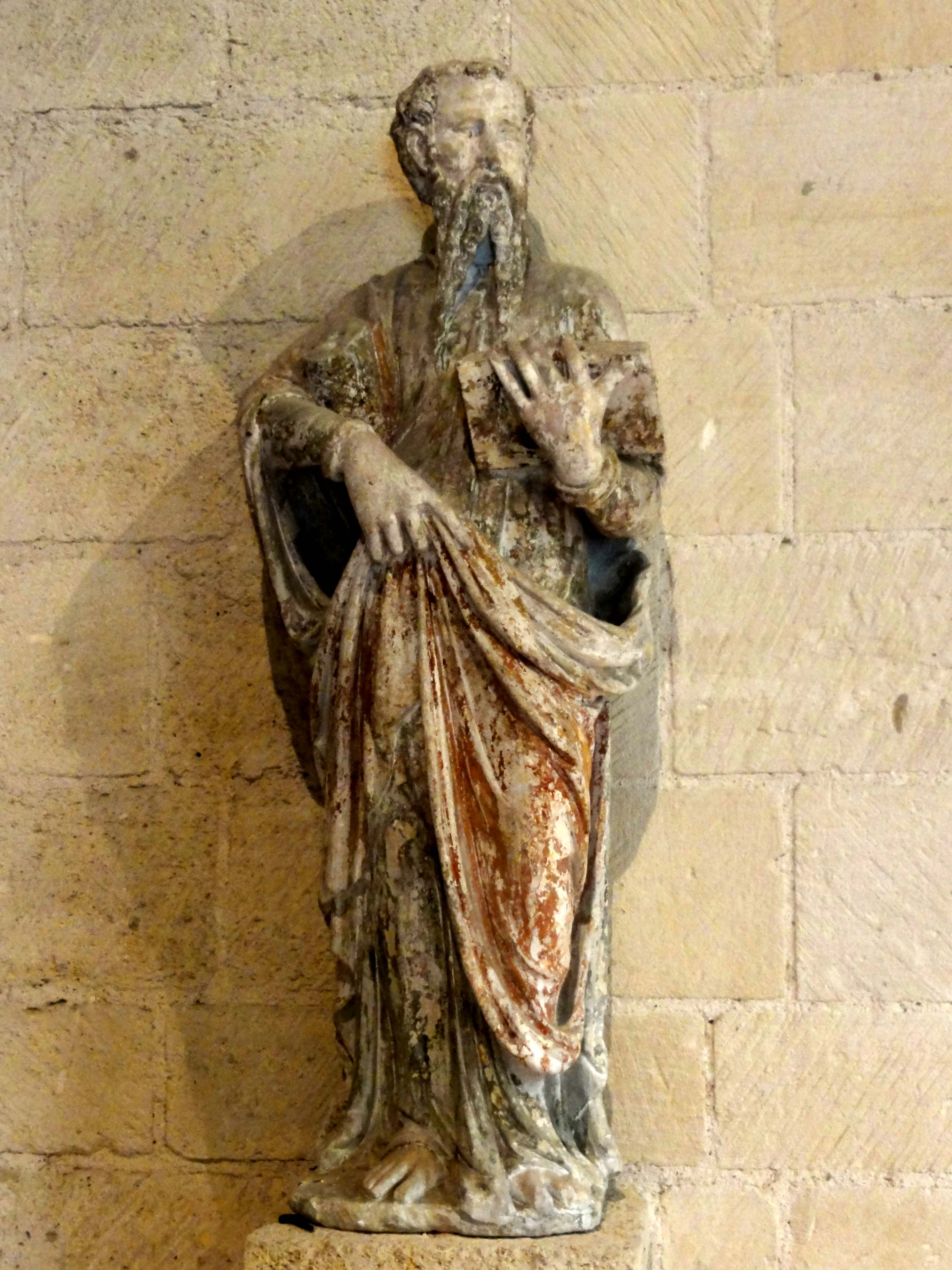
Saint André.

- La statuette représentant un saint évêque, placée sur la tourelle d'escalier tronquée, est en pierre. Elle mesure 85 cm de hauteur. L'absence d'attribut ne permet pas de l'identifier. Selon Roland Vasseur, sa « médiocre facture révèle de telles ressemblances avec l'évêque de la travée du clocher de Commeny qu'on doit y reconnaître l'œuvre du même sculpteur ». Avant le bombardement de l'église, la statue était placée devant le retable signalé ci-dessus, dans le croisillon nord, jadis considéré comme chapelle Saint-André. Camille Tavet pense qu'elle pourrait représenter saint Nicolas. Cette hypothèse est confortée par la mention d'une sculpture représentant trois petits enfants dans un baquet, dont un brisé, placée à gauche de l'autel : il s'agit des trois enfants ressuscités par saint Nicolas, son principal attribut dans l'iconographie habituelle. Le groupe mesurait 22 cm de hauteur, et aurait daté de 1744[24],[25]. Malgré son état de conservation correct, la statue n'est pas encore classée à ce jour.
- La statue de sainte Barbe au nord de la nef, est en pierre polychrome. Elle mesure 140 cm de hauteur, et date de la fin du XVIe siècle. Sainte Barbe est représentée devant une tour, celle où elle fut enfermée par son père, avant son martyre ; contrairement à l'iconographie habituelle, la tour est plus grande que la sainte elle-même, n'adopte pas un plan circulaire, et est sculptée en bas-relief. Le livre que sainte Barbe tenait sous son bras gauche est cassé. Roland Vasseur observe en outre que la palme du martyr qu'elle tient dans sa main droite est en réalité une plume, « calembour médiéval évoquant les « barbes » de la plume ». La polychromie ne subsiste plus que sous forme résiduelle. L'œuvre est classée depuis mars 1966[25],[26].
- La statue de saint André, en pierre polychrome, mesure 124 cm de hauteur, et date du XVIe siècle. La polychromie a presque disparu, et le pouce de la main droite manque. L'œuvre est elle aussi classée depuis mars 1966[27].
- La statue de saint Pierre, en pierre polychrome, est de la même facture et des mêmes dimensions que celle de saint André, et devrait sortir du même atelier. Elle a été classée en même temps[28].
- La statue de la Vierge à l'Enfant, en pierre polychrome, a été fortement endommagée lors du bombardement de l'église. Elle comporte des éléments du début du XVIe siècle. Les éléments manquants ou cassés ont été remplacés par le sculpteur Lutringer, dont notamment la main droite de la mère et la plus grande partie de l'Enfant Jésus, qui apparaît comme une œuvre contemporaine[16].
- La statue de saint Fiacre, patron des jardiniers, est l'unique statue en bois de l'église. Elle date du XVIe siècle, et a elle aussi été fortement endommagée. Les attributs manquent, dont notamment la bêche. Roland Vasseur dit que l'œuvre semble vouée à une ruine prochaine[16], mais elle a été soumise à un traitement conservatoire depuis, sans remplacement des éléments abîmés ou manquants.
- La statuette représentant la crucifixion de saint André était en bois polychrome. Elle mesurait 50 cm de hauteur[24], et datait du XVIIe siècle. Elle a été perdue lors des bombardements de 1944[18],[29].
- Le groupe sculpté représentant saint Roch, en pierre anciennement polychrome, mesure 71 cm de hauteur, et date du XVIe siècle. Le saint est accompagné de son fidèle chien, qui apporte un pain dans sa gueule, et d'un petit ange, qui soigne la plaie sur sa cuisse droite : saint Roch est atteint de la peste. Contrairement à l'iconographie habituelle, il n'est pas représenté debout, mais à moitié agenouillé. Le classement de l'œuvre remonte également à mars 1966[30].

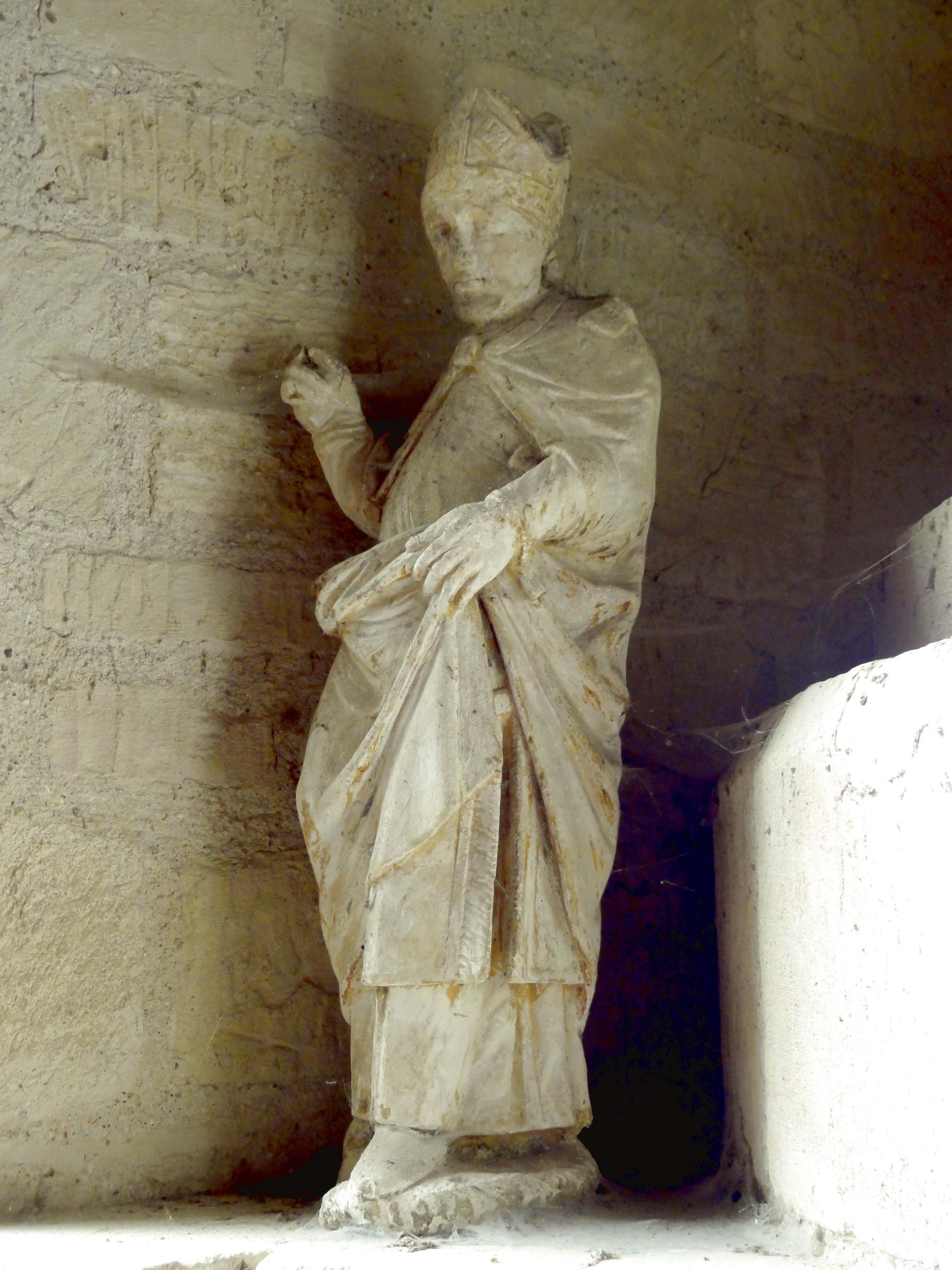
Saint évêque.
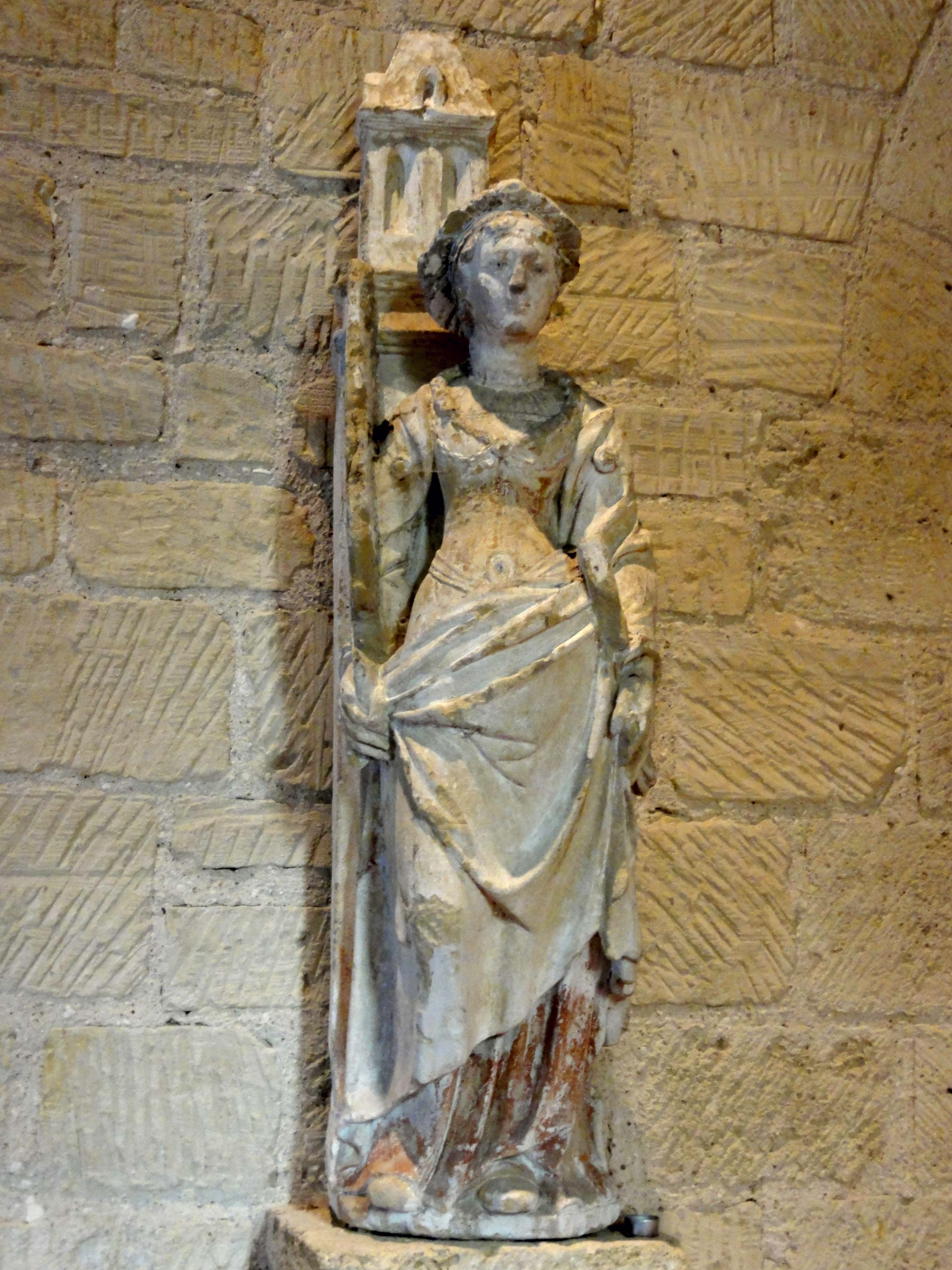
Sainte Barbe.
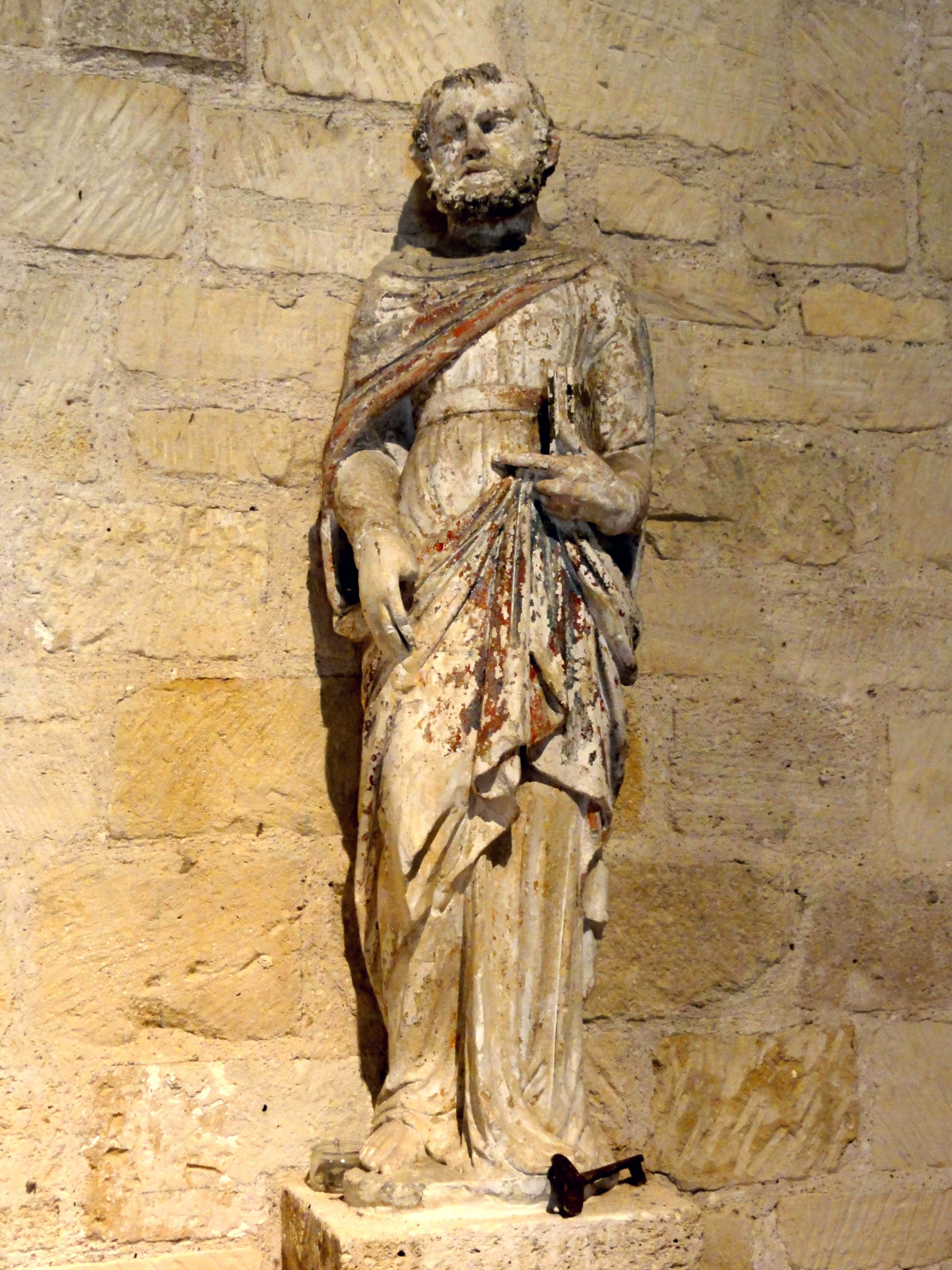
Saint Pierre.
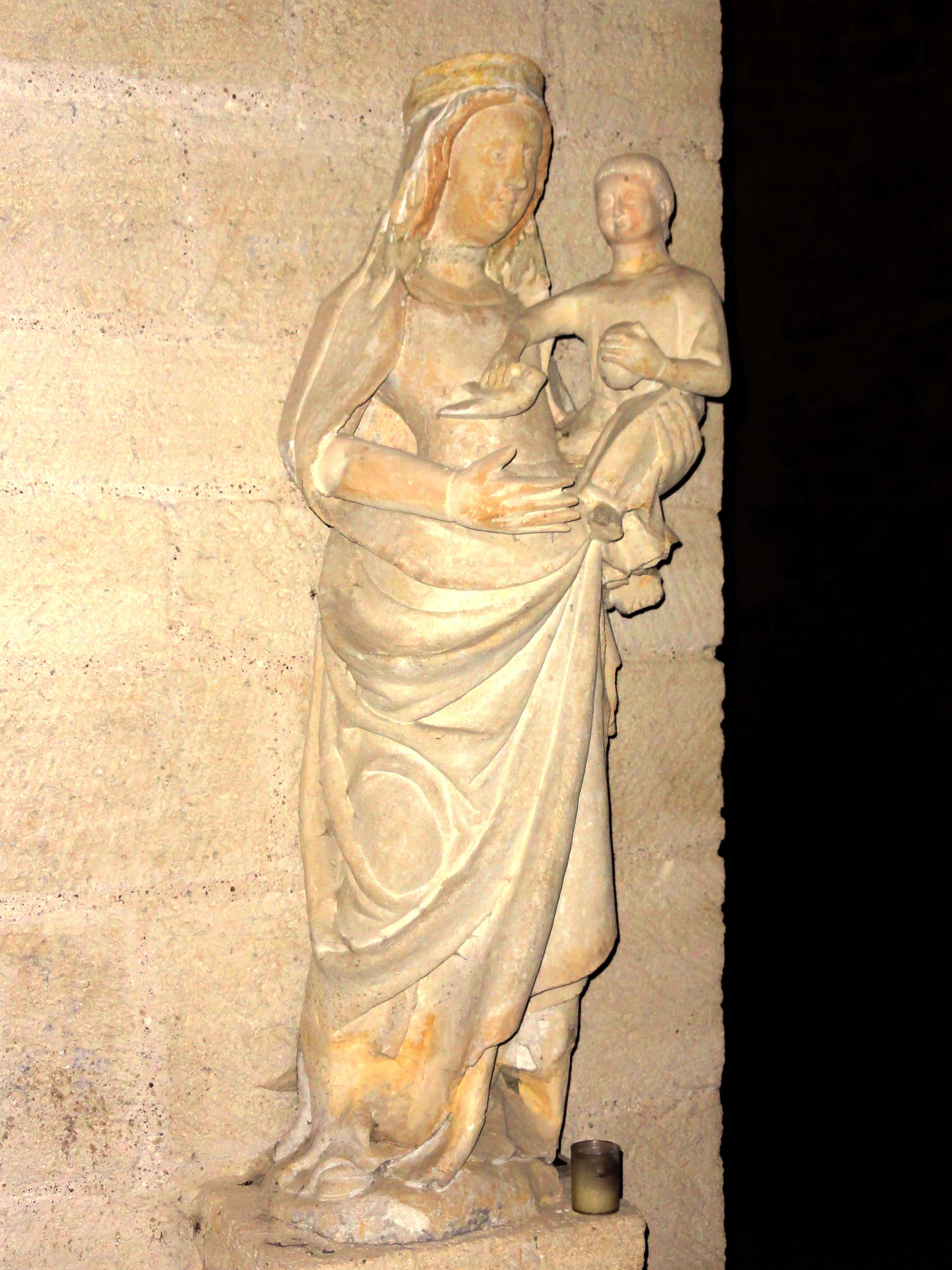
Vierge à l'Enfant.
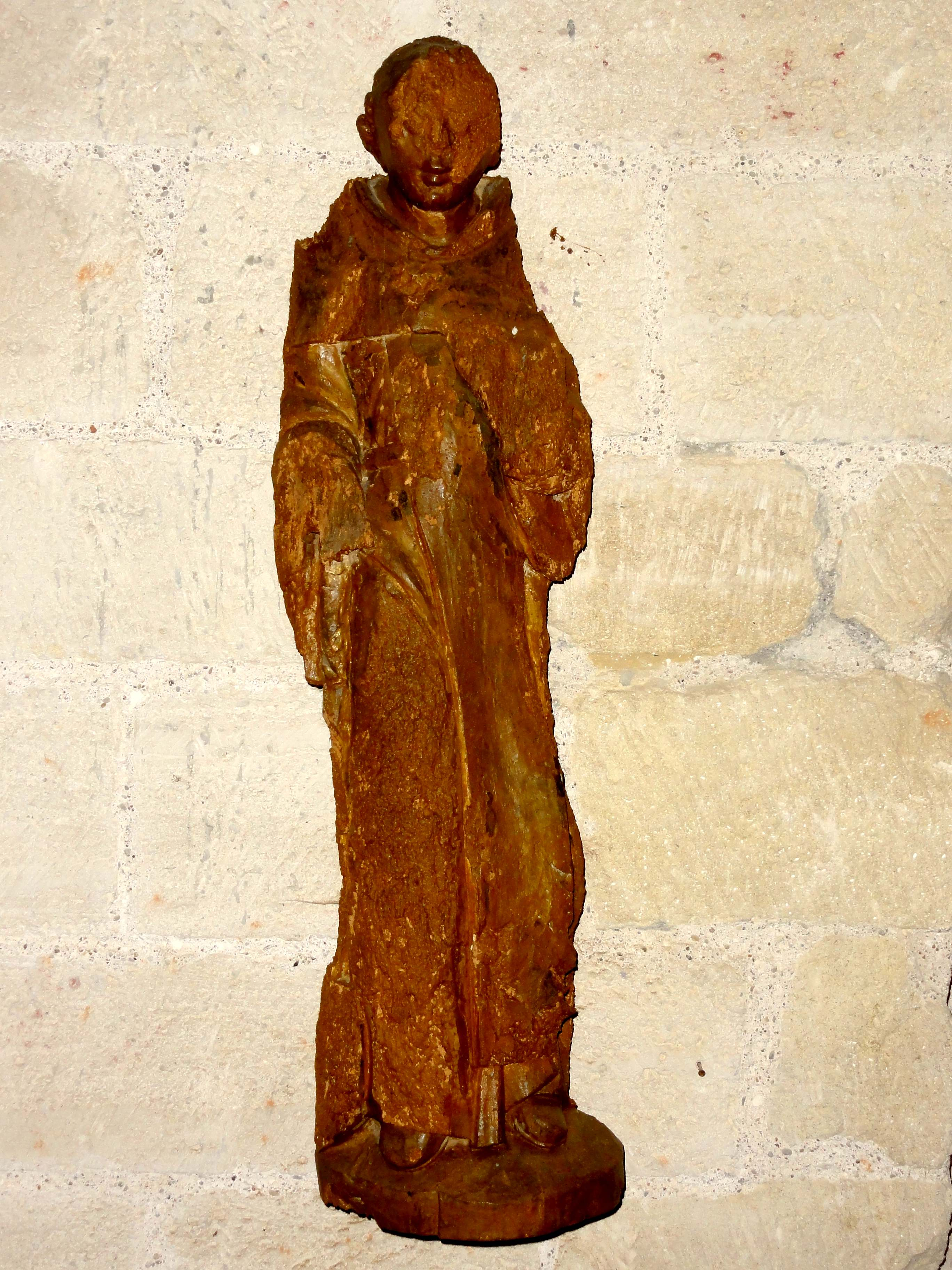
Saint Fiacre.
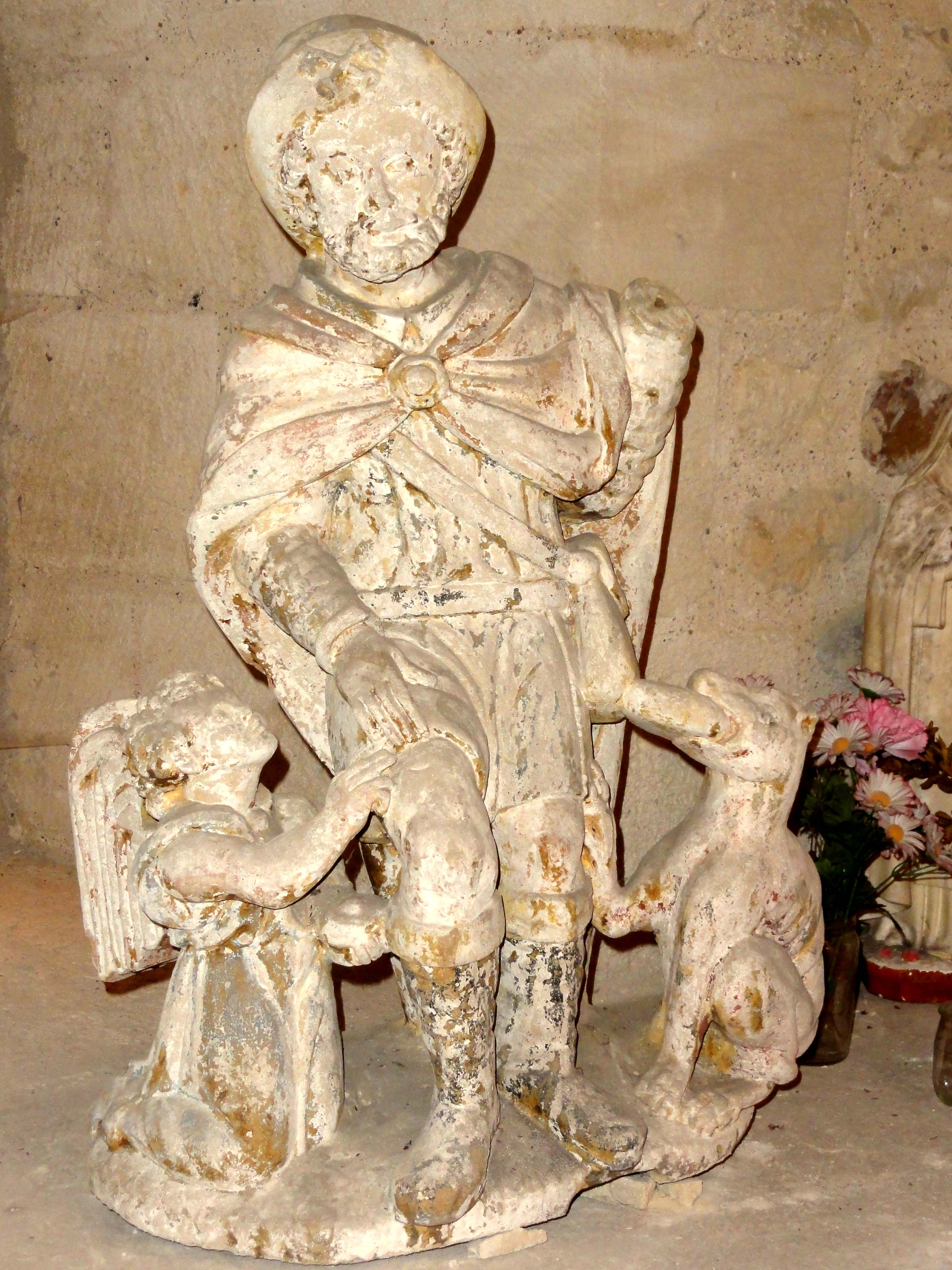
Saint Roch.

### Peinture
- Le tableau représentant la Nativité du Christ est peint à l'huile sur bois. Il mesure environ 70 cm de hauteur pour 50 cm de largeur, et date de la limite XVe / XVIe siècle. Elle fut offerte par le propriétaire du manoir, M. Lavigne, à l'occasion de la restauration de l'église en 1933. Son classement intervint en mai 1944[16],[31]. L'œuvre a bénéficié de restaurations en 1969 et 2009, et est désormais conservée en mairie (sans illustration).

Avant-guerre, l'église possédait deux autres tableaux :
- Le tableau représentant trois anges, déposant l'un une couronne de fer, l'autre une couronne de lauriers, le troisième une épitaphe caractères gothiques était peint à l'huile sur toile. Il mesurait 35 cm de largeur et 32 cm de hauteur, et était d'école flamande. Le tableau avait été donné à la paroisse en 1870 par le peintre Groizelliez, mais seulement une douzaine d'années plus tard, Camille Tavet le dit d'« état déplorable »[23].
- Le tableau représentant sainte Marie Madeleine repentante (une femme en robe rouge, repoussant du pied un coffret et implorant l'assistance divine) était peint à l'huile sur toile. Il mesurait 120 cm de largeur et 140 cm de hauteur, et était inspirée d'une œuvre originale de Charles Le Brun. Camille Tavet dit le tableau « complètement détériorée par l'humidité »[32].

### Cloche
La cloche en bronze date de 1729. Elle porte l'inscription suivante : « LAN 1729 IE FVS BENIE PAR ME DENIS SEBASTIEN MRE CURE DE MOVSSY ET NOMMEE CHARLES ANNE PAR MRE CHARLES IEAN FRANCOIS HENAVLT CHEVALIER SEIGNEVR DE MOVSSY ETELAN ST DENIS LE THIBOVST &C PRESIDENT AV PARLEMENT DE PARIS L'ACADEMIE FRANCOISE & DAME ANNE CHARLOTTE LE BAS DE MONTARGIS MARQVISE D'ARPAJON IACQVES FOVRNIER ET FOVBER MARGUILLIERS CHARLES MAVGER RECEVEVR DE LA SEIGRIE FERMIER DE LEGLISE PIERRE DVPOND OFFICIER CHES LE ROY PIERRE BADIN LOVIS DVRAND ANCIENS MARVLERS ». Deux autres cloches existaient avant la Révolution.